# Gobierno de Andrés Manuel López Obrador
El gobierno presidencial de Andrés Manuel López Obrador inició por ley el 1 de diciembre de 2018 y concluyó el 30 de septiembre de 2024, tras ser el ganador en las elecciones federales de México del 1 de julio del mismo año con el 53.20% de los votos emitidos por la coalición Juntos haremos historia, sucediendo al gobierno de Enrique Peña Nieto.
Durante su gobierno se destacaron principalmente, la implementación de una política social que sentara las bases de un estado de bienestar, lo que dio como resultado la disminución, por primera vez en décadas, de los niveles de pobreza; el sostenimiento de la estabilidad macroeconómica en sus principales indicadores (crecimiento del PIB, tipo de cambio, ingreso, consumo, tasa de inflación, tasa de desempleo, balanza comercial, reservas internacionales e inversión extranjera), a pesar de las previsiones menores o las coyunturas internas y externas; y la habilitación de obras de infraestructura que generarán nuevos polos de desarrollo. Sin embargo, contrastaron significativamente los magros resultados en salud y seguridad; por un lado los dos sistemas de asistencia sanitaria creados en su gobierno, no concretaron el plan de cobertura universal en atención y tratamientos, sobresaliendo sólo la recuperación de parte de la infraestructura abandonada de los sexenios anteriores y la campaña de vacunación en la pandemia de COVID-19; por otro lado, si bien se revirtió la tendencia alcista de la tasa de homicidios y se disminuyó la incidencia de varios delitos de alto impacto, la violencia focalizada en algunas zonas del país, continuó en los niveles de la década anterior.

## Antecedentes
En las elecciones federales de México de 2018 se renovaron alrededor de 18 299 cargos de elección popular, tanto de nivel federal, como estatal y municipal. En la contienda electoral para la presidencia de la república participaron 5 candidatos (2 independientes) y 9 partidos políticos divididos en 3 coaliciones. Tras los resultados electorales (que fueron validados hasta el 8 de agosto por el TEPJF), López Obrador fue el ganador con el 53.20% de los votos y su coalición de Juntos haremos historia se posicionó como la primera fuerza política en el Congreso de la Unión, con 69 senadores de 128 y 308 diputados de 500, así como, también, obtuvo cinco de nueve gubernaturas disputadas entonces.
|  | 53.20% |

|  | 22.27% |

|  | 16.41% |

|  | 5.23% |

|  | 0.06% |

|  | 2.83% |

|  | 63.42% |

| Cámara de Senadores | Cámara de Diputados |
| --- | --- |
| | |
| 1 Sin Partido - Juntos Haremos Historia 59 Morena 5 PES 6 PT - Por México al Frente 24 PAN 5 PRD 8 MC - Todos por México 14 PRI 6 PVEM | 9 Sin Partido - Juntos Haremos Historia 259 Morena 28 PT 29 PES - Por México al Frente 78 PAN 11 PRD 28 MC - Todos por México 47 PRI 11 PVEM |

## Transición gubernamental

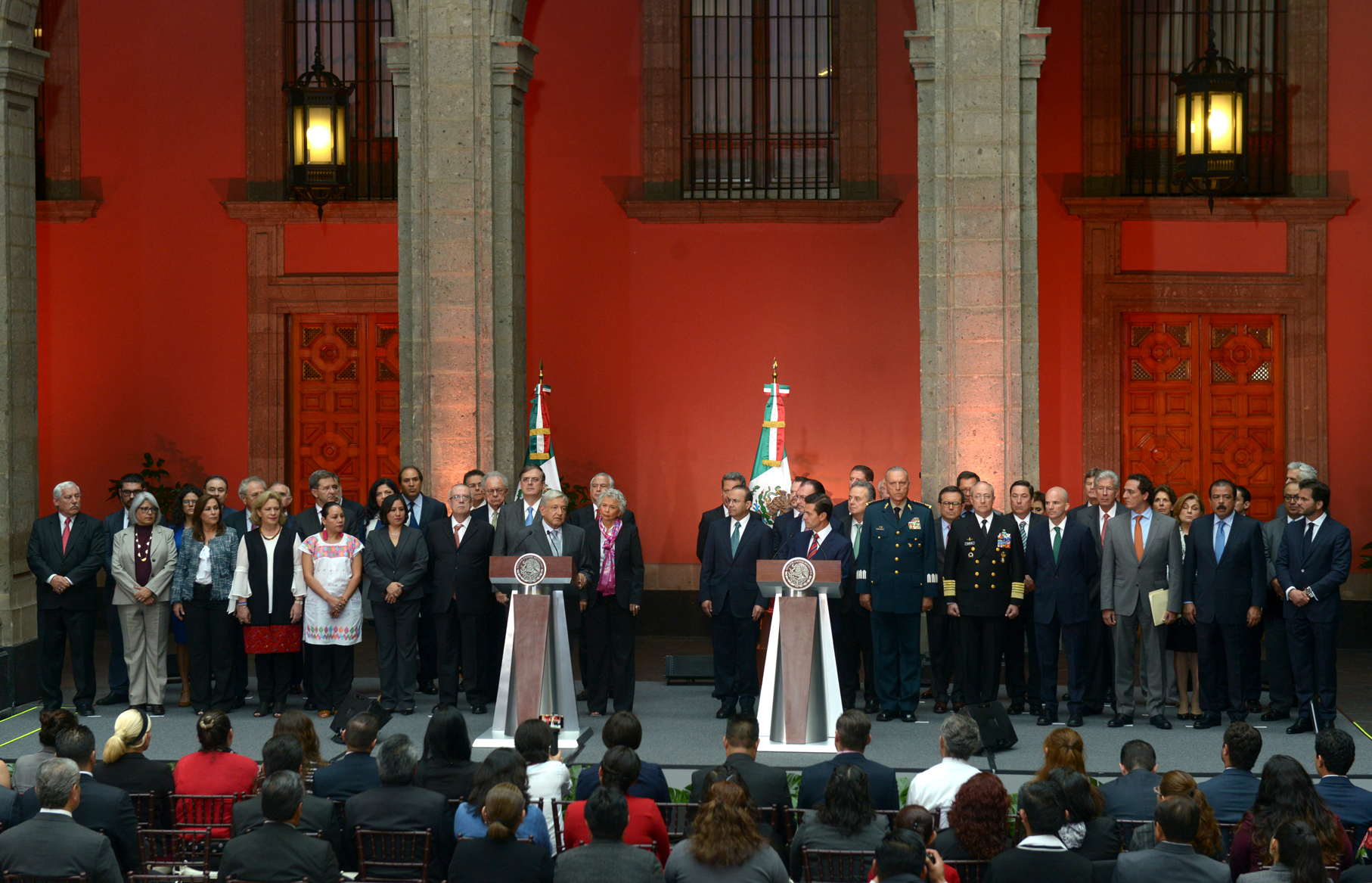
Gabinete de Andrés Manuel (izquierda) y de Enrique Peña Nieto (Derecha).

La transición gubernamental de Andrés Manuel López Obrador inició formalmente el 20 de agosto de 2018 con la reunión entre el gabinete de Andrés Manuel y el gabinete en funciones de Enrique Peña Nieto, para discutir los trabajos de entrega y recepción de gobiernos. En el Presupuesto de Egresos de la Federación 2018 se etiquetaron 150 millones de pesos para el proceso de transición presidencial, este se utilizó para crear una Ley de Ingresos y determinar el presupuesto que la nueva administración ejercería en 2019. El 2 de julio, sin embargo, López Obrador aclaró que se podría realizar la transición sin emplear los fondos asignados.
Durante su proceso de transición, López Obrador y su gabinete sostuvieron reuniones con el gabinete de Enrique Peña Nieto; el Consejo Coordinador Empresarial (CCE); Conferencia Nacional de Gobernadores (Conago); con los excandidatos presidenciales José Antonio Meade y Ricardo Anaya Cortés; Chrystia Freeland, ministra de Asuntos Exteriores de Canadá; Qiu Xhiaoqui, embajador de China en México; Theresa May, primera ministra del Reino Unido; y con parte de la delegación estadounidense, que asistiría a su toma de posesión, conformada por Mike Pompeo, secretario de Estado, Steven Mnuchin, secretario del Tesoro, Kirstjen Nielsen, secretaria de Seguridad Interior, y Jared Kushner, consejero y yerno de Donald Trump, presidente de Estados Unidos.

### Congreso de la Unión
Por ley la toma de protesta del Congreso de la Unión fue el 1 de septiembre, iniciando con ello la LXIV Legislatura de México. Durante este periodo se promulgó la reforma a la Ley Orgánica de la Administración Pública Federal, que permitió la modificación la estructura gubernamental y la Ley General de Comunicación Social la cual es un regulador de gastos de publicidad oficial del gobierno.
En este lapso también se crearon las iniciativas de la Secretaría de Seguridad y Protección Ciudadana; el cambio del Centro de Investigación y Seguridad Nacional (CISEN) por el Centro Nacional de Inteligencia (CNI); la transformación la Secretaría de Desarrollo Social (Sedesol) en la Secretaría de Bienestar; y la integración del Estado Mayor Presidencial (EMP) y el Cuerpo de Guardias Presidenciales (CGP) a la Secretaría de la Defensa Nacional; organismos que se formalizaron el 1 de diciembre tras la toma de protesta del poder ejecutivo.

## Gabinete
La propuesta de gabinete presidencial de López Obrador fue presentando el 14 de diciembre de 2017 tras iniciar la contienda electoral. Durante su gobierno se planeaba descentralizar las secretarias de estado, actualmente ubicadas en la Ciudad de México a diversos puntos de la República Mexicana.

### Gabinete legal
| Secretaría                                                  | Titular                                                   | Partido | Período                                                 |
| ----------------------------------------------------------- | --------------------------------------------------------- | ------- | ------------------------------------------------------- |
| Secretaría de Gobernación                                   | Olga Sánchez Cordero                                      |         | 1 de diciembre de 2018 - 26 de agosto de 2021           |
| Secretaría de Gobernación                                   | Adán Augusto López Hernández                              |         | 26 de agosto de 2021 - 16 de junio de 2023              |
| Secretaría de Gobernación                                   | Alejandro Encinas Rodríguez (como encargado del despacho) |         | 16 de junio de 2023 - 19 de junio de 2023               |
| Secretaría de Gobernación                                   | Luisa María Alcalde Luján                                 |         | 19 de junio de 2023 - 30 de septiembre de 2024          |
| Secretaría de Relaciones Exteriores                         | Marcelo Ebrard                                            |         | 1 de diciembre de 2018 - 12 de junio de 2023            |
| Secretaría de Relaciones Exteriores                         | Carmen Moreno Toscano (como encargado del despacho)       |         | 12 de junio de 2023 - 23 de junio de 2023               |
| Secretaría de Relaciones Exteriores                         | Alicia Bárcena Ibarra                                     |         | Desde el 23 de junio de 2023 - 30 de septiembre de 2024 |
| Secretaría de la Defensa Nacional                           | Luis Cresencio Sandoval                                   | Militar | 1 de diciembre de 2018 - 30 de septiembre de 2024       |
| Secretaría de Marina                                        | José Rafael Ojeda Durán                                   | Militar | 1 de diciembre de 2018 - 30 de septiembre de 2024       |
| Secretaría de Seguridad y Protección Ciudadana              | Alfonso Durazo Montaño                                    |         | 1 de diciembre de 2018 - 30 de octubre de 2020          |
| Secretaría de Seguridad y Protección Ciudadana              | Rosa Icela Rodríguez                                      |         | 30 de octubre de 2020 - 30 de septiembre de 2024        |
| Secretaría de Hacienda y Crédito Público                    | Carlos Manuel Urzúa Macías                                |         | 1 de diciembre de 2018 - 9 de julio de 2019             |
| Secretaría de Hacienda y Crédito Público                    | Arturo Herrera Gutiérrez                                  |         | 9 de julio de 2019 - 15 de julio de 2021                |
| Secretaría de Hacienda y Crédito Público                    | Rogelio Ramírez de la O                                   |         | 15 de julio de 2021 - 30 de septiembre de 2024          |
| Secretaría de Bienestar                                     | María Luisa Albores González                              |         | 1 de diciembre de 2018 - 2 de septiembre de 2020        |
| Secretaría de Bienestar                                     | Javier May Rodríguez                                      |         | 2 de septiembre de 2020 - 11 de enero de 2022           |
| Secretaría de Bienestar                                     | Ariadna Montiel Reyes                                     |         | 11 de enero de 2022 - 30 de septiembre de 2024          |
| Secretaría de Medio Ambiente y Recursos Naturales           | Josefa González-Blanco Ortiz-Mena                         |         | 1 de diciembre de 2018 - 25 de mayo de 2019             |
| Secretaría de Medio Ambiente y Recursos Naturales           | Víctor Manuel Toledo Manzur                               |         | 27 de mayo de 2019 - 31 de agosto de 2020               |
| Secretaría de Medio Ambiente y Recursos Naturales           | María Luisa Albores González                              |         | 2 de septiembre de 2020 - 30 de septiembre de 2024      |
| Secretaría de Energía                                       | Rocío Nahle García                                        |         | 1 de diciembre de 2018 - 13 de octubre de 2023          |
| Secretaría de Energía                                       | Miguel Ángel Maciel Torres                                |         | 16 de octubre de 2023 - 30 de septiembre de 2024        |
| Secretaría de Economía                                      | Graciela Márquez Colín                                    |         | 1 de diciembre de 2018 - 7 de diciembre de 2020         |
| Secretaría de Economía                                      | Tatiana Clouthier Carrillo                                |         | 7 de diciembre de 2020 - 6 de octubre de 2022           |
| Secretaría de Economía                                      | Raquel Buenrostro Sánchez                                 |         | 7 de octubre de 2022 - 30 de septiembre de 2024         |
| Secretaría de Agricultura y Desarrollo Rural                | Víctor Villalobos Arámbula                                |         | 1 de diciembre de 2018 - 30 de septiembre de 2024       |
| Secretaría de Infraestructura, Comunicaciones y Transportes | Javier Jiménez Espriú                                     |         | 1 de diciembre de 2018 - 23 de julio de 2020            |
| Secretaría de Infraestructura, Comunicaciones y Transportes | Jorge Arganis Díaz Leal                                   |         | 23 de julio de 2020 - 15 de noviembre de 2022           |
| Secretaría de Infraestructura, Comunicaciones y Transportes | Jorge Nuño Lara                                           |         | 15 de noviembre de 2022 - 30 de septiembre de 2024      |
| Secretaría de la Función Pública                            | Irma Eréndira Sandoval                                    |         | 1 de diciembre de 2018 - 21 de junio de 2021            |
| Secretaría de la Función Pública                            | Roberto Salcedo Aquino                                    |         | 21 de junio de 2021 - 30 de septiembre de 2024          |
| Secretaría de Educación Pública                             | Esteban Moctezuma Barragán                                |         | 1 de diciembre de 2018 - 15 de febrero de 2021          |
| Secretaría de Educación Pública                             | Delfina Gómez Álvarez                                     |         | 15 de febrero de 2021 - 1 de septiembre de 2022         |
| Secretaría de Educación Pública                             | Leticia Ramírez Amaya                                     |         | 1 de septiembre de 2022 - 30 de septiembre de 2024      |
| Secretaría de Salud                                         | Jorge Carlos Alcocer Varela                               |         | 1 de diciembre de 2018 - 30 de septiembre de 2024       |
| Secretaría del Trabajo y Previsión Social                   | Luisa María Alcalde Luján                                 |         | 1 de diciembre de 2018 - 19 de junio de 2023            |
| Secretaría del Trabajo y Previsión Social                   | Marath Baruch Bolaños López                               |         | 20 de junio de 2023 - 30 de septiembre de 2024          |
| Secretaría de Desarrollo Agrario, Territorial y Urbano      | Román Meyer Falcón                                        |         | 1 de diciembre de 2018 - 30 de septiembre de 2024       |
| Secretaría de Cultura                                       | Alejandra Frausto Guerrero                                |         | 1 de diciembre de 2018 - 30 de septiembre de 2024       |
| Secretaría de Turismo                                       | Miguel Torruco Marqués                                    |         | 1 de diciembre de 2018 - 30 de septiembre de 2024       |
| Consejería Jurídica del Ejecutivo Federal                   | Julio Scherer Ibarra                                      |         | 1 de diciembre de 2018 - 2 de septiembre de 2021        |
| Consejería Jurídica del Ejecutivo Federal                   | María Estela Ríos González                                |         | 2 de septiembre de 2021 - 30 de septiembre de 2024      |
| Jefe de la Oficina de la Presidencia                        | Alfonso Romo                                              |         | 1 de diciembre de 2018 - 2 de diciembre de 2020         |
| Procuraduría General de la República                        | Alejandro Gertz Manero                                    |         | 1 de diciembre de 2018 - 20 de diciembre de 2018        |

1. ↑  Disuelta el 20 de diciembre de 2018 para conformar la Fiscalía General de la República, un órgano autónomo fuera del gabinete presidencial.[46]
2. ↑  Como encargado de despacho.[47]

### Gabinete ampliado
| Instituto Mexicano del Seguro Social (IMSS)                                         | Germán Martínez Cázares        | Independiente |
| Instituto Mexicano del Seguro Social (IMSS)                                         | Zoé Robledo Aburto             |               |
| Instituto de Seguridad y Servicios Sociales de los Trabajadores del Estado (ISSSTE) | Luis Antonio Ramírez           | Independiente |
| Petróleos Mexicanos (PEMEX)                                                         | Octavio Romero Oropeza         |               |
| Comisión Federal de Electricidad (CFE)                                              | Manuel Bartlett                |               |
| Comisión Nacional del Agua (CONAGUA)                                                | Blanca Elena Jiménez Cisneros  | Independiente |
| Caminos y Puentes Federales (Capufe)                                                | Elsa Julieta Veites Arévalo    |               |
| Instituto del Fondo Nacional de la Vivienda para los Trabajadores (INFONAVIT)       | Juan Carlos Zentella Gómez     | Independiente |
| Nacional Financiera (NF)                                                            | Eugenio Nájera Solórzano       | Independiente |
| Consejo Nacional de Humanidades, Ciencias y Tecnologías (CONAHCYT)                  | María Elena Álvarez-Buylla     | Independiente |
| Comisión Nacional de Cultura Física y Deporte (CONADE)                              | Ana Gabriela Guevara           |               |
| Servicio de Administración Tributaria (SAT)                                         | Ana Margarita Ríos Farjat      | Independiente |
| Servicio de Administración Tributaria (SAT)                                         | Raquel Buenrostro Sánchez      | Independiente |
| Servicio de Administración Tributaria (SAT)                                         | Antonio Martínez Dagnino       | Independiente |
| Instituto Nacional de Migración (INM)                                               | Francisco Garduño Yáñez        | Independiente |
| Instituto Nacional de los Pueblos Indígenas (INPI)                                  | Adelfo Regino Montes           |               |
| Instituto Nacional de las Mujeres (INMUJERES)                                       | Nadine Flora Gasman Zylbermann | Independiente |
| Sistema Nacional para el Desarrollo Integral de la Familia (DIF)                    | María del Rocío García Pérez   | Independiente |

## Toma de protesta

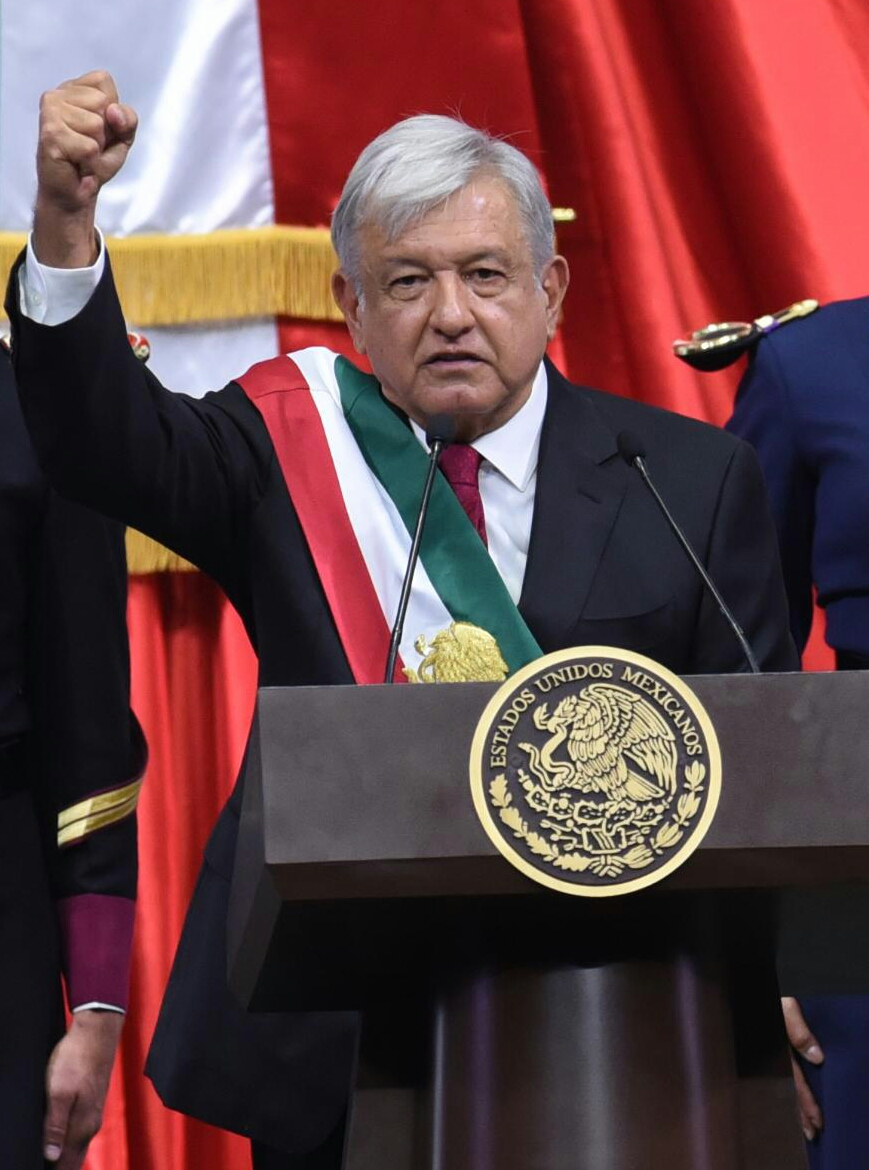
AMLO portando la banda presidencial en la toma de protesta.

El 1 de diciembre de 2018, desde las 00:00 horas (UTC –6) se convirtió en presidente constitucional, sin embargo, tal como lo establece la Carta magna acudió al Palacio Legislativo de San Lázaro a rendir protesta frente al Congreso de la Unión. La ceremonia de toma de posesión inició a las 11:00 horas; en la tribuna principal se encontraban, en orden de izquierda a derecha: Martí Batres Guadarrama (presidente del Senado), Enrique Peña Nieto (Presidente saliente), Porfirio Muñoz Ledo (Presidente de la Cámara de Diputados —y presidente de la sesión de Congreso general—), Andrés Manuel López Obrador y Luis María Aguilar (Presidente de la Suprema Corte de Justicia); custodiados todos, por tres cadetes de cada una de las ramas de las fuerzas armadas (uno del Heroico Colegio Militar, una cadete femenina del Colegio del Aire y uno de la Heroica Escuela Naval Militar). Después del recibimiento y anuncio del presidente del Congreso, pronunció el texto contenido en el artículo 87 constitucional:

Protesto guardar y hacer guardar la Constitución Política de los Estados Unidos Mexicanos y las leyes que de ella emanen, y desempeñar leal y patrióticamente el cargo de Presidente de la República que el pueblo me ha conferido, mirando en todo por el bien y prosperidad de la Unión; y si así no lo hiciere que la Nación me lo demande

No obstante, al final de la frase que el pueblo me ha conferido añadió las palabras de manera democrática. Posteriormente se realizó el traspaso de la banda presidencial, que como lo indica la ley, el presidente saliente se la entrega al del congreso y este al nuevo titular. Andrés Manuel López Obrador fue el primero en dar un discurso frente al Congreso de la Unión desde el año 2000, luego de las accidentadas investiduras de Felipe Calderón y Enrique Peña Nieto, quienes solo rindieron la protesta de ley y se retiraron. Al concluir el discurso se rindieron los honores correspondientes con el Himno Nacional.
Esta ceremonia fue la más concurrida de la historia, en cuanto a representantes del extranjero se refiere; figurando entre los invitados catorce jefes de Estado y de gobierno:
| - Felipe VI (Rey de España) - Miguel Díaz-Canel (Presidente de Cuba) - Evo Morales (Presidente de Bolivia) - Martín Vizcarra (Presidente del Perú) - Juan Orlando Hernández (Presidente de Honduras) - Jimmy Morales (Presidente de Guatemala) - Lenín Moreno (Presidente del Ecuador) | - Iván Duque Márquez (Presidente de Colombia) - Brahim Gali (Presidente de la República Árabe Saharaui Democrática) - Colville Young (Gobernador General de Belice) - Julie Payette (Gobernadora general de Canadá) - Danilo Medina (Presidente de la República Dominicana) - Jovenel Moïse (Presidente de Haití) - António Costa (Primer ministro de Portugal) |

Nicolás Maduro (Presidente de Venezuela) no acudió a la ceremonia de toma de posesión, pero si a la reunión en Palacio Nacional. Además de ellos, se contó con la presencia de delegaciones encabezadas por vicepresidentes, primeras damas, ministros del Exterior, legisladores u otros cargos representativos de 37 países (Estados Unidos, Uruguay, Paraguay, Nicaragua, Costa Rica, El Salvador, China, Rumanía, Palestina, Singapur, Angola, Chile, Azerbaiyán, República de Corea, Liberia, Guinea Ecuatorial, Emiratos Árabes Unidos, Brasil, Reino Unido, Arabia Saudita, Catar, Francia, Serbia, Alemania, Bélgica, Panamá, Sudán, Italia, Japón, Ghana, Santa Lucía, Marruecos, Jamaica, Argelia, Rusia, República Popular Democrática de Corea y Ucrania). La delegación estadounidense incluyó funcionarios y representantes de ciudades, estados, empresas, el congreso, sindicatos y comunidades indígenas, incluyendo Gobernadores y Alcaldes. También asistieron representantes de todos los organismos internacionales a los que pertenece México (OEA, ONU, OCDE, APEC, CIN, Celac y AEC). En tanto en el plano nacional, estuvieron presentes, desde luego los 500 diputados federales y los 128 senadores de la república; los 31 gobernadores y el Jefe de Gobierno de la Ciudad de México; los 11 ministros de la Suprema Corte de Justicia; los integrantes del gabinete saliente y gabinete entrante; así como representantes de partidos políticos, empresarios, personalidades de la vida pública, grupos indígenas, miembros de las fuerzas armadas, entre otros. 
Con todos ellos López Obrador sostuvo una comida en Palacio Nacional al finalizar la toma de posesión y luego de un breve recorrido por calles de la Ciudad de México. Además, la mencionada ceremonia alcanzó destacados niveles de audiencia televisiva y menciones en redes sociales.
Finalmente, y como cierre de la jornada, se llevó a cabo un evento de respaldo popular en el Zócalo de la Ciudad de México, en el que representantes de 68 grupos indígenas le entregaron de manera simbólica el denominado bastón de mando, un acto inédito en la relación de las autoridades nativas y la presidencia de la república; para concluir el evento dio un discurso ante 150 mil asistentes.
El mismo día de su investidura dio paso a la realización de dos puntos planteados en su plataforma electoral; primero al ya no contar desde ese mismo momento con la protección y asistencia del Estado Mayor Presidencial, disuelto desde el 30 de noviembre; y después con la apertura al público en general de la Residencia Oficial de Los Pinos, la cual no habitaría, permaneciendo en su domicilio particular y trabajando en Palacio Nacional. A ello, se sumó la negativa de su esposa de emplear el término Primera Dama, que aunque nunca fue una denominación con validez legal, su supresión retórica se considera también la anulación de su rol protocolar.
Al día siguiente se llevó a cabo su primer evento como Comandante Supremo de las Fuerzas Armadas, en la denominada "Ceremonia de Salutación" en el Campo Marte de la Ciudad de México. La ceremonia comenzó con el izamiento de la bandera nacional; continuó con un discurso del presidente, acompañado en el estrado principalmente por los secretarios de la Defensa Nacional, Luis Cresencio Sandoval y de Marina, José Rafael Ojeda Durán. Posteriormente se le rindieron honores con el himno nacional y detonando 21 salvas, saludó al Alto Mando Militar y pasó revista a 3417 elementos provenientes del Ejército, Armada y Fuerza Aérea.

## Política interior y legislativa

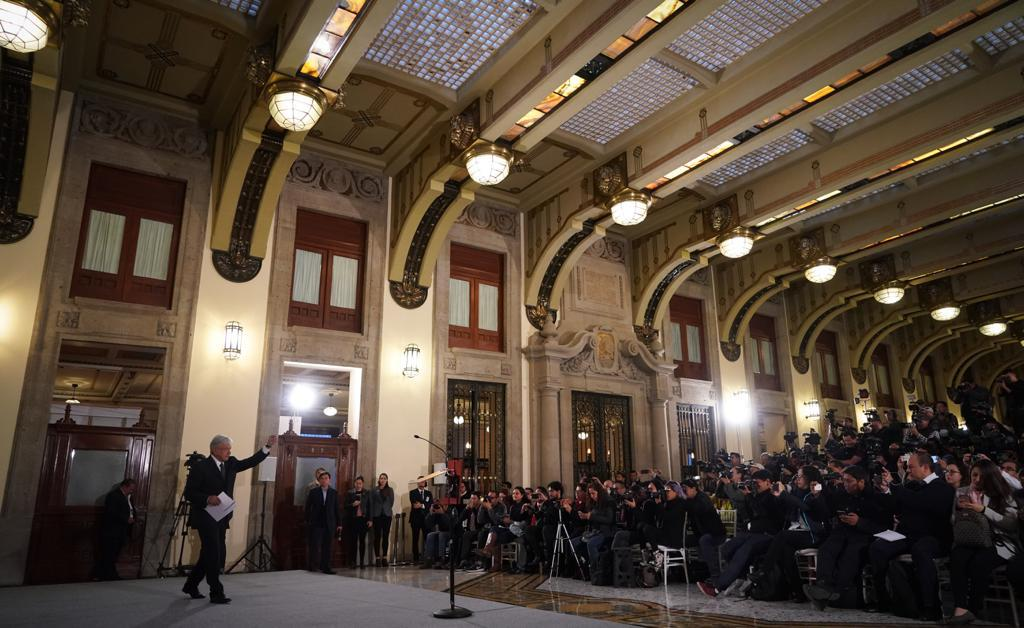
Primera «mañanera» del sexenio.

Las políticas gubernamentales de López Obrador se encuentran enmarcadas en los tres ejes fundamentales planteados en su plataforma electoral: combate a la corrupción, generación de un estado de bienestar y pacificación del país. Para ello su administración comenzó la articulación de un marco legal que facilitara dichos fines. En su primer año de gobierno, haciendo prevalecer la singularidad legislativa de poseer la primera mayoría parlamentaria desde 1997 para un grupo político gobernante (la Coalición Juntos Haremos Historia contaba con 70 de 128 senadores y 318 de 500 diputados en la LXIV legislatura del Congreso de la Unión) y los eventuales apoyos pactados con otras fuerzas políticas (fracciones del PRD, Movimiento Ciudadano y Partido Verde), consiguió la aprobación de ocho reformas a la constitución y 59 a distintas leyes, códigos y reglamentos. Sobresalen, por su trascendencia, amplitud y polémica generada, las reformas a la carta magna sobre extinción de dominio (para asumir los recursos incautados a la delincuencia organizada), prisión preventiva oficiosa, la creación de la Guardia Nacional, la nueva reforma educativa, paridad de género en cargos públicos, el acotamiento al fuero del presidente de la república, el reconocimiento constitucional a los pueblos afromexicanos, y la que establece el carácter vinculatorio de la consulta popular y la revocación de mandato.

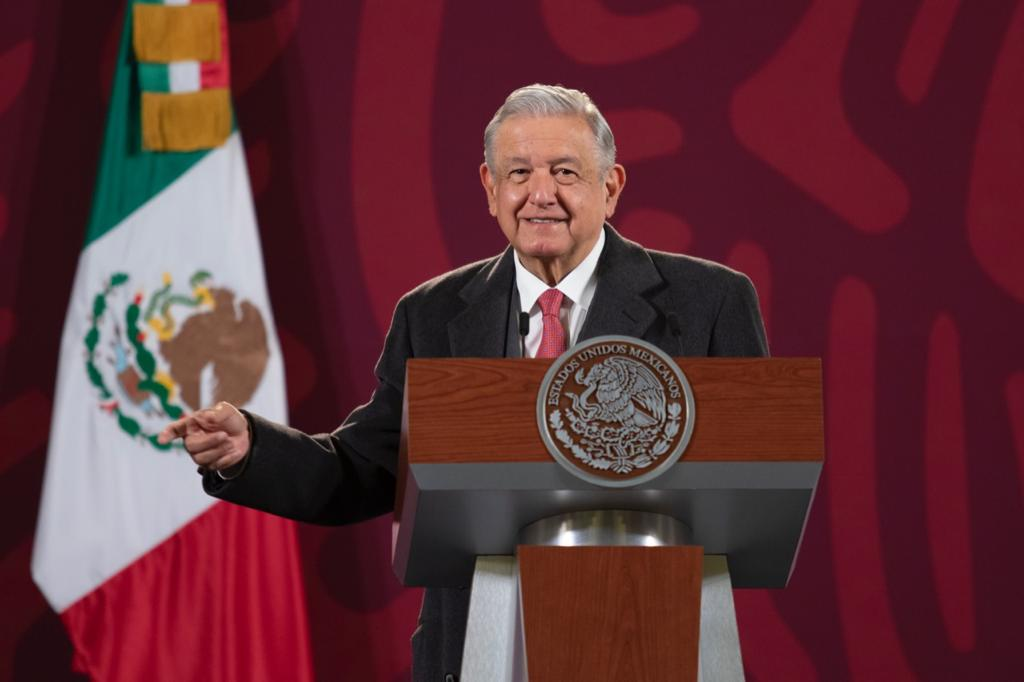
López Obrador durante una de sus conferencias de prensa matutinas diarias.

En cuanto a la legislación generada a partir del programa de gobierno, resaltaron por el impacto mediático causado la Ley de Seguridad Interior, la Ley de Remuneración de Servidores Públicos (para limitar los altos sueldos de los funcionarios), la prohibición de la condonación de impuestos, las reformas laborales en materia de libertad sindical, justicia laboral y negociación colectiva (condicionantes para la firma del T–MEC), la Ley de Administración Pública y la Ley de Austeridad Republicana para concretar la política de austeridad en el ejercicio del gasto de las dependencias; las reformas penales para clasificar la evasión de impuestos, la corrupción, el robo de combustibles y el fraude electoral como delitos graves; la creación o ampliación de facultades a distintas dependencias gubernamentales como la reaparición de la Secretaría de Seguridad Pública bajo el nombre de Secretaría de Seguridad y Protección Ciudadana, que entre sus nuevas funciones se encuentra administrar todo lo relativo al servicio de inteligencia del estado mexicano, reemplazando al CISEN con el Centro Nacional de Inteligencia; el cambio de denominación de las secretarías de Desarrollo Social y la de Agricultura, Ganadería, Desarrollo Rural, Pesca y Alimentación, la primera para llamarse Secretaría de Bienestar, y la segunda para simplificarse como Secretaría de Agricultura y Desarrollo Rural; la creación del Instituto de Salud para el Bienestar (en sustitución del Seguro Popular, con la consecuente reforma a la Ley General de Salud para garantizar atención médica y medicamentos gratuitos), el Instituto para devolver al pueblo lo robado (reemplazando al Servicio de Administración y Enajenación de Bienes) y el Banco del Bienestar (sustituyendo al Banco del Ahorro Nacional y Servicios Financieros).
En 2020 únicamente se realizaron tres reformas constitucionales, sin embargo representaban el sustento normativo para tres de las propuestas más divulgadas de su plan de gobierno; la primera fue para prohibir las condonaciones de impuestos que no estuvieran contempladas por la ley, esto para evitar las exenciones multimillonarias que en administraciones pasadas se manifestaban como un boquete fiscal. La segunda reforma, adquirió una mayor notoriedad pues significó elevar a rango constitucional uno de los tres pilares fundamentales de su plataforma, establecer el estado del bienestar, específicamente garantizando la extensión integral de los servicios de salud, el sistema de pensiones para adultos mayores y personas con discapacidad, y las becas de apoyo para estudiantes de bajos recursos. Finalmente, la tercera reforma eliminó el fuero al presidente de la república.
En cuanto al resto de la actividad legislativa promovida por el ejecutivo este año, se aprobaron la Ley de Amnistía (para permitir que víctimas y personas vulnerables a ser coaccionadas por el crimen, accedan a beneficios judiciales por su condición), la exclusión de intermediarios para obtener créditos de vivienda, la eliminación de fideicomisos públicos señalados de irregulares, el aumento de participaciones patronales en las pensiones y la supresión de la subcontratación. De parte del poder ejecutivo, pero directamente de la secretaria de Gobernación Olga Sánchez Cordero, vino la histórica iniciativa aprobada para despenalizar el consumo de marihuana.
En 2021 la actividad legislativa del gobierno en ambas cámaras estuvo marcada por el ligero retroceso de la coalición mayoritaria en la cámara de diputados (ahora llamada Juntos Hacemos Historia). Aunque el partido gobernante Morena, por sí solo obtuvo más escaños en las elecciones legislativas de ese año (respecto a 2018), sus partidos aliados PT y PES perdieron presencia, incluso este último desapareció; con ello se perdió la mayoría cualificada.  Sin embargo la coalición había pactado previamente la integración a esta del PVEM (previamente en el bloque opositor en la legislatura 2018-2021), lo que le permitió conservar la mayoría relativa, pero obligándola a negociar la mayoría cualificada en aras de nuevas reformas constitucionales.
Los procesos legislativos por lo tanto, a partir de este año, se tornaron más conflictivos y en muchas ocasiones disminuyeron o anularon el impacto de las propuestas originales del presidente y su grupo parlamentario. Aun así dos importantes reformas constitucionales salieron adelante, al prohibir de manera definitiva las partidas secretas (gastos de uso libre y no auditable para el gobierno) y la supresión definitiva del fuero constitucional para el presidente de la república (antes solo acotado).
La ley más destacada, tanto por su alcance, como por su impacto mediático, sería la ley de industria eléctrica, que entre otras cosas otorgaba al gobierno la posibilidad de suspender contratos privados; priorizar a la CFE en el manejo de los recursos generadores de electricidad por encima de empresas privadas y desaparecer el llamado “auto abasto”, es decir el libre uso de las compañías privadas de la red de la CFE; estas dos últimas medidas fueron las que provocaron mayor controversia. Por otro lado la reforma legal más sobresaliente fue la eliminación y prohibición absoluta del modelo de subcontratación en la Ley federal del trabajo.
En 2022, la reforma eléctrica fue propuesta por Obrador y modificaría los artículos 25, 27 y 28 de la Constitución, esto para poder derogar la reforma energética de 2013, iniciativa presentada por el expresidente Enrique Peña Nieto. El cambio se buscaba debido a que el presidente visionaba que la ley expuesta nueve años atrás, no trae beneficios al país ni a los mexicanos, ya que esta otorga mayores beneficios a empresas particulares y extranjeras. El 17 de abril del mismo año, la reforma fue rechazada por la Cámara de Diputados con 223 votos en contra y 275 votos a favor. El mismo día, Obrador propuso la reforma de la ley minera, está buscaría el reformar los artículos 1, 5, 9 y 10 de la actual ley minera, reglamentaria del artículo 27 de la Constitución federal. Con 275 votos a favor, 24 en contra y 187 abstenciones, fue aprobada al día siguiente por la Cámara de Diputados.
El 11 de abril de 2022 López Obrador se convirtió en el primer presidente en la historia en someterse a un proceso de revocación de mandato, el cual dio como resultado un 91.8% de votantes a favor de que concluya su mandato. No obstante, la revocación no alcanzó la categoría de vinculante (que constitucionalmente procediera el final del mandato presidencial) al solo registrar 17% de participación entre el padrón electoral (se necesitaba un 40% de participación mínimo).
En 2023 el tema legislativo estuvo marcado por un continuo enfrentamiento, no con el poder legislativo, sino con la cabeza del poder judicial, la Suprema Corte de Justicia de la Nación; en un fenómeno inédito en las relaciones de los poderes, sería la corte quien invalidó y dio marcha atrás a cuatro reformas legales y constitucionales aprobadas por el Congreso de la Unión y previamente propuestas por el primer mandatario. El 18 de abril anuló los cambios legislativos que formalizaban el vínculo de la Guardia Nacional con la Secretaría de la Defensa Nacional; el 19 de mayo invalidó el decreto presidencial que confería la calidad de «asunto de seguridad nacional» a las obras públicas insignia del sexenio (refinería, tren, aeropuerto, etcétera); el 23 de junio declaró nulos los cambios a la legislación electoral para restructurar las funciones del INE, limitar la burocracia de este, eliminar el gasto excesivo del órgano y los partidos, prohibir la transferencia de votos a partidos minoritarios en una coalición para evitar la conservación perpetua de su registro, modificar el criterio del INE y el TRIFE para sancionar o limitar las expresiones de funcionarios que se consideraban propaganda, entre otras medidas; y el 6 de diciembre nulificó el decreto que extinguía los fideicomisos de la Corte, esto a pesar de que dicho recursos, se proponía, fueran transferidos a un fondo para la recuperación de Guerrero luego del paso del huracán Otis.
La controversia giro en torno a las acusaciones mutuas de ambos poderes, en el caso de la Corte acusaba constantemente «fallas en el proceso legislativo que vulneran la constitución», en tanto el presidente de la república planteaba la «violación a la separación de poderes», dado que la corte imponía una parálisis legislativa.
No obstante, esto no impidió una serie de reformas legales de menor impacto mediático, pero de destacada trascendencia, como la regulación del trabajo remoto, el mejoramiento de las condiciones de trabajo para quienes laboran de pie, la simplificación de la política financiera y de valores para abrir el mercado a pequeños y medianos empresarios o comerciantes, la creación de una nueva aerolínea paraestatal, la prohibición de acceder a cargos públicos para vinculados con violencia de género o deudores alimentarios, la disminución de la edad para ser diputado (pasando a 18 años en lugar de 21), la regulación de concesiones mineras y uso industrial de agua, la abrogación de sanciones económicas o penales por expresar injurias contra los miembros de los tres poderes y las fuerzas armadas, la ampliación de sanciones y tipificaciones para el manejo ilegal de sustancias químicas (dirigido a combatir el tráfico de fentanilo) y la penalización del matrimonio forzado de menores de edad.
El 5 de febrero de 2024 presentó su último paquete de reformas constitucionales y al marco jurídico básico para elevar a rango constitucional, y establecer normativas, a la política social, al proyecto económico que planteó su administración y a las estructuras que reviertan la (citada por él) "era neoliberal". Incluía la modificación a 36 artículos de la constitución.
Las propuestas consistían esencialmente en: reconocer como derechos de sujeto público a pueblos indígenas y afrodescendientes; fijar la partida y aumento anual en el presupuesto para las pensiones a adultos mayores y las becas estudiantiles; instituir que en el ejercicio de los derechos a la salud y la educación se garanticen de antemano las condiciones de "integral" y "gratuita"; constituir medidas que favorezcan a familias de la clase trabajadora, arrendatarios de una vivienda, se puedan convertir en dueños de la misma con eventualidad; prohibir el maltrato animal; consolidar en la ley la prohibición del "fraking"; instaurar en las zonas con escasez de agua, la obligatoriedad de solo otorgar concesiones para uso doméstico; prohibir vapeadores y drogas químicas; asegurar el aumento salarial solo por encima de la inflación; crear un fondo de pensiones que garantice la entrega del cien por ciento del salario al momento del retiro (revirtiendo la ley del 25% de 1997); implantar medidas que garanticen el acceso al empleo; liberar las concesiones para carga, de las vías férreas del país, para usarlas también para transporte; asegurar, por encima del mínimo, el salario de maestros y médicos de instituciones públicas, así como de los elementos de las fuerzas armadas y seguridad federal; erigir un jornal base para campesinos independientes; elevar a rango constitucional la política de "austeridad republicana"; una reforma al poder judicial para que sus titulares (ministros, magistrados y jueces) sean electos por voto popular; y eliminar las dependencias y organismos autónomos onerosos. 
A todo lo anterior se añadieron dos reformas antes enviadas y rechazadas o anuladas, pero que fueron replanteadas; La reforma electoral que ahora incluía la eliminación de diputados y senadores plurinominales, así como los senadores de primera minoría; y la reforma de las fuerzas armadas para incluir a la Guardia Nacional en la estructura de la SEDENA.
Sin embargo, y dado el boicot legislativo impulsado por la oposición en la entonces vigente LXV legislatura en el Congreso de la Unión, el mandatario tuvo que esperar la concreción del denominado «Plan C» (que la coalición Sigamos Haciendo Historia lograra la mayoría calificada en el congreso en las elecciones de ese año) para conseguir la aprobación de sus reformas. A pesar de ello, aún en dicha legislatura, el gobierno logró la aprobación de una reforma constitucional para crear el «Fondo de pensiones para el bienestar» para garantizar el pago del 100% del salario al momento del retiro; a esto se añade como logro legislativo del oficialismo, la aprobación de una reforma legal para prohibir las «terapias de conversión» por ser violatorias de los derechos humanos de la comunidad LGBT.
Las elecciones dieron como resultado la consecución de la mayoría calificada al instalarse la LXVI legislatura (la primera mayoría calificada, obtenida vía electoral, para un gobierno en funciones desde 1991), al menos en la Cámara de Diputados con 364 legisladores; ya que en el senado, aunque la cifra obtenida de 85 senadores era, aritméticamente, el número de las dos terceras partes, la interpretación del órgano era de 86; no obstante la coalición consiguió dicho voto extra. Esta legislatura operaria aun en el último mes del sexenio obradorista, por lo que los líderes al interior de la misma operaron para aprobar la mayor cantidad de reformas; al concluir el sexenio se ratificaron la reforma judicial, el reconocimiento de personalidad jurídica de las comunidades indígenas y afromexicanas (que les otorga propiedad colectiva sobre sus recursos naturales), la elevación a rango constitucional del programa «Jóvenes construyendo el futuro» y la transferencia de la Guardia Nacional a la SEDENA.

#### Conflicto electoral de Puebla
Después de la elección del 1 de julio de 2018, el Instituto Nacional Electoral a través de su programa de resultados preliminares, declaró ganadora de los comicios celebrados en el estado de Puebla a Martha Erika Alonso del Partido Acción Nacional, victoria que fue ratificada por el Tribunal Electoral al concederle el 10 de diciembre la constancia como gobernadora del estado. Miguel Barbosa, candidato de MORENA (partido de López Obrador) manifestó que no aceptaría el fallo del Tribunal ni el resultado, al alegar supuestas inconsistencias en el proceso, además de acusar de intromisión en el mismo a Rafael Moreno Valle, esposo de Erika Alonso, y gobernador del mismo estado durante el periodo 2011-2017. El propio López Obrador se mantuvo indiferente ante la entrada del nuevo gobierno encabezado por Alonso y el día de la toma de posesión de la gobernadora, no mandó representante.
El 24 de diciembre, en vísperas de la Navidad, se confirmó que el helicóptero en el que viajaban Erika Alonso y Rafael Moreno Valle se había desplomado en Coronango, Puebla, muriendo ambos junto a tres personas más. Andrés Manuel López Obrador no se presentó al funeral de estado. En su representación, envió a Olga Sánchez Cordero, Secretaría de Gobernación. Cordero fue abucheada en el evento, además de escucharse las consignas de: "asesino" cuando el moderador mencionó el nombre de López Obrador. La mañana siguiente, el presidente calificaría a los protestantes como "neo fascistas", y se comprometió a ordenar una investigación transparente del accidente. Videos posteriores en redes evidenciaron a militantes del Partido Acción Nacional como incitadores de algunos de los gritos y abucheos a Sánchez Cordero. Conforme a la constitución se convocó a nuevas elecciones en Puebla. El 31 de diciembre, Yeidckol Polevnsky, dirigente de MORENA confirmó que Miguel Barbosa volvería a contender en el proceso. Las elecciones se llevaron a cabo el 2 de junio de 2019. Barbosa obtuvo el triunfo con 44.6% de los votos.

#### Movimiento feminista
A lo largo de los años 2019 y 2020 el movimiento feminista se presentó en el escenario nacional como un contrapeso con mayor capacidad de movilización y de situarse como un actor de la vida pública que hiciera recular o ceder al gobierno, que la oposición partidista o de otros sectores. A pesar de que parte de la plataforma política del gobierno y la integración del gabinete presidencial se asumían con Perspectiva de género, las expresiones y manifestaciones del presidente en torno a las movilizaciones feministas hicieron chocar al nuevo gobierno con el emergente movimiento social. Las protestas de 2019 comenzaron a raíz de la denuncia el 6 de agosto de una presunta violación hacia una menor de edad por parte elementos de la Policía de la Ciudad de México, las manifestaciones se sucedieron en los días 12 y 16 en la capital, extendiéndose a varias ciudades del país.
El suceso permitió visibilizar en mayor medida las problemáticas generalizadas de violencia de género, feminicidios y la ausencia de medidas efectivas en los gobiernos de los tres niveles para enfrentarlas, y desde luego el arraigo machista en porciones importantes de la población. No obstante los sucesos de ese año adquirieron un matiz distinto cuando se identificó grupos de choque infiltrados para elevar la violencia en las manifestaciones. En el año 2020 se sucedieron las Manifestaciones contra el acoso en la UNAM en enero, las marchas en condena por los feminicidios de Ingrid Escamilla y la niña Fátima Cecilia en febrero, la protesta Un día sin mujeres del 8 de marzo en el marco del Paro Internacional de Mujeres y la toma de la sede de la CNDH del 10 de septiembre por colectivos feministas y de familiares de víctimas del crimen.
Nuevamente, cada acontecimiento generó diversas reacciones y acciones por parte de las distintas autoridades, en el plano del gobierno federal destacó la elevación de las penas de cárcel para el delito de feminicidio y la agravante de minoría de edad en el abuso sexual.
Durante el sexenio se produjeron cambios significativos en la legislación local y federal para la regulación del derecho de las mujeres a decidir sobre su cuerpo; Nueve congresos estatales (todos de mayoría morenista) aprobaron reformas legales para establecer, tanto la despenalización, como los procesos y tiempos para la interrupción del embarazo; Al mismo tiempo, la Suprema Corte emitió determinaciones para prohibir la penalización del aborto en todo el país.

#### Democracia participativa
El presidente Andrés Manuel López Obrador ha destacado la importancia de la democracia participativa en su proyecto político desde su periodo como Jefe de Gobierno de la Ciudad de México y su primera candidatura a través de sus libros. En varias intervenciones durante sus primeros meses de gobierno, López Obrador enfatizó la necesidad de espacios y mecanismos de empoderamiento político para el grueso de la población. Para esto se incentivaron procesos de democracia participativa mediante consultas populares que tomaran decisiones colectivas sobre las políticas públicas o las acciones del gobierno. Por ello durante este gobierno (e incluyendo la consulta realizada en octubre de 2018) se realizaron cuatro consultas populares, la primera antes de iniciar el mandato obradorista para decidir sobre el aeropuerto de la Ciudad de México (octubre de 2018), la segunda para determinar la aplicación de los programas sociales y planes de infraestructura prioritarios (noviembre de 2018), la tercera para iniciar procesos jurídicos contra los expresidentes (agosto de 2021) y la cuarta que fue el primer referéndum revocatorio de la historia de México (abril de 2022).

#### Medidas coyunturales de austeridad
Uno de los argumentos políticos más distintivos usados en las plataformas electorales de López Obrador era la denominada Austeridad Republicana, tesis que proponía la obtención de recursos públicos extras, para aplicarse en las políticas sociales, mediante la disminución del gasto corriente generado por los llamados "privilegios" de la clase política y el dispendio de recursos para adquirir productos y servicios no indispensables para el ejercicio público, pero también a través de gestos simbólicos que eliminaran los rasgos de ostentación o signos de privilegio para los altos funcionarios. En términos estructurales el gobierno federal concentró su trabajo en normar dicho discurso limitando la erogación excesiva o ambiguamente presupuestada (Ley Federal de Austeridad Republicana) y limitando los altos sueldos para funcionarios de primer nivel en los tres poderes de la Unión y en los tres niveles de gobierno (reformas al artículo 127 constitucional y Ley Federal de Remuneraciones de los Servidores Públicos). Pero más allá de estas medidas, (que se ampliaron en el diseño presupuestal y se mencionan a detalle en cada subtema) realizó acciones simbólicas para respaldar la postura institucional austera, siendo las más sobresalientes las siguientes.

##### Cierre de Los Pinos y mudanza a Palacio Nacional
La Residencia Oficial de Los Pinos constituía un extenso complejo habitacional y de oficinas a disposición del presidente de la república, cuyo costo de operación en los dos últimos sexenios había acumulado alrededor de treinta mil millones de pesos (un promedio de dos mil quinientos millones mensuales), distribuido entre ampliaciones, remodelaciones, mantenimiento, gastos de operación, adquisición de insumos, enseres, abastecimiento y medidas de seguridad. Los Pinos incluían además de la "Casa Miguel Alemán" (vivienda habitual de los presidentes), la "Casa Lázaro Cárdenas" (usada para oficinas del presidente), la "Casa Adolfo Ruiz Cortines" (usada para eventos públicos de la presidencia), la llamada "Casa Anexa" (usada para alojamiento de visitantes y eventos sociales privados), un edificio administrativo de la Oficina de la Presidencia y dos cabañas reservadas también para alojamiento. Dentro del área de la residencia principal se encontraba una cancha de futbol rápido, una de tenis, un simulador de vuelo y una alberca.
Por lo anterior, y señalando también un impacto simbólico al establecer una cercanía con la gente, el presidente López Obrador despacho desde el primer día de su mandato en Palacio Nacional y concretó su mudanza el 22 de julio de 2019. El área del departamento en forma de escuadra, que actualmente funge como residencia oficial, está localizada exactamente en la esquina sur del Jardín botánico, y que en el exterior comunica a la calle de Corregidora. Esta zona ubicada en el tercer piso, albergaba parte de las oficinas del Estado Mayor Presidencial. Con una extensión de 300 metros cuadrados cuenta con dos recámaras, un estudio, cocina, sala y comedor, así como un pasillo principal y vestíbulo. El departamento fue construido por indicaciones del entonces presidente Felipe Calderón durante su sexenio, aunque no era conocido públicamente. La edificación no forma parte del complejo histórico que constituye el patrimonio arquitectónico del Palacio, por lo que su diseño y uso no representan impacto al valor artístico del inmueble. Habría sido el antecesor de López Obrador, Enrique Peña Nieto, quien le dio a conocer la existencia de dicha área, por lo que ya como presidente presentó los planos del lugar, sus características y su consecuente mudanza. El costo disminuyó significativamente pasando a setenta y dos millones mensuales; y también disminuyeron los lujos, pues el mandatario solo esta posibilitado de usar el pequeño departamento, ya que las áreas protocolarias solo pueden ser usadas para labores oficiales. El costo de manutención es ajeno al presupuesto de preservación que permanentemente ha tenido el Palacio como patrimonio histórico.

##### Retiro de pensión a los expresidentes
Hasta 2018, poco antes del inició del mandato presidencial (pero ya con la mayoría de Morena legislando en el congreso) los entonces expresidentes vivos Luis Echeverría, Carlos Salinas, Ernesto Zedillo, Vicente Fox y Felipe Calderón percibían de forma acumulada alrededor de 228 millones de pesos anuales (un promedio individual de doscientos mil pesos mensuales), y tenían acceso a presupuestos especiales para personal civil y militar adscrito. Esto no correspondía a ninguna normatividad, sino que estaba establecido desde el final del sexenio de Luis Echeverría a través partidas presupuestales especiales; con la promulgación de la Ley Federal de Remuneraciones de los Servidores Públicos, el 5 de noviembre de 2018 (entró en vigor el 1.º de diciembre) y la exclusión de este gasto en el Presupuesto de Egresos de la Federación 2019, quedó prohibida definitivamente dicha prerrogativa para los antiguos mandatarios.

##### Venta del avión presidencial
El avión presidencial, un Boeing 787-8 llamado “José María Morelos y Pavón”, fue objeto de cuestionamientos por parte del presidente López Obrador, quien lo identificó como un símbolo del derroche de los gobiernos anteriores. El lujo en el interior del avión (con acabados de mármol, baños y alcoba presidencial) fue uno de los motivos por los que resultó tan difícil encontrar un comprador para un modelo tan personalizado. Aunque permaneció durante más de un año en un hangar privado de Estados Unidos para su venta, ninguna propuesta lograba prosperar.
La venta del avión generó ahorros significativos para el gobierno de México, calculados en 332 millones de pesos, que el gobierno tenía que pagar a Banobras en concepto de arrendamiento. Además, el dinero recibido por la venta del avión presidencial fue invertido en dos hospitales en las zonas más pobres de México: Tlapa, Guerrero, y Tuxtepec, Oaxaca.
El avión presidencial estuvo a la venta desde el 2 de diciembre de 2018, tan solo un día después de que AMLO accediera a la presidencia. Después de mucho tiempo se logró vender este avión. El 20 de abril de 2023 el gobierno de Tayikistán pagó algo más de 1658 millones de pesos por la aeronave.

## Política exterior

#### Latinoamérica

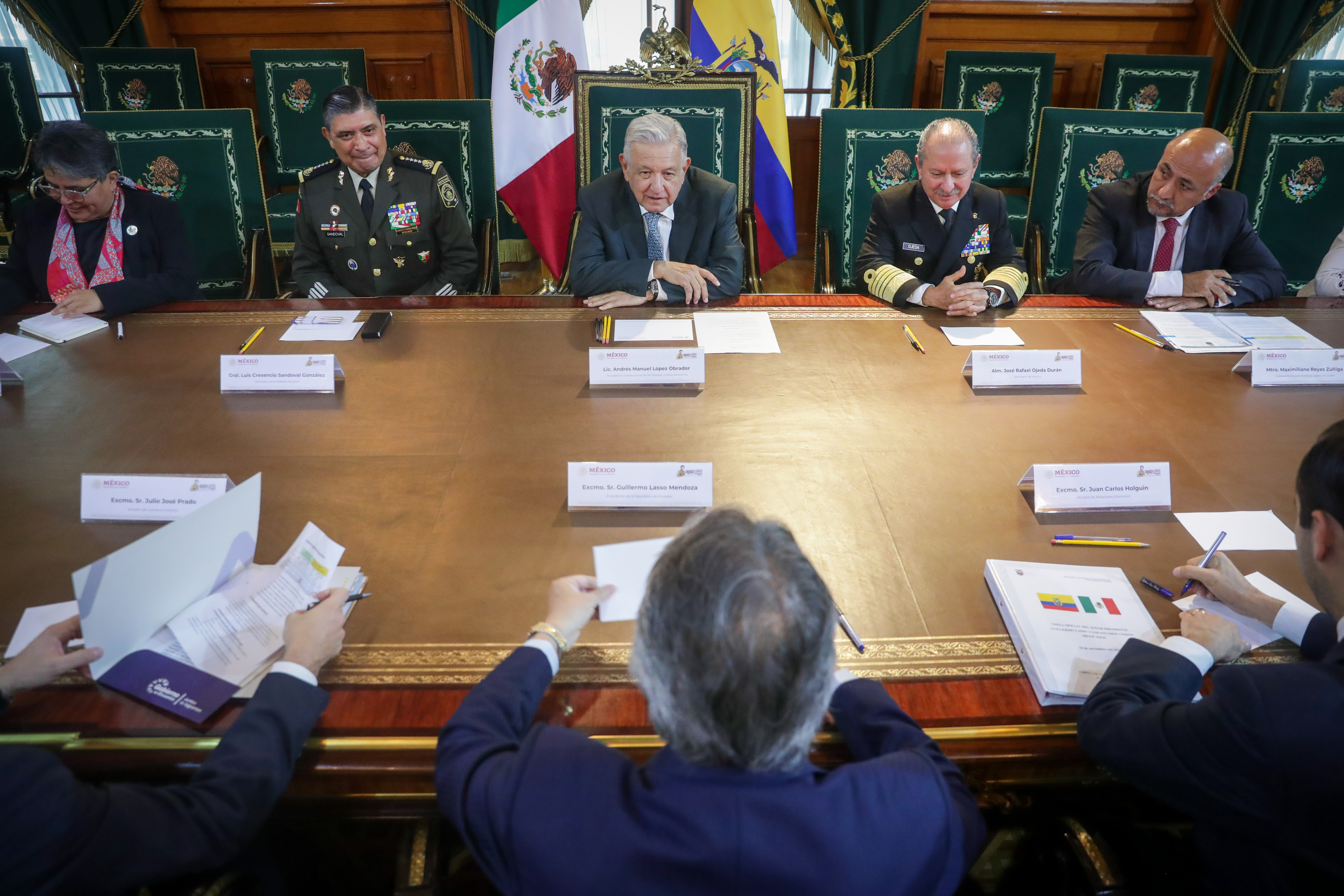
AMLO en reunión con el presidente Guillermo Lasso de Ecuador.

En el marco de las protestas latinoamericanas de 2019 y en concordancia con los principios constitucionales del país, el gobierno de López Obrador mantuvo posturas de mesura, condena a hechos violentos, convocatoria a diálogos y soluciones pacíficas, así como el respeto al orden legal de cada país. Sobresalió en estas circunstancias el reconocimiento de México al gobierno de Nicolás Maduro en medio de la crisis política, de reconocimiento y gobernabilidad que privaba en la nación sudamericana, ello incluía no ser parte de las medidas punitivas o coercitivas contra Venezuela en el terreno económico y diplomático, en aras también de ser un eventual interlocutor en una probable salida política a la crisis de dicho país.
El secretario de relaciones exteriores, Marcelo Ebrard, denunció la renuncia del presidente boliviano Evo Morales como un «golpe de Estado» y declaró que México no reconocería a la próxima administración que emanara de estos sucesos. En los casos de las protestas en Chile y Ecuador se reconoció la salida política para poner fin a los móviles de las manifestaciones por parte de los gobiernos de cada país.
En 2019 durante las visitas de los presidentes Nayib Bukele de El Salvador (20 de junio) y Juan Orlando Hernández de Honduras (26 de julio), se firmaron acuerdo bilaterales para implementar, con el apoyo mexicano, los programas sociales Jóvenes Construyendo el Futuro y Sembrando Vida en dichos países. Los acuerdos serían la plataforma de la propuesta de integración de López Obrador para la región, proponiendo a lo largo de su periodo la aplicación de estos en Belice, Cuba y Haití.
Con la llegada al poder a finales de 2019 de Alberto Fernández como presidente de Argentina, se fortalecieron los lazos entre ambos países, movidos en parte por la afinidad de ideas que ambos comparten. Muestra de esto fue la colaboración de México como gestor de la renegociación de la deuda argentina, el acuerdo binacional para la fabricación eventual de la vacuna que contrarreste la pandemia de COVID-19, y la construcción de una agenda común de política exterior en temas como la crisis post pandemia y la salida política de la crisis en Venezuela.
El Palacio Nacional de México fue sede de la IV Cumbre de jefes de Estado y de gobierno de la Comunidad de Estados Latinoamericanos y del Caribe entre el 17 y el 19 de septiembre de 2021, en ella López Obrador presentó formalmente sus propuestas en materia de integración imitando para todo el continente el caso de la Unión Europea. Previamente los ministros del exterior habían acordado incrementar la cooperación para paliar los efectos de la pandemia.
La llegada al poder de gobiernos de izquierda a Bolivia, Chile, Honduras, Perú, Colombia y Brasil, sumado al de Argentina, configuraron de manera más amplia los esfuerzos de México por conjuntar las propuestas de integración de la región. En este marco impulsó la asociación estratégica en la zona para hacer frente a la crisis inflacionaria de 2022-23 y la crisis alimentaria desatada por la guerra en Ucrania. No obstante se presentó un distanciamiento respecto de Nicaragua en el contexto de las acusaciones al gobierno de Daniel Ortega durante las protestas de 2021-22, incluso México no envió ningún representante a la toma de posesión para el quinto periodo de Ortega.
Entre el 21 y el 22 de octubre de 2023, para dar seguimiento a su propuesta sobre el fenómeno migratorio en la zona, organizó una cumbre regional en México; esta tuvo como resultado la firma de un acuerdo regional para homologar estrategias de atención estructural al fenómeno migratorio, cohesionar la postura del grupo para negociar con los países receptores la atención de la migración, dar un enfoque humanitario al trato de las caravanas migrantes y llevar a los foros internacionales el replanteamiento de los mecanismos de deuda que padecen los países del área.

##### Asilo político de Evo Morales

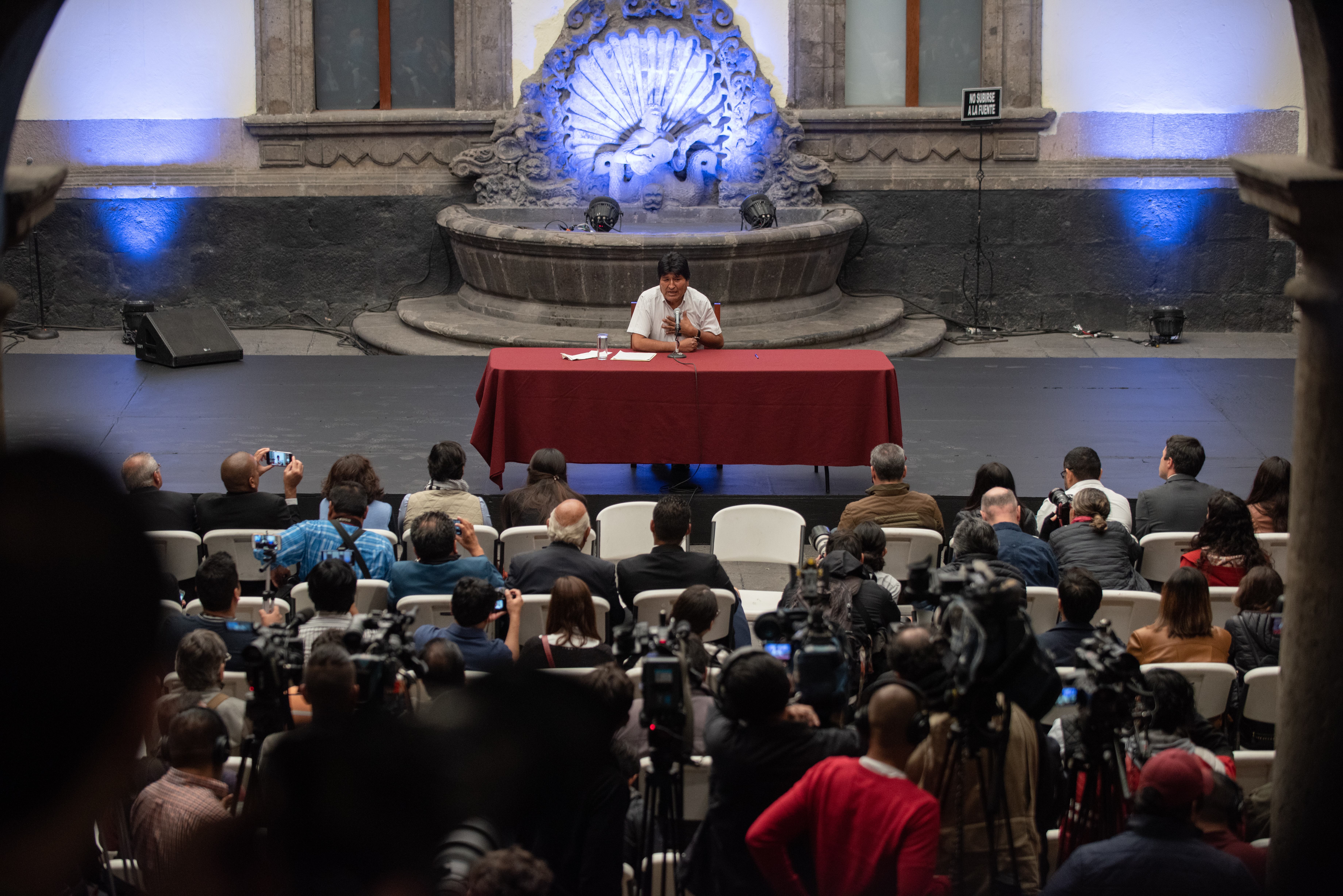
Evo Morales, expresidente de Bolivia, llegó a México luego de que el presidente López Obrador le ofreciera asilo político.

El 10 de noviembre de 2019, el entonces presidente de Bolivia Evo Morales renunció a su cargo en medio de una crisis política, y posterior estallido social en Bolivia, así como acusaciones de fraude en las elecciones generales de Bolivia en octubre de 2019 todo esto aunado a su postulación a las elecciones tras un fallo favorable del Tribunal Supremo, luego de un referéndum constitucional sobre la reelección del presidente, cuyo resultado había sido rechazado. Morales presentó su dimisión después de recibir amenazas contra su persona, colaboradores y su familia. Dicho suceso causó revuelo a nivel internacional, por lo que diversos analistas y países de la región denunciaron que se trató de un golpe de Estado.
El 11 de noviembre el presidente de México ofreció asilo político a Morales, invitación que fue aceptada. Al día siguiente, el 12 de noviembre, arribó al Aeropuerto Internacional de la Ciudad de México, donde fue recibido por el secretario de relaciones exteriores, Marcelo Ebrard.
En el mismo contexto del desconocimiento al gobierno golpista boliviano y el eventual asilo político de Evo Morales, se suscitaron una serie de eventos que desembocaron en una crisis diplomática entre ambos países. Esto luego de que el 23 de diciembre de 2019 las autoridades mexicanas denunciaron el asedio a su sede diplomática a través de elementos de las fuerzas de seguridad, señalando una violación a la Convención de Viena sobre Relaciones Diplomáticas, por lo que advirtieron se acudiría a la Corte Penal Internacional. Posteriormente el 26 de diciembre la ministra del exterior boliviana acusó a México de injerencia en asuntos internos, al mantener en asilo político en su embajada de La Paz a nueve funcionarios del gobierno de Morales, que la autoridad de facto acusaba de distintos delitos. Al día siguiente, la autoridad boliviana denunció la presencia de elementos "encapuchados" provenientes de la embajada de España, que pretendieron ingresar a la sede diplomática mexicana y, según el gobierno de facto boliviano, colaborar en la huida de los asilados bolivianos. No obstante el gobierno español aclaró que su personal, encabezado por el cónsul y la encargada de negocios se hallaban en una visita de cortesía a la embajadora mexicana. Tres días después Bolivia expulsó a tres diplomáticos españoles y declaró persona non grata a la embajadora mexicana y la emplazó a salir del país en 72 horas, ante lo cual la diplomática mexicana lo hizo inmediatamente. El 4 de enero de 2020 México envió un encargado de negocio en su reemplazo.

##### Perú
Tras criticar a la presidenta de Perú Dina Boluarte al denominarla como «presidenta espuria de Perú que gobierna con bayonetas y represión», y comentar «que debía dejar la presidencia porque estaba usurpando el cargo», así como por exhortarla a que sacara de la cárcel al expresidente Pedro Castillo», el 25 de mayo de 2023 fue declarado como persona non grata por el Congreso de la República del Perú. A esto, López Obrador reaccionó diciendo que era un «timbre de orgullo seguir incomodando a los corruptos». Un día después, el mandatario manifestó que mientras no hubiera normalidad democrática en Perú, el gobierno de México no tendría interés en tener relaciones económicas ni comerciales con dicha nación.

##### Ecuador
Las tensiones con el gobierno ecuatoriano iniciaron el 17 de diciembre de 2023, cuando el expresidente Jorge Glas, recién liberado de prisión luego de interponer un recurso judicial, se refugio en la embajada mexicana apelando al derecho de asilo, acusando persecución política. Aunque el gobierno local solicitó la entrega de quien considera aun imputado, el gobierno mexicano no respondió a la solicitud.
Sin embargo la situación no varió hasta un nuevo detonante; el 4 de abril de 2024 Ecuador declaró "persona non grata" a la embajadora Raquel Serur y le solicitó abandonar el país en 72 horas, además de disponer un cerco policiaco a la embajada en Quito; esto como respuesta a comentarios del presidente López Obrador vertidos durante su conferencia de prensa, en alusión al indebido manejo informativo del asesinato del candidato presidencial ecuatoriano Fernando Villavicencio en el marco de las elecciones de 2023, que en palabras del mandatario mexicano habría influido en la intención del voto en detrimento de la candidata opositora Luisa González. El gobierno mexicano reaccionó sorprendido por la medida, calificándola de "desproporcionada" y aceptó la solicitud de asilo político de Jorge Glas.
La noche del 5 de abril, elementos de la Policía Nacional irrumpieron violentamente en la sede diplomática, sometieron a distintos trabajadores, entre ellos al representante consular (suplente de la embajadora) Roberto Canseco, y sustrajeron a Glas para llevarlo a una prisión. Aduciendo la violación a la soberanía nacional (bajo el principio de extraterritorialidad que tienen las embajadas), de acuerdo a lo dispuesto en la Convención de Viena sobre Relaciones Diplomáticas, y a otras normativas de la Convención sobre asilo político, el presidente López Obrador ordenó el rompimiento de relaciones diplomáticas con Ecuador.
En las siguientes semanas se desenvolvieron distintos acontecimiento internos en Ecuador que generaron un costo político al presidente Daniel Noboa. Al tiempo que el conjunto de la comunidad internacional hacía manifiesto su rechazo al acto y su apoyo a México.

#### Estados Unidos

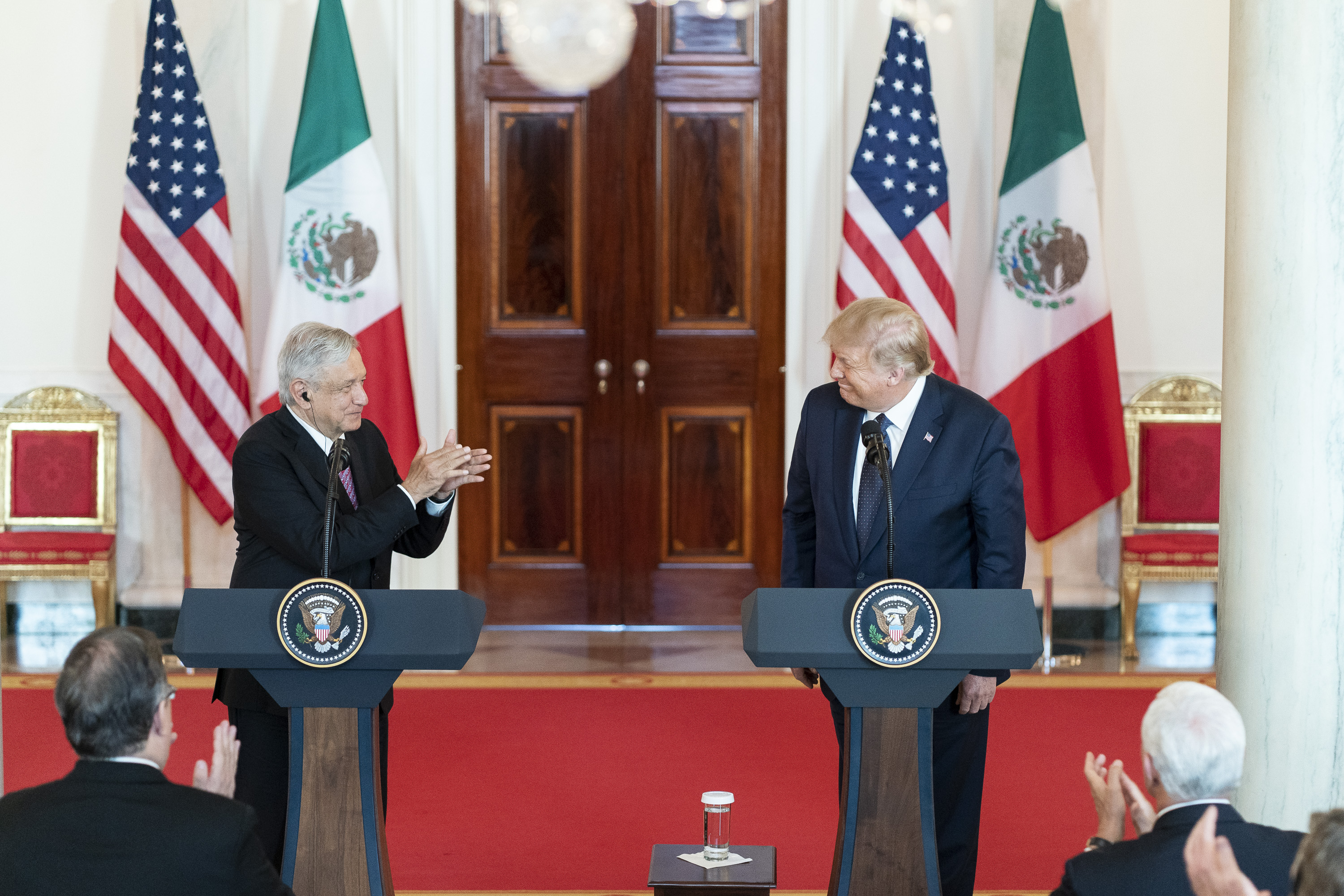
López Obrador junto al presidente de los Estados Unidos, Donald Trump, en la Casa Blanca en julio de 2020.

Tal como ha sido la constante histórica, la política exterior del gobierno mexicano esta determinada no solo por los principios constitucionales que la rigen, sino por la relación en todos los aspectos con Estados Unidos; pero al inicio de su gobierno con la singularidad que imponía la coyuntural presencia de Donald Trump como presidente de los Estados Unidos y las distintas dificultades que eso significó para su antecesor, así como la marcada línea polemista del mandatario estadounidense con los gobernantes de otros países. 
No obstante durante el primer año, si bien el tema migratorio resultó el centro del trato de ambas naciones, el polémico tema del Muro fronterizo (principal plataforma electoral de Trump) se vio atemperado no solo por las dificultades internas del vecino del norte para realizar la obra, sino por la serie de negociaciones fructíferas (llevadas a cabo por el secretario del exterior Marcelo Ebrard) que resultaron de las problemáticas generadas debido a las caravanas migrantes centroamericanas que pasaban de México a Estados Unidos. Esto permitió llegar a acuerdos de refugio y resguardo humanitario por parte del gobierno mexicano a los inmigrantes, mientras el estadounidense resuelve los permisos de asilo en su territorio; esto incluyó planes de desarrollo socioeconómico en los países de origen apoyados por EU y combate en suelo mexicano de las mafias de tráfico de personas, armas y drogas.
Aunque el gobierno de su antecesor ya había logrado la firma del T–MEC, durante la nueva administración se reiniciaron negociaciones en torno a las polémicas políticas arancelarias, mediante las cuales el presidente estadounidense amenazaba constantemente con gravar los productos mexicanos, especialmente el acero, motivado intempestivamente por distintas coyunturas, que incluyeron entre otros temas el narcotráfico, la violencia fronteriza, las caravanas migrantes, favorecer la influencia estadounidense en los mercados de sus dos socios o la simple intención de equilibrar por decreto la balanza comercial. Finalmente el 10 de diciembre de 2019 en Palacio Nacional se concretó la firma del acuerdo que resolvió definitivamente temas como las políticas laborales, de salario, de competitividad y de vigilancia o seguimiento del tratado por cada uno de los socios.

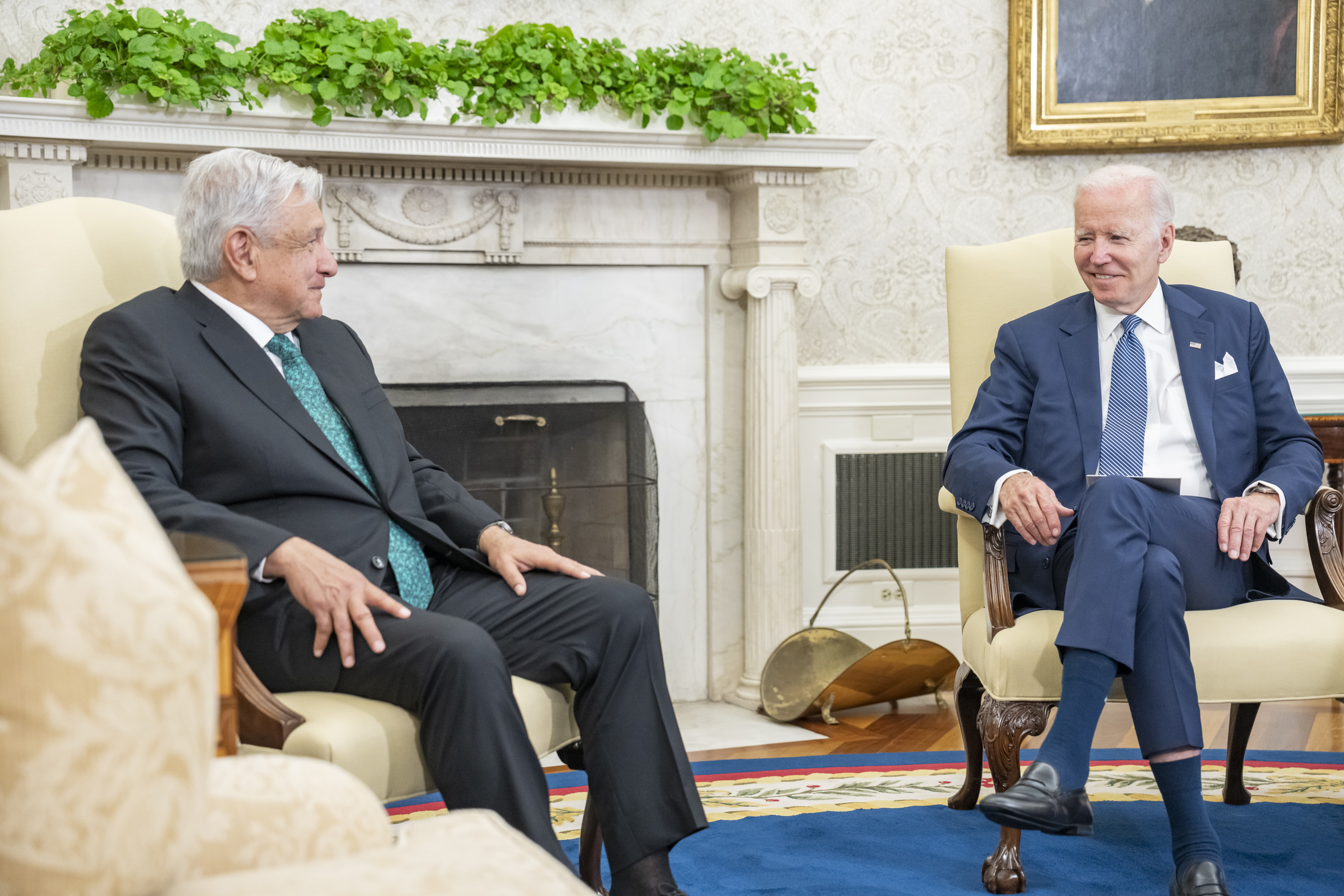
López Obrador con Joe Biden en una reunión, 2022.

El año 2020 no presentó mayor variación respecto a las relaciones y con los eventos del año anterior. Sin embargo el 15 de diciembre fue aprobada una reforma a la Ley de Seguridad Interior para regular la presencia de personal extranjero en el combate al crimen organizando, recayendo esencialmente el peso de esto en los agentes de la DEA.
La llegada a la presidencia de los Estados Unidos de Joe Biden el 20 de enero de 2021, significó un avance en temas comerciales y migratorios, dados los roces acontecidos con su antecesor y el presidente mexicano en estos temas; no obstante los primeros meses habían sido de relativo enfriamiento dado el ligero distanciamiento del presidente López Obrador con la relación bilateral en el marco de los conflictos postelectorales en el país vecino. Sin embargo con el correr del tiempo y la cercanía de posturas aceleró de nuevo los vínculos binacionales. La vicepresidenta Kamala Harris visitó el país el 8 de junio de 2021, en tanto el presidente López Obrador participó en la Cumbre de Líderes de América del Norte en Washington D. C. alcanzando acuerdos en materia de combate a la pandemia de covid-19, derechos laborales de migrantes, cambio climático y reforzamiento del T-MEC. Además de la propuesta del presidente mexicano para una alianza estratégica al estilo de la Unión Europea en toda América.
En 2022, en el marco del aniversario 200 del establecimiento de relaciones diplomáticas, López Obrador realizó una visita de trabajo a Estados Unidos en la que se reunió con Joe Biden, en ella se acordó la reapertura de los diálogos de alto nivel económico, cancelados por Trump. En este año volvieron a entrar en controversia asuntos bilaterales; como la propuesta de convertir a México en un tercer país seguro para paliar el problema migratorio, el cual va más allá de los migrantes mexicanos, ya que el fenómeno, en un contexto de amplio desplazamiento global, comenzaba a tomar tintes de crisis humanitaria en las dos fronteras mexicanas; el descongelamiento de la colaboración bilateral en materia de seguridad luego del desencuentro por el caso del exsecretario de defensa Salvador Cienfuegos; y los desacuerdos por el tema energético en el T-MEC.
En 2023 se presentó un hito significativo para la economía mexicana, al convertirse en el principal socio comercial de Estados Unidos, luego de superar el volumen de exportaciones de China. De la misma forma entró en juego el tema de la crisis por consumo de drogas en el vecino del norte, la cual ha sido atribuida al tráfico de fentanilo desde México, situación negada por el presidente; aunque las acusaciones primordialmente han provenido de personajes del partido republicano en el contexto del proceso electoral del siguiente año en Estados Unidos.
En la segunda mitad del sexenio se desarrolló un hito judicial y político en las relaciones entre ambos países, pero que solo involucraba al gobierno de López Obrador a través de la secretaría de relaciones exteriores y a un ente privado estadounidense. Por primera vez en la historia el estado mexicano presentó una demanda judicial en contra de ocho armerías de Arizona, acusándolas de facilitar, con pleno conocimiento, el tráfico de miles de armas a territorio mexicano, y con ello incentivar la violencia y criminalidad. Las demandas se presentaron originalmente en octubre de 2021, pero fue hasta 2024 que empezaron los resultados. Los primeros triunfos judiciales fueron el reconocimiento de parte de los tribunales estadounidenses del derecho al Estado mexicano de representarse a sí mismo y su población ante las cortes, y la negación de inmunidad a las armerías en temas judiciales.
El sexenio cerró con una controversia que involucró al embajador Ken Salazar; el presidente declaró en pausa la relación con la embajada estadounidense, sin afectación a la relación directa entre ambos países (operada por otras dependencias de diversos sectores). Esto luego que el embajador se pronunciara en desacuerdo con la reforma judicial, siendo señalado de vulnerar la soberanía nacional por un pronunciamiento considerado «injerencista».

#### España
La relación con España no varió mucho en comparación a las últimas décadas; sin embargo un acontecimiento de principio de sexenio derivó en una controversia al final del mismo, involucrando incluso al gobierno sucesor. El 1 de marzo de 2019 el presidente López Obrador envió una carta amplia al rey Felipe VI de España donde, luego de una introducción histórica de los sucesos de la conquista y la colonia, explicaba al monarca español que las celebraciones conmemorativas con motivo de los 500 años del Sitio de Tenochtitlan (denominada «500 años de resistencia indígena»), así como el bicentenario de la consumación de la independencia, ambas a realizarse en 2021, servirían para que el estado mexicano que él presidía, llevara a cabo una serie de «actos de contrición» y enmienda a través de disculpas públicas por las faltas y omisiones de los gobiernos vigentes en la Guerra de Castas y la Guerra del Yaqui contra los pueblos indígenas. Por lo anterior, se invitaba al gobierno español a construir un acuerdo para realizar una ceremonia similar con la participación conjunta de ambas naciones en México, en la cual el estado español reconociera las faltas y omisiones cometidas en la conquista, la colonización e incluso los intentos de reconquista, como un acto de reivindicación y memoria histórica, similar a lo hecho por Alemania (con los judíos y Polonia), Francia (con Argelia), Bélgica (con la República Democratica del Congo), Japón (con Corea del Sur), Países Bajos (con Indonesia), Portugal (con Brasil) e incluso el Papa Francisco (con el conjunto de países de América).
Sin embargo, el jefe de Estado español no respondió a la misiva, ni de forma inmediata, ni en el año de los eventos, ni tampoco a través de la presidencia del gobierno, el ministerio de exteriores o la embajada. La consecuencia de la «falta de cortesía diplomática» llegó hasta septiembre de 2024, cuando el equipo de transición de la presidenta electa Claudia Sheinbaum, tal como lo dicta el protocolo, envió invitaciones para asistir a la toma de posesión, a todos los gobiernos de los países con los que se sostienen relaciones; en el caso de España, la invitación sólo incluía al presidente del gobierno Pedro Sánchez y los funcionarios ligados a la cancillería española, omitiendo al rey. El gobierno español respondió, a la asumida exclusión del monarca, anunciando el retiro de la delegación invitada; la respuesta mexicana llegó de parte del equipo de la sucesora de AMLO que, citando el tono diplomático de la carta de Obrador, se consideraba una descortesía y falta de respeto por parte del rey al jefe de Estado mexicano, no contestar de ninguna manera a la misiva, por lo que la presidenta electa creía pertinente no invitar al monarca, si este no mostraba respeto al gobernante nacional.

#### Resto del Mundo
El gobierno de López Obrador proponía a través de su plataforma de política exterior el hacer extensivas a la comunidad internacional, los principios constitucionales que marcaban esta área del estado mexicano, por lo cual apostaba a llevar dicho discurso a los foros internacionales y organismos multilaterales. En consecuencia se incrementó la participación de México en distintas instituciones, destacando en los dos primeros años de gobierno: la elección del país en periodos consecutivos de la Presidencia pro tempore de CELAC (Comunidad de Estados Latinoamericanos y del Caribe), el regreso de México al Consejo de Seguridad de la ONU para el periodo 2021-2022 y la postulación de Jesús Seade a la dirección de la Organización Mundial de Comercio.

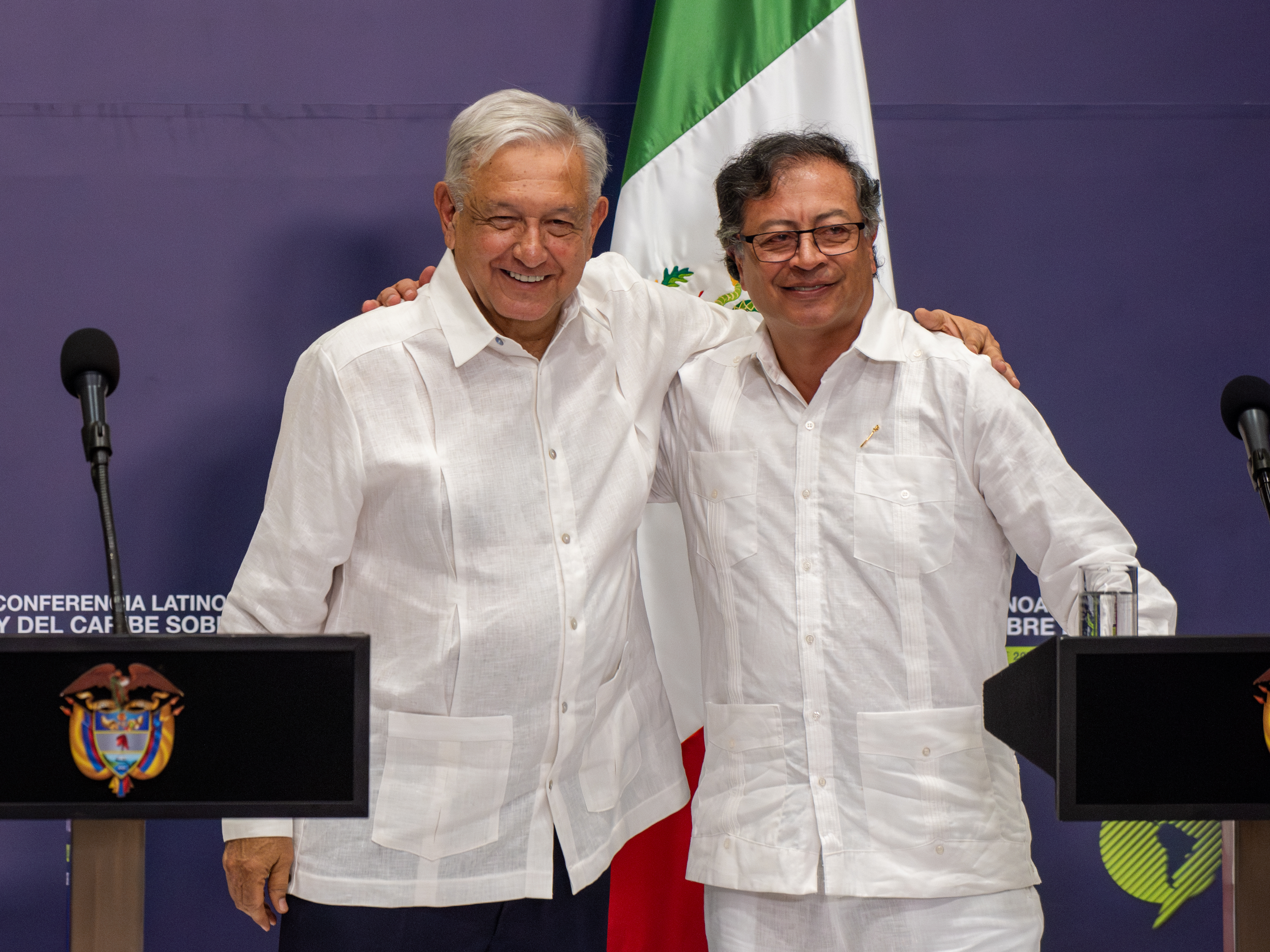
Andrés Manuel López Obrador, presidente de México, y Gustavo Petro, presidente de Colombia, durante la conferencia de prensa en Cali, Colombia al finalizar la Conferencia Latinoamericana y del Caribe sobre Drogas.

También sobresale lo acontecido el 20 de abril de 2020, en el contexto de la Pandemia de COVID-19, cuando la delegación mexicana en la ONU, impulsó y logró la aprobación mayoritaria de 179 de los 193 países miembros, de la Resolución 74/274 de la Asamblea General, mediante la cual la comunidad internacional se comprometía al acceso universal, equitativo y justo de medicamentos, equipo médico, tratamientos y eventuales vacunas para el combate del COVID-19.
En el ámbito de las relaciones con otras regiones o potencias del mundo, a pesar de la postura inicial del secretario Marcelo Ebrard de diversificar los vínculos de todo tipo con China, las circunstancias internacionales marcadas por la guerra comercial entre el gigante asiático y Estados Unidos, las prioridades chinas en otras zonas del planeta y el recelo estadounidense al acercamiento latinoamericano a China, no permitieron en los dos primeros años lograr esto. No obstante sobresalió en 2020 la cercana y mutua colaboración en el marco de la pandemia de COVID-19, agradecida por el gobierno chino. En el mismo tenor se establecieron convenios de colaboración con otro importante actor internacional: Rusia, destacando el acuerdo para la fabricación y distribución de la vacuna Sputnik V. En lo que respecta a la Unión Europea, durante el segundo año de gobierno se modernizó el Tratado de Libre Comercio, sin embargo se presentaron fricciones por el rompimiento de algunas reglas en materia de energías renovables.
En el contexto de la guerra ruso-ucraniana, México se apegó a sus principios constitucionales para sostener una postura de llamado al diálogo, trabajar en la asistencia humanitaria, así como aminorar los efectos económicos y la crisis alimentaria derivada del conflicto; aunque se alejó por completo de las sanciones contra Rusia, si respaldó la condena en la ONU a la invasión. En este tema, y como miembro del Consejo de Seguridad de las Naciones Unidas, el 22 de septiembre de 2022 presentó un plan de paz, que tenía como principales características, crear un comité de líderes internacionales para establecer canales de diálogo entre ambos países y la declaración de una tregua de cinco años, no obstante recibió el rechazo ucraniano de la propuesta.
La relación con China presentó en 2023 un incidente controversial luego del intercambio de declaraciones, responsabilizándose mutuamente del tráfico de fentanilo hacia Estados Unidos. En este mismo año, específicamente el 19 de septiembre, México se integró al Grupo de los 77 + China, organismo internacional dedicado al desarrollo económico y social del llamado Sur global; México había formado parte de este, desde su fundación en 1964 hasta 1994, cuando su membresía a la OCDE lo motivó a separarse.
La situación con la superpotencia asiática mejoró al producirse el primer encuentro presencial entre Xi Jinping y López Obrador, el 17 de noviembre de 2023 en el marco de la Cumbre de APEC 2023 en San Francisco, Estados Unidos. En la reunión conversaron sobre las similitudes de sus países en diferentes ámbitos, el agradecimiento mutuo por la colaboración durante la pandemia, el reforzamiento de los lazos comerciales, el avance de la cooperación en la lucha contra el tráfico de drogas, los logros de la cumbre de la CELAC 2021, en la que participó virtualmente el mandatario chino, y la invitación de AMLO para que Xi Jinping visite México.
En el marco del conflicto Gaza-Israel en octubre de 2023, dos ciudadanos mexicanos fueron retenidos por Hamás y liberados a finales de noviembre, producto de negociaciones directas del gobierno mexicano. Adscrito permanentemente a la política exterior que marca la carta magna, el gobierno de López Obrador mantuvo una postura de llamado al diálogo y a la intervención de la ONU. En relación con este conflicto, el 18 de enero de 2024, México y Chile presentaron una denuncia ante la Corte Penal Internacional para investigar y sancionar la posible comisión de crímenes de guerra en Palestina; la denuncia está fundamentada en el Estatuto de Roma (del que los tres países mencionados son firmantes). No obstante, los países denunciantes no se adhirieron en principio a la denuncia presentada por Sudáfrica en la Corte Internacional de Justicia por genocidio en contra de Israel; México lo haría hasta el 24 de mayo.

##### Acuerdo con la OPEP
Las crisis económica y financiera mundiales ocasionadas por la Pandemia de COVID-19 ocasionaron una baja en la demanda de los energéticos durante el mes de febrero de 2020, eso llevó a los dos principales productores (Rusia y Arabia Saudita) a negociar un recorte de la producción; sin embargo el rompimiento de las negociaciones ocasionó represalias sauditas al aumentar unilateralmente la producción, dicha situación ocasionó el desplome de los precios, llevando a la OPEP y los productores ajenos a este organismo (México, Estados Unidos, Rusia, etc.) a renegociar los recortes de producción a escala internacional. Esto chocaba con la política energética del gobierno de López Obrador, que proponiéndose la recuperación de la soberanía energética, se resistía a bajar sus números, a penas en recuperación. Ante esto, la secretaria de Energía Rocío Nahle García se dirigió a este foro multilateral para postular que la posición de México era alcanzar una cifra que fuera benéfica y equitativa, pues la propuesta original de reducir 400 000 barriles afectaba a los pequeños productores; la cuestión alcanzó una situación polémica ante el abandono de la delegación mexicana de las negociaciones. Las reacciones en el país fueron diferenciadas, aunque se resaltó la postura firme del gobierno mexicano frente a las potencias energéticas. Luego de un acuerdo entre los presidente de México y Estados Unidos, el 13 de abril se concilió la reducción de 100 000 barriles diarios para el país y 250 000 para Estados Unidos.

#### Visitas al extranjero y recepciones en el país

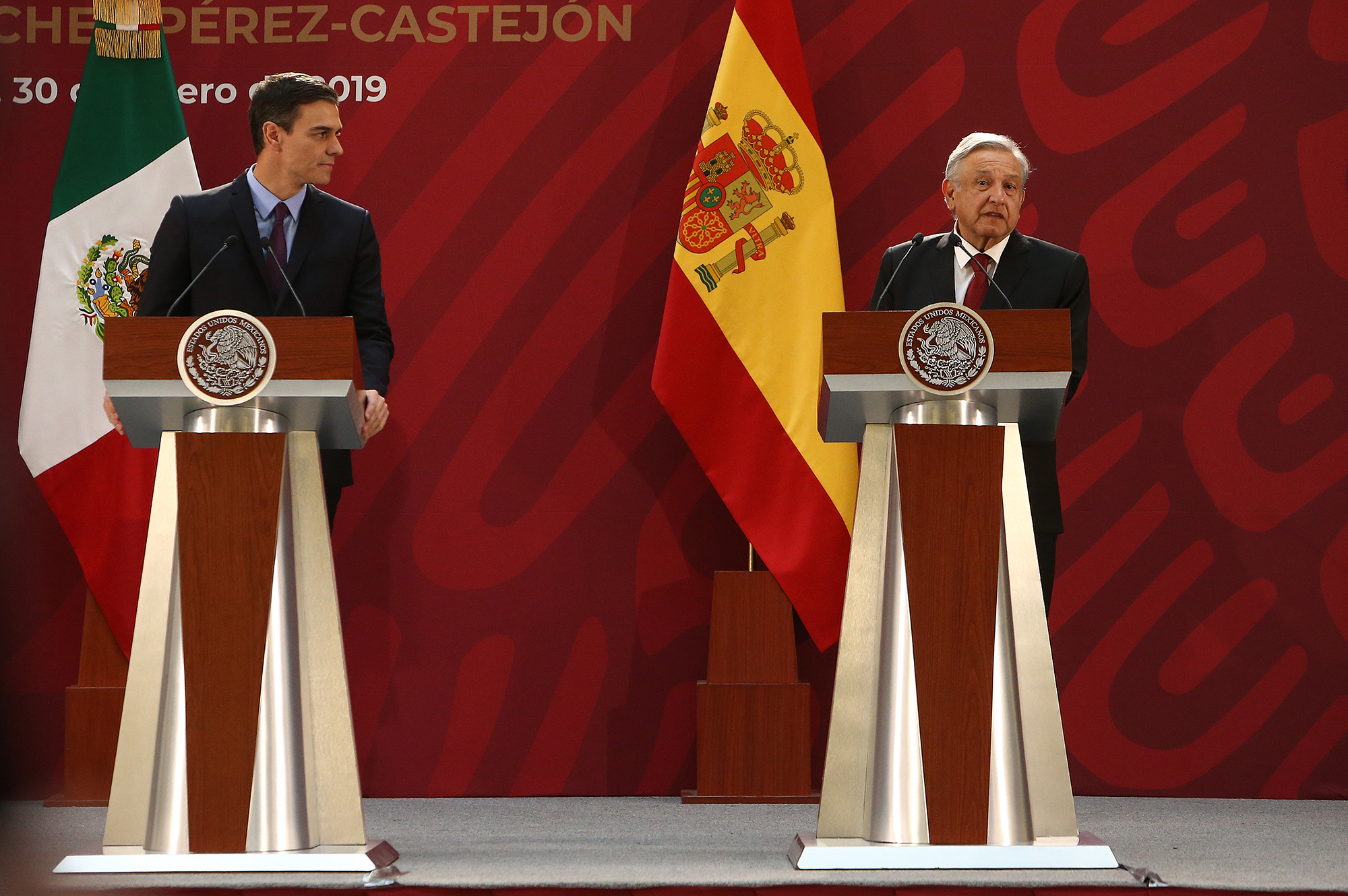
López Obrador con el presidente del Gobierno de España Pedro Sánchez, durante una visita oficial en enero de 2019.

La línea discursiva de López Obrador en la que señala que, un ejercicio adecuado de la política interior se convierte en factor de reconocimiento internacional, y por ende de política exterior, es la principal razón que lo alejó en su primer año de gobierno de cualquier gira de trabajo o visita de estado al extranjero, incluyendo las cumbres internacionales habituales a las que acudían con normalidad sus antecesores en el lapso del año: Foro de Davos en Suiza, la cumbre anual de jefes de Estado y de gobierno de la Asamblea General de las Naciones Unidas en Nueva York, la Cumbre del G-20 de Osaka y la reunión de jefes de Estado de la Alianza del Pacífico (a ambas acudió el secretario de relaciones exteriores Marcelo Ebrard); además ya había confirmado su ausencia de la Cumbre de la APEC 2019 en Chile que fue cancelada días antes de llevarse a cabo. A ello se suman sus negativas a eventos internacionales a los que había sido invitado, como la conmemoración del centenario de la Organización Internacional del Trabajo en Suiza y la toma de posesión del Presidente de Argentina Alberto Fernández.
No obstante, y sin considerar sus reuniones con los jefes de Estado y de gobierno invitados a su toma de posesión, si recibió en visitas oficiales al presidente del Gobierno de España Pedro Sánchez, a Xavier Bettel primer ministro de Luxemburgo, Nayib Bukele presidente de El Salvador, Juan Orlando Hernández presidente de Honduras, Miguel Díaz-Canel presidente de Cuba, Carlos Alvarado Quesada presidente de Costa Rica, Laurentino Cortizo presidente de Panamá y Lee Hsien Loong primer ministro de Singapur.

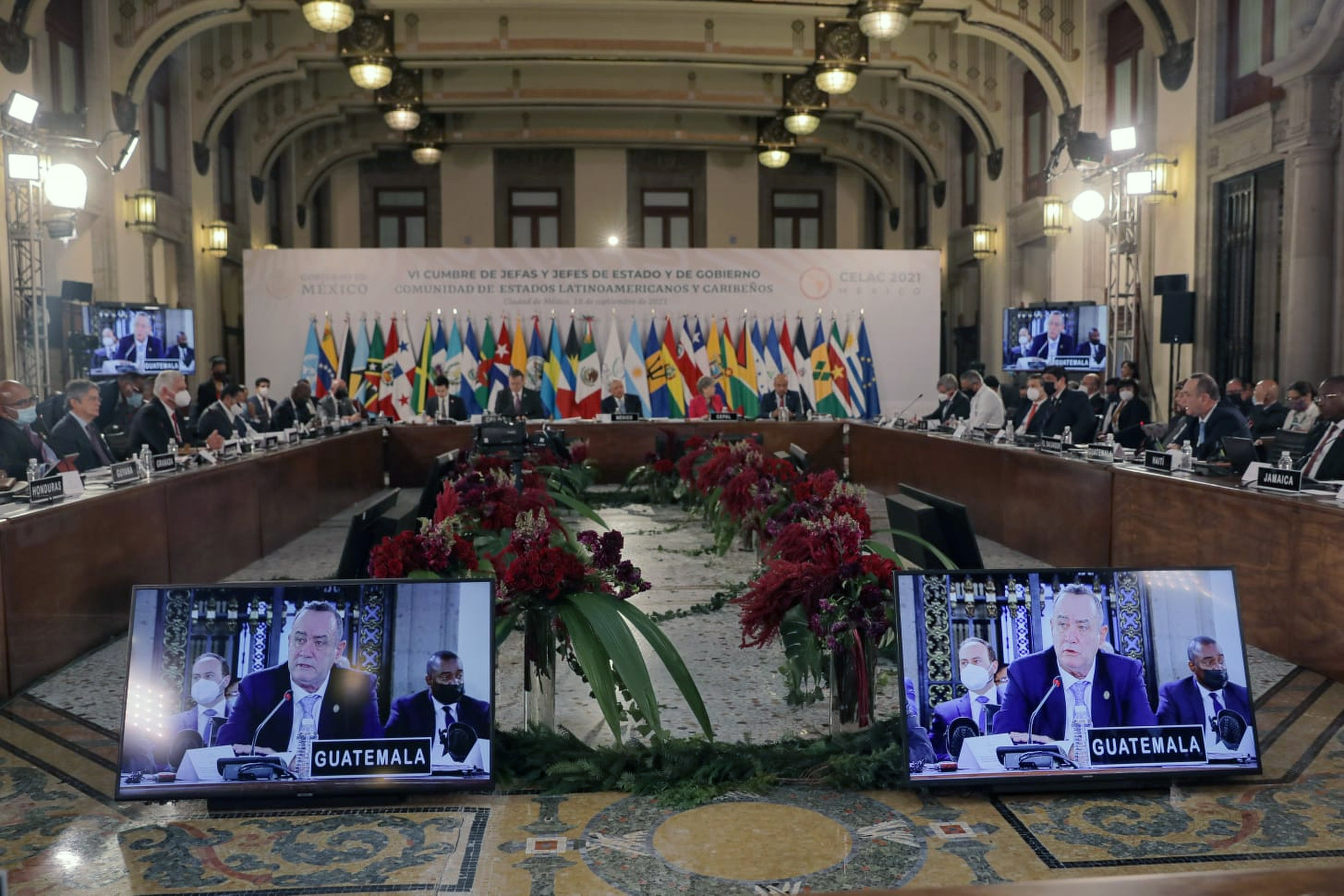
Cumbre de la CELAC 2021 en Palacio Nacional.

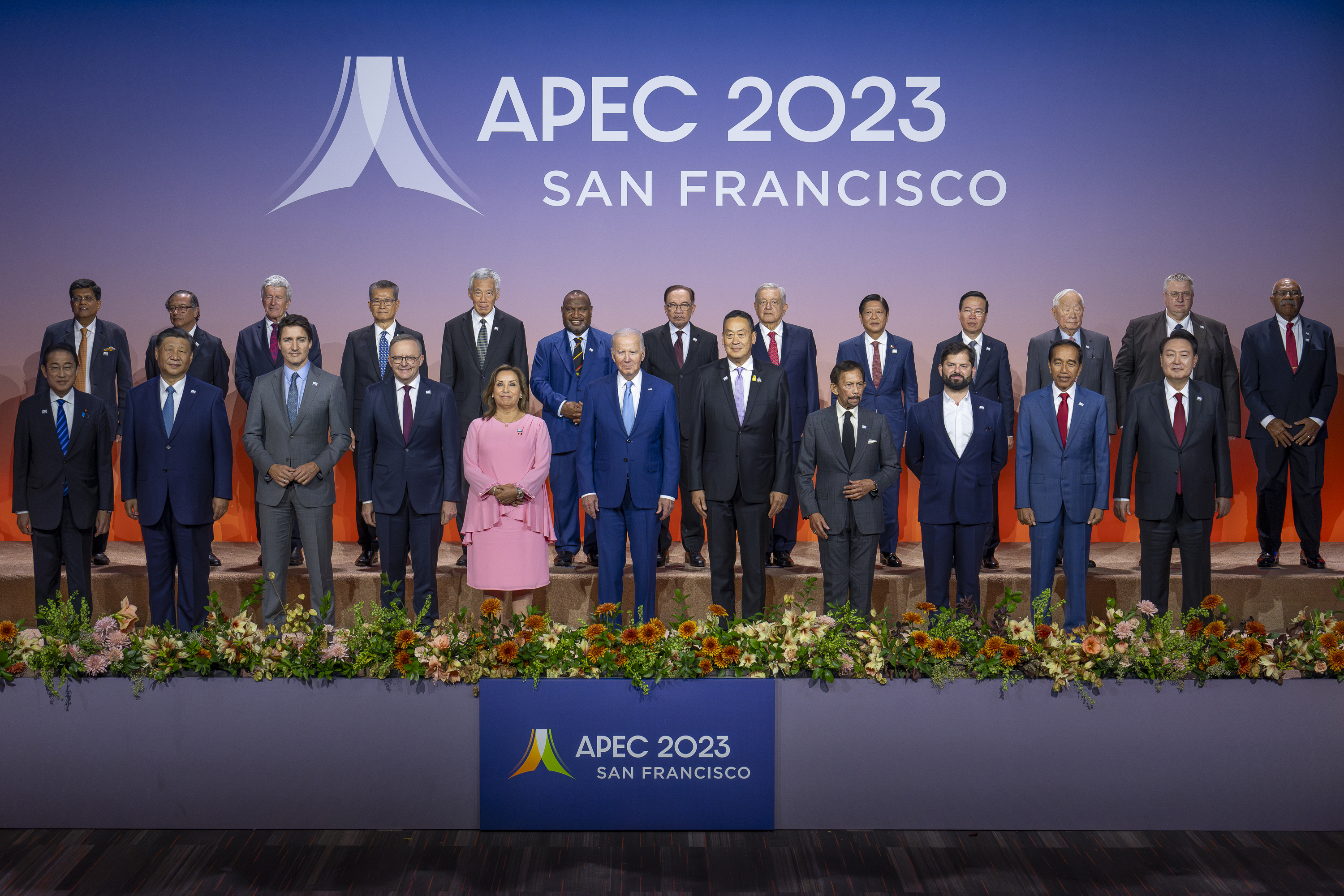
Foto oficial de la Cumbre de la APEC 2023, la primera presencial a la que asistió López Obrador de un organismo internacional y fuera de México.

Durante el año 2020 únicamente se recibieron las visitas de los presidentes de Guatemala Alejandro Giammattei (6 de febrero) y Colombia Iván Duque Márquez (10 de marzo), la restricciones de viajes ocasionadas por la pandemia de COVID-19 evitaron cualquier otra visita. Sin embargo en este año se produjo la primera visita oficial al extranjero del presidente López Obrador. El 8 de julio visitó la ciudad de Washington D. C., capital de Estados Unidos, para reunirse con el presidente Donald Trump, esto como celebración de la entrada en vigor del T-MEC; a la reunión estaba invitado el primer ministro de Canadá Justin Trudeau, quien no asistió para atender la pandemia en su país.
En el contexto de las cumbres virtuales de distintos organismos multilaterales, López Obrador realizó sus primeras intervenciones ante la Asamblea General de las Naciones Unidas, el G-20 y la Alianza del Pacífico. Destacó su discurso en el seno del G-20 por abordar la propuesta mexicana para enfrentar la crisis sanitaria ocasionada por la pandemia de COVID-19; entre otras cosas, garantizar el cumplimiento de la resolución 74/274 de la Asamblea General de la ONU del 24 de abril (e impulsada por México), para un acceso equitativo y oportuno a las eventuales vacunas y tratamientos para atender la pandemia; también alentó a sus pares a profundizar y ampliar los sistemas de sanidad pública como mejor estrategia para contener las crisis sanitarias; enfatizó que el rescate económico debía priorizar a las clases socioeconómicas vulnerables, no convertir en deuda pública las deudas privadas que surgieran y desistir de cualquier medida autoritaria para contener las oleadas de contagios.

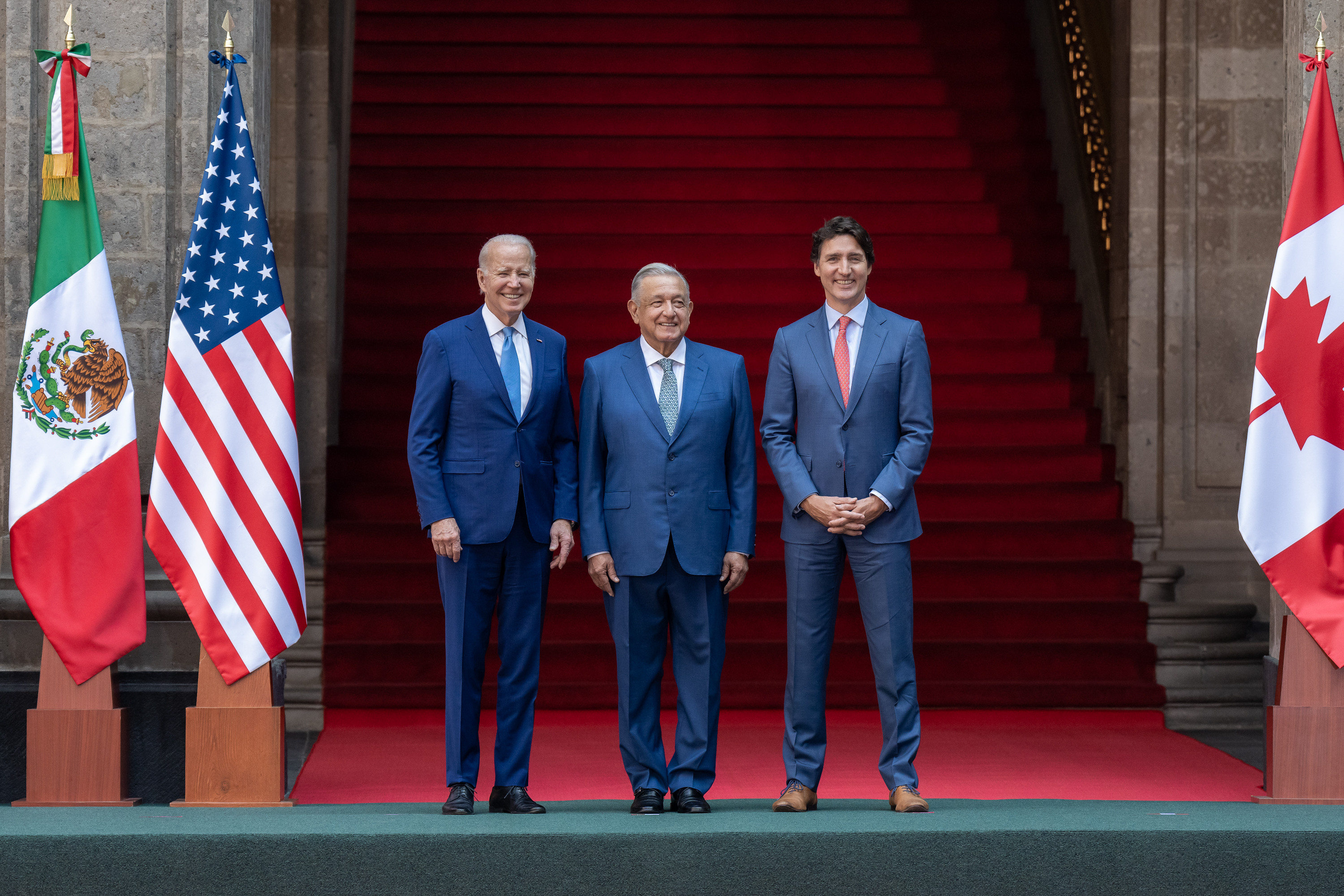
El presidente López Obrador acompañado de Joe Biden y Justin Trudeau en la Cumbre de América del Norte en Palacio Nacional.

Tal como se mencionó con anterioridad, en 2021 México albergó la IV Cumbre de jefes de Estado y de gobierno de la Comunidad de Estados Latinoamericanos y del Caribe, siendo anfitrión en Palacio Nacional de 16 mandatarios de la región, previamente ese mismo año ya había recibido con anterioridad a Alberto Fernández de Argentina y al recién electo Luis Arce de Bolivia, quien agradeció el apoyo y postura de López Obrador ante la crisis política derivada de la renuncia de Evo Morales. También, ajenas a la cumbre mencionada, se recibieron las visitas de Alejandro Giammattei de Guatemala, Guillermo Lasso de Ecuador y Johnny Briceño de Belice.
En 2022 recibió al presidente de Alemania Frank-Walter Steinmeier, a los nuevos mandatarios de Chile y Colombia, Gabriel Boric y Gustavo Petro respectivamente, y una nueva visita de Guillermo Lasso de Ecuador.
Entre el 8 y el 11 de enero de 2023, nuevamente en Palacio Nacional, recibió la sede de una reunión internacional, como anfitrión de la Cumbre de Líderes de América del Norte, con Joe Biden de Estados Unidos y Justin Trudeau de Canadá. Semanas después, y por cuarta vez en su sexenio, fue visitado por Miguel Díaz-Canel de Cuba. Ese mismo año para concluir, fue anfitrión del 21 al 22 de octubre de la Cumbre internacional sobre migración en Palenque, Chiapas. En ella participaron la presidenta Xiomara Castro (Honduras), los presidentes Gustavo Petro (Colombia), Miguel Díaz-Canel (Cuba), Nicolás Maduro (Venezuela) y el primer ministro Ariel Henry (Haití), así como representantes de El Salvador, Costa Rica, Belice, Panamá y Guatemala.
En su último año de gobierno solo recibió las visitas del Rey de Suecia Carlos XVI Gustavo, el primer ministro de Belice Johnny Briceño (estas dos las últimas en Palacio Nacional) y el presidente de Guatemala Bernardo Arévalo, con este último firmando un acuerdo en Tapachula para ampliar el Tren Maya y el Ferrocarril del Istmo de Tehuantepec hasta la frontera con Guatemala. En el último día de su sexenio ofreció una comida de bienvenida a los mandatarios asistentes a la toma de protesta de su sucesora (Johnny Briceño de Belice, Luiz Inácio Lula da Silva de Brasil, Gabriel Boric de Chile, Gustavo Petro de Colombia, Miguel Díaz-Canel de Cuba y Xiomara Castro de Honduras).
En cuanto a viajes al extranjero, volvió al vecino del norte en 2021 en dos ocasiones, ambas en noviembre, la primera para abrir las sesiones del Consejo de Seguridad de las Naciones Unidas, en el marco de la presidencia rotativa que correspondía a México ese mes y la segunda para una reunión de trabajo en Washington con el presidente Biden. Sobresale en su visita a la ONU su discurso y propuesta para establecer un sistema de bienestar global impulsado por la ONU y a través de las contribuciones de los grupos económicos más poderosos, con el que se subsanarían los aspectos más críticos y urgentes de la pobreza en varias regiones del planeta, esto como medida para que la justicia social sea un incentivo determinante para la estabilidad y seguridad global, en el contexto de los conflictos armados y de la crisis migratoria global.
En 2022 emprendió su primera gira ajena a Estados Unidos, al recorrer Guatemala, El Salvador, Honduras, Belice y Cuba. Ahí nuevamente hizo énfasis en buscar la solución a la crisis migratoria a través de impulsar un estado de bienestar en la región. En 2023 viajaría a América del Sur, específicamente a Chile y Colombia, destacando su participación en la conmemoración del 50.º aniversario del golpe militar contra Salvador Allende. En 2024 no registró ningún viaje al exterior.
En lo que se refiere a las tradicionales cumbres internacionales a las que México es invitado, y omitiendo las reuniones virtuales en el contexto de la pandemia (G-20 de 2020 y Alianza del Pacífico 2020), nuevamente López Obrador se mantuvo ajeno a ellas entre 2021 y 2023. El secretario de Relaciones Exteriores Marcelo Ebrard asistió en su representación a las cumbres del G-20 (2021 y 2022), la Alianza del Pacífico (2022), la Asamblea General de las Naciones Unidas (2019-2022), la Cumbre de las Américas (2022) y la CELAC (2023); en la Cumbre Iberoamericana (2023) asistió el subsecretario Maximiliano Reyes; en tanto en la APEC (2020 y 2021 virtuales, 2022 presencial) los representantes del presidente fueron las secretarias de economía Graciela Márquez Colín y Tatiana Clouthier, y el embajador en Tailandia (país sede) Bernardo Tello respectivamente; la nueva secretaria de relaciones exteriores Alicia Bárcena asistió a la cumbre CELAC-Unión Europea (2023), la Asamblea General de las Naciones Unidas (2023 y 2024), la Cumbre del G-20 (2023) y la cumbre de la CELAC (2024). 
En el caso de la Cumbre continental de 2022 en Los Ángeles, no asistió en protesta por la exclusión de Cuba, Venezuela y Nicaragua. Tampoco asistió a ninguna de las tomas de posesión de los mandatarios latinoamericanos que lo invitaron, en ellas fue representado por su esposa Beatriz Gutiérrez Müller; de la misma forma se ausentó y fue representado por Ebrard en eventos internacionales como el funeral de estado de la reina Isabel II del Reino Unido.
Finalmente, entre el 15 y el 17 de noviembre de 2023, participó por primera vez, de manera presencial y fuera de territorio nacional, en una cumbre de jefes de Estado y de gobierno de un organismo internacional (sin contar las reuniones de líderes de América del norte), al asistir a la Cumbre de APEC 2023 en San Francisco, Estados Unidos. En ella sostuvo reuniones bilaterales con Joe Biden presidente anfitrión, Justin Trudeau primer ministro de Canadá y Xi Jinping presidente de China.

## Política social

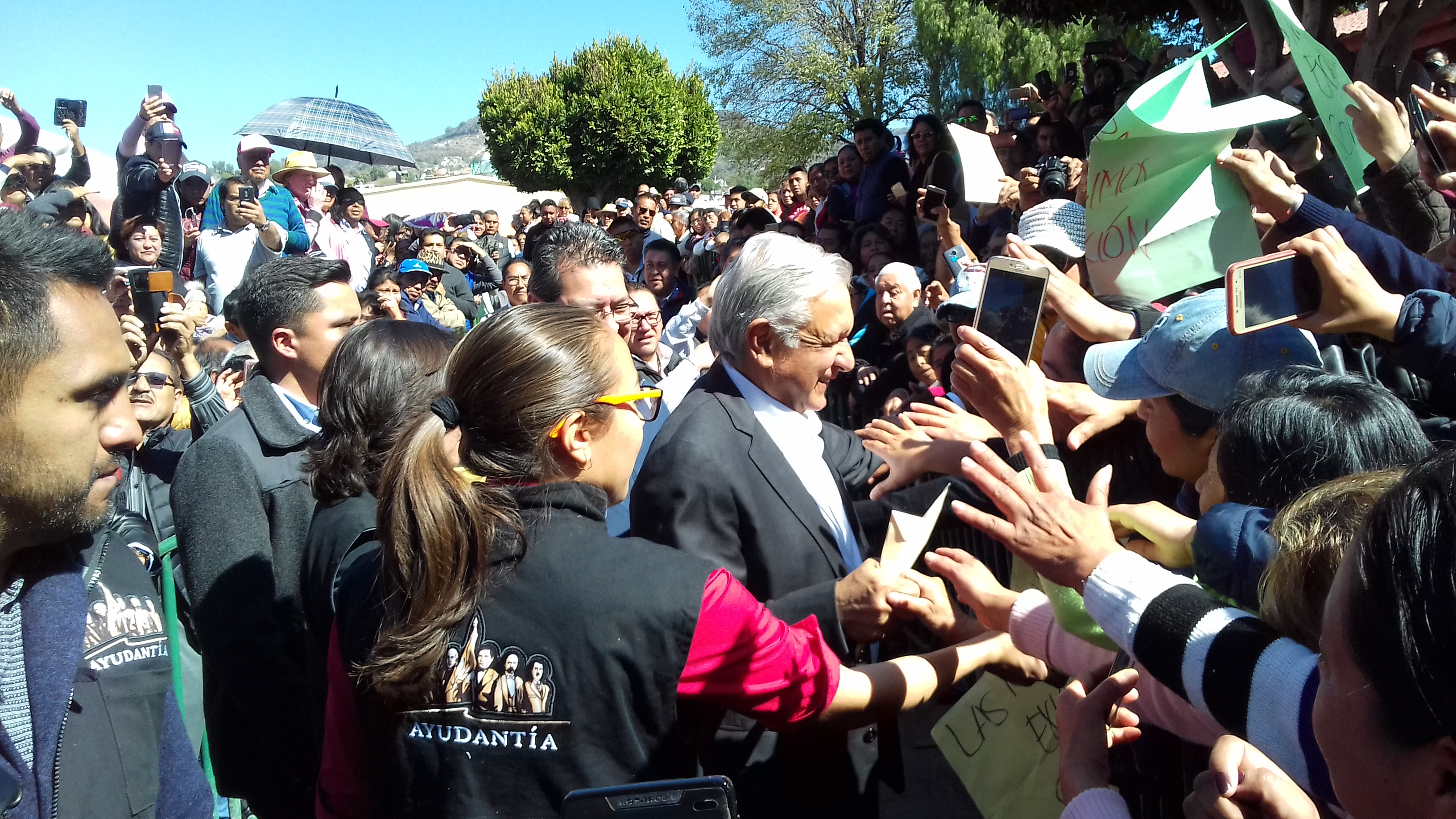
López Obrador durante una visita en Tlaxcala, 2019.

La construcción de un estado de bienestar, de acuerdo al programa de gobierno, pasaba por la atención urgente de los grupos más vulnerables situados en condiciones de extrema pobreza, dadas las circunstancias en las que esta había crecido durante el sexenio anterior. Por ello el diseño de los programas sociales del gobierno obradorista tenían como finalidad generar condiciones que facilitaran de manera igual, a los sectores en vulnerabilidad, el acceso a oportunidades de desarrollo, solventando primero los rezagos en materia de derechos sociales (educación, salud, vivienda, alimentación, etc.).  
Sin embargo al inicio de su gobierno se presentaron diversas polémicas por los recortes o suspensiones a programas ya vigentes en un intento del gobierno por combatir el desvío de recursos, las licitaciones irregulares y los actos de corrupción que en el sexenio anterior habían involucrado estos mecanismos; teniendo como medida innovadora el entregar directamente los recursos a la población para desaparecer a los intermediarios. 
Durante su primer año de gobierno se pusieron en marcha el Programa Nacional de Becas para el Bienestar Benito Juárez (para estudiantes de todos los niveles educativos), Jóvenes Construyendo el Futuro (para estudiantes universitarios en condición de "prácticas profesionales"), Programa para el Bienestar de las Personas Adultas Mayores (para personas mayores de 68 años o 65 si viven en comunidades indígenas de alta marginación), Programa pensión para el bienestar de las personas con discapacidad, Programa Sembrando Vida (para reactivar la producción agrícola y forestal), Programa Nacional de Reconstrucción 2019 (para los damnificados de los terremotos de 2017), Programa de Mejoramiento Urbano y Tandas para el bienestar (para créditos a las PyMes).
En el año 2020 se presentó un incremento sustancial de los recursos destinados al conjunto de programas sociales, pero además extendieron su base social, de tal manera que se alcanzó una cobertura del 70% de la población como beneficiaria de al menos uno de los esquemas de apoyo. Sin embargo estos tuvieron que adaptarse en el contexto de la Pandemia de COVID-19; Destacaron los adelantos bimestrales a las pensiones para adultos mayores, la continuidad de las becas a estudiantes de bajos recursos aun ante el parón escolar, así como la entrega de créditos a micro empresarios, pequeños comerciantes y trabajadores independientes. Este año concluyó con un aumento del 15% al salario mínimo para 2021, que sumado a los incrementos en los dos primeros inicios de año con este gobierno (16.2% y 20%) representa proporcionalmente una recuperación del 60% en el poder adquisitivo del sueldo.
El 5 de abril de 2020 López Obrador anunció un Plan Emergente para el Bienestar y once medidas adicionales para enfrentar la crisis. Como primera medida se dieron incrementos y adelantos en los programas sociales de apoyo a los grupos más vulnerables. A esto se sumó una estrategia de apoyo a pequeños y medianos comerciantes y empresarios, especialmente para mantener la estabilidad en la generación de empleo o evitar mayor pérdida de estos, priorizando aquellos sectores de la economía más afectados por la pandemia. También se implementó la  creación de las plataformas digitales como “México Solidario” para dinamizar las actividades económicas de negocios pequeños, la “Red Nacional de Atención Juvenil” para capacitar sobre salud mental a jóvenes y “Cultura Comunitaria” para el registro de obras y trabajos del sector cultural. No obstante las políticas sociales en respuesta a la pandemia presentaron algunas omisiones como el apoyo a residentes de viviendas en renta.
El 10 de agosto de 2023 el CONEVAL emitió un informe con los resultados sobre la medición de la pobreza, comunicando una reducción de la pobreza, que pasó de representar el 41.9% de la población en 2018 a solo el 36.3% en 2022, la menor cifra registrada en décadas; este porcentaje representa alrededor de nueve millones de personas que abandonaron la pobreza. De acuerdo con el Banco Mundial, las cifras globales durante el sexenio 2018-2024, acreditaron la salida del umbral de la pobreza de 11 millones de personas en total. Al mismo tiempo la pobreza extrema disminuyó ligeramente 0.1% que implica el abandono de la precariedad de por lo menos medio millón de habitantes en lo que va del periodo de gobierno. El instituto autónomo refleja en su informe que en gran medida esto se debió al incremento de los ingresos, pero que debido a diversos factores de precarización en las condiciones generales, aún prevalecen e incluso aumentaron los problemas de acceso a salud y vivienda.
Estos resultados serían refrendados en el informe del CONEVAL, correspondiente al segundo trimestre de 2024 (el penúltimo del sexenio), respecto a la "pobreza laboral" (incidencia de los ingresos por trabajo en la disminución de la barrera de la pobreza) y la "pobreza respecto a ingresos" (gasto de la canasta básica contra ingresos generales), que en comparación anual se ubicaron a la baja quedando en 35.0% y 5.0%, aunque conserva el diagnóstico de la limitante de pobreza en servicios de salud. En tanto que un estudio del INEGI (facultado para medir la política social desde 2025), posterior al final del mandato obradorista, reveló que el acumulado total de habitantes que dejaron el umbral de la pobreza fue de 13.4 millones; proporcionalmente, la población en situación de pobreza se redujo, del 41.9% en 2018 al 29.6% en 2024; para la pobreza extrema la disminución absoluta fue de 1.7 millones de personas, y porcentualmente la población en dicha condición disminuyó del 7.0 al 5.3 por ciento.
Al final del sexenio la cifras totales alcanzadas de beneficiarios directos de los programas sociales eran, 14.9 millones del apoyo a personas de la tercera edad; 1.6 millones del apoyo a personas con discapacidad, 617 000 del apoyo para madres trabajadoras, 445 000 del programa «Sembrando vida», 2.9 millones del programa «Jóvenes construyendo el futuro», 620 000 de su programa par «Jóvenes escribiendo el futuro», 6.6 millones del programa «Becas para el Bienestar Benito Juárez», 5.8 millones del programa de becas para estudiantes del nivel medio superior y superior, sumando un estimado de 33.4 millones de personas con una inversión de alrededor de quinientos mil millones de pesos anuales.

#### Educación

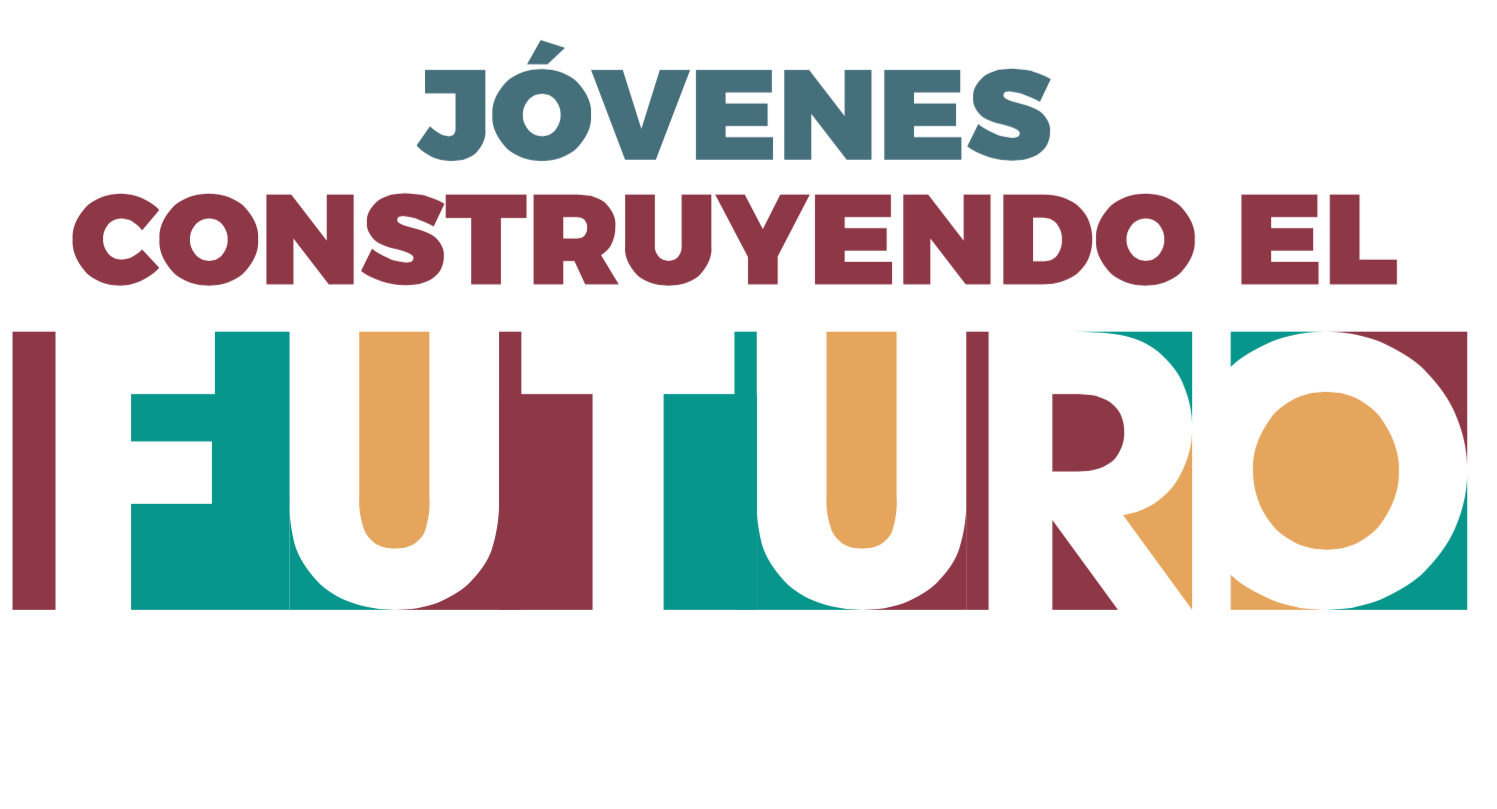
Logo del programa social dirigido a jóvenes estudiantes para ser practicantes y obtener ingresos.

Sobre la educación, en 2019 López Obrador consolidó algunos proyectos para apoyar al sistema educativo en México, siendo algunos de ellos la creación de cien universidades públicas y la aprobación de las reformas a los artículos 3.º, 31.º y 73.º de la Constitución Política de los Estados Unidos Mexicanos, sobre la educación, en la cual participaron padres de familia, docentes y autoridades. Ese mismo año, también implemento el programa de becas «Bienestar Benito Juárez» en todos los niveles educativos de servicio público con el fin de fomentar la permanencia de los estudiantes, y logró la cancelación de la entonces «reforma educativa», reemplazandola por una nueva que garantizara la gratuidad de la educación en todos los niveles.
Debido a la pandemia de COVID-19 en México, las clases presenciales fueron suspendidas desde el 20 de marzo de 2020 para evitar contagios de esa enfermedad. En agosto, el presidente firmó un acuerdo con las televisoras Televisa, TV Azteca, Imagen Televisión y Grupo Multimedios para que los alumnos de preescolar, primaria y secundaria comenzaran a recibir clases y contenido educativo por televisión abierta. En diciembre, anuncio a Delfina Gómez Álvarez como nueva secretaria de Educación Pública, reemplazando a Esteban Moctezuma Barragán, quien se convirtió en embajador de México ante Estados Unidos. En 2021, se anunció un protocolo con el cual los estudiantes podrían regresar a clases presenciales de forma gradual, pero solamente en aquellos estados que se encontraran en semáforo verde durante la pandemia. El cambio entre Delfina y Moctezuma fue oficialmente llevado a cabo el 15 de febrero. El regreso a clases presenciales desde el inicio de la pandemia se llevó a cabo el 7 de junio en Ciudad de México, San Luis Potosí y Aguascalientes, y el 14 del mismo mes en el Estado de México. Sin embargo, este regreso fue silenciosamente cancelado cuando se empezaron a registrar casos de niños contagiados de COVID-19 dentro de las escuelas, así como por la poca asistencia estudiantil, y el inicio de una tercera ola de contagios en México. A pesar de esto, el presidente anunció que el regreso a clases presenciales sería en agosto «lloviera, tronara o relampagueara».
Por decreto del presidente, el regreso a las clases presenciales se dio de manera oficial durante el ciclo escolar 2021-2022. Una vez hecho esto, se informó que las actividades comenzarían a retomarse en los diferentes estados del país a partir de 2022, dependiendo a como se desarrollara la pandemia en los mismos. En febrero de 2022, se logró la estabilización del regreso presencial, que continuó de esta forma hasta que finalmente el 9 de mayo de 2023 se declaró el fin de la emergencia sanitaria en México por COVID-19.
Después de conseguir la reforma educativa en 2019 que revirtió la del sexenio anterior, y de la elevación a rango constitucional de las becas estudiantiles, el gobierno puso en marcha los otros dos ejes fundamentales de su política educativa. Primero la creación del programa La escuela es nuestra para la entrega y gestión directa de recursos públicos para la renovación y construcción de infraestructura educativa, esto entregando los apoyos directamente a las asociaciones de padres de familia. Y finalmente, crear un nuevo sistema educativo conocido como Nueva Escuela Mexicana, que es un conjunto de planes, programas y proyectos pedagógicos que tienen como características principales el enfoque humanista y colectivista de los contenidos, la visión comunitaria e incluyente de los procesos educativos, la formación social y ética para crear una cultura de la participación ciudadana, ampliar el acceso a la cultura, la ciencia, la salud y el deporte por medio de la escuela, y centrar la construcción de los avances académicos en la experiencia de maestros y alumnos. Si bien la capacitación docente en el nuevo modelo no resultó problemática, la introducción de los libros de texto a partir del ciclo 2022-23 presentó la reacción de grupos ultraconservadores.
Además de las becas estudiantiles en todos los niveles (mencionadas en la sección anterior), destacaron como cifras al final del sexenio: el total de escuelas de todos los niveles inscritas en el programa «La escuela es nuestra», diseñado para la autogestión de recursos para el mejoramiento de los insumos y las instalaciones, sumando 172 779 planteles (99% del total nacional); se dieron contratos definitivos a 960 000 docentes (su salario mínimo se elevó a rango constitucional); la disminución de los porcentajes de deserción escolar, que quedaron en 9% para educación básica y 14.5% para nivel medio superior; la ampliación de la cobertura en las matrículas de todos los niveles (de acuerdo a los rangos de edad generales para estudiar cada nivel), 90.3% para preescolar, primaria y secundaria, 81.8% para preparatoria y 43.8% para nivel superior.

#### Salud

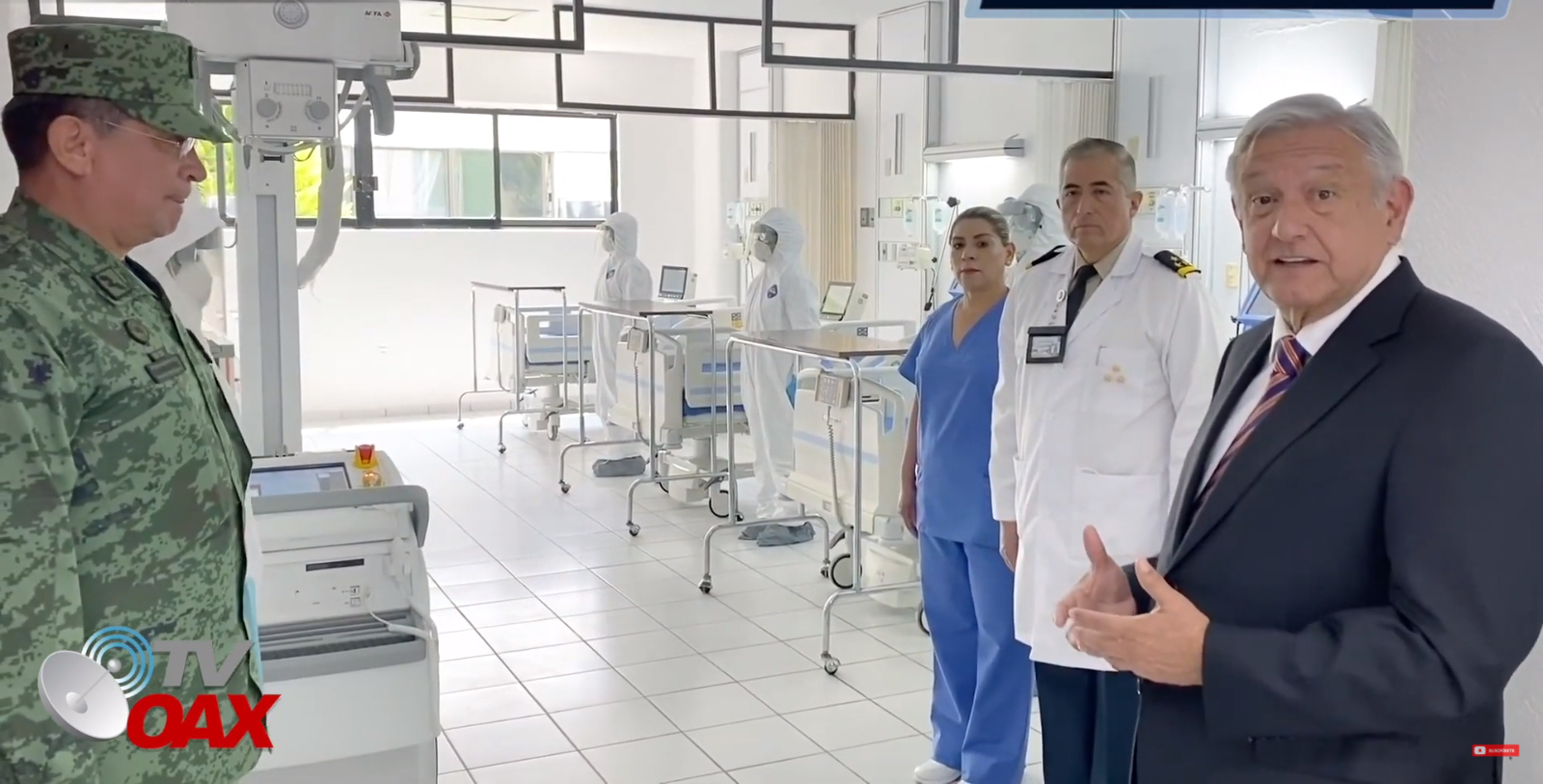
El presidente Andrés Manuel López Obrador con ayuda de la Sedena inaugurando un hospital militar para atender a enfermos por COVID.

Una de las políticas públicas de López Obrador con mayor exposición, es la salud pública, pues se desenvolvió en medio de la pandemia de covid-19. El sexenio comenzó con la desaparición del Seguro Popular el 14 de noviembre de 2019, la institución creada para atender a la población no asegurada en el IMSS y el ISSSTE; esto bajo el argumento de la corrupción e ineficiencia que había tenido este órgano. Fue remplazado con el Instituto de Salud para el Bienestar (INSABI) el 1 de enero de 2020, teniendo como principales objetivos llevar atención médica preventiva, medicinas y tratamientos gratuitos a la población más marginada. Sin embargo la institución no pudo responder satisfactoriamente en un momento caótico de saturación debido a la crisis sanitaria, por lo que el 29 de mayo de 2023 se decretó su desaparición y sustitución por un organismo denominado IMSS-Bienestar, mediante el cual el antiguo instituto, en colaboración con la Secretaría de Salud, asumiría la titularidad de los centros de salud y hospitales del seguro popular, así como aquellos de los sistemas estatales de salud que, previo acuerdo con los gobiernos locales, fueran transferidos en totalidad (instalaciones, equipos, insumos, personal, etcétera) al sistema federal.
A pesar de disputas políticas en torno al nuevo ente gubernamental, la mayor parte de los estados accedió al acuerdo. Con él fue creado el Modelo de Atención Integral a la Salud (MAIS) que implementaba atención médica preventiva y atención comunitaria a través de comités locales de salud. Este modelo resultó relevante en áreas rurales, pero ante la pandemia su efectividad fue limitada en áreas urbanas, especialmente las más densas. En términos de infraestructura el gobierno avanzó en este factor al lograr, hasta 2022, la rehabilitación o conclusión de 180 hospitales y centros de salud abandonados por las dos anteriores administraciones.
El tema del abasto de medicamentos fue uno de los más recurrentes entre las demandas de afiliados a las instituciones públicas, pero también de uso político por parte de la oposición. Al igual que otros temas, el gobierno exponía la existencia de un aparato de corrupción en la compra-venta de medicamentos, incluyendo a farmacéuticas, proveedores e incluso mercados negros al interior de las clínicas públicas de todos los institutos. A lo largo del periodo se presentaron algunos avances en la materia; en un principio el gobierno obradorista anunció el rompimiento de contratos con proveedores intermediarios, pasando directamente a los países originarios de las medicinas; posteriormente se establecieron estrategias en las líneas de suministro para garantizar aquellos medicamentos más urgentes, a través de la coordinación de todas las instituciones públicas con servicios médicos (IMSS, ISSSTE, Secretaría de Salud, Fuerzas Armadas, etcétera), estos avances serían anunciados en 2021, alcanzando una satisfacción de 94% de la demanda.
La siguiente estrategia a seguir en este tema, fue la construcción de un centro general de abastecimiento de medicamentos, no solo para satisfacer la demanda, sino para aminorar los costos al hacer a un lado a los intermediarios entre el autoridades sanitarias y farmacéuticas; en las instalaciones donde se podrán almacenar hasta 286 millones de piezas en más de 5300 metros cuadrados techados en Huehuetoca, Estado de México laboraran de manera coordinada elementos de la Secretaría de la Defensa Nacional y del laboratorio farmacéutico paraestatal «Birmex»; el proyecto plantea la capacidad de abastecimiento a veinte mil unidades públicas de salud en un lapso de 24 a 48 horas, cifra que representa el 70 por ciento de la población; este almacén nacional fue inaugurado el 29 de diciembre de 2023.
Otro tema estructural al que se enfrentó su administración fue el déficit de médicos especialistas en todas las instituciones del sistema de salud pública. Ante ello el gobierno de López Obrador recurrió a la contratación de 352 médicos especialistas de origen cubano, desatando una de las polémicas más enconadas del sexenio. Los médicos de la isla laboraron en 79 municipios de nueve entidades, proporcionando consultas, medicina preventiva y tratamientos de alta especialidad a poblaciones marginadas y/o vulnerables, esto a través de los hospitales del sistema federal. Simultáneamente inició un proceso de contratación de médicos especialistas mexicanos, en un principio apoyándose en los médicos jubilados.
La activación del sistema IMSS-Bienestar, luego de la desaparición del INSABI, siguió encontrando limitantes, especialmente en los estados con gobierno opositor, negados a transferir unidades del servicio público estatal al gobierno federal. Para final de sexenio, entre unidades transferidas y construidas, el nuevo modelo de salud universal contaba con 10 416 establecimiento de salud, divididos entre 9618 unidades médicas de primer nivel de atención (de las cuales 1074 son Unidades Médicas Móviles), 517 unidades de segundo nivel, 67 de tercer nivel y 214 Unidades de Especialidades Médicas y clínicas de especialidad; A través de esta estructura ya se registró, hasta mediados de 2024, a poco más de once millones de personas. No obstante, las otras áreas del sector salud (IMSS e ISSSTE, presentaron avances sustanciales, como el mejoramiento de 117 hospitales y 2942 centros de salud.

##### Pandemia de Covid-19

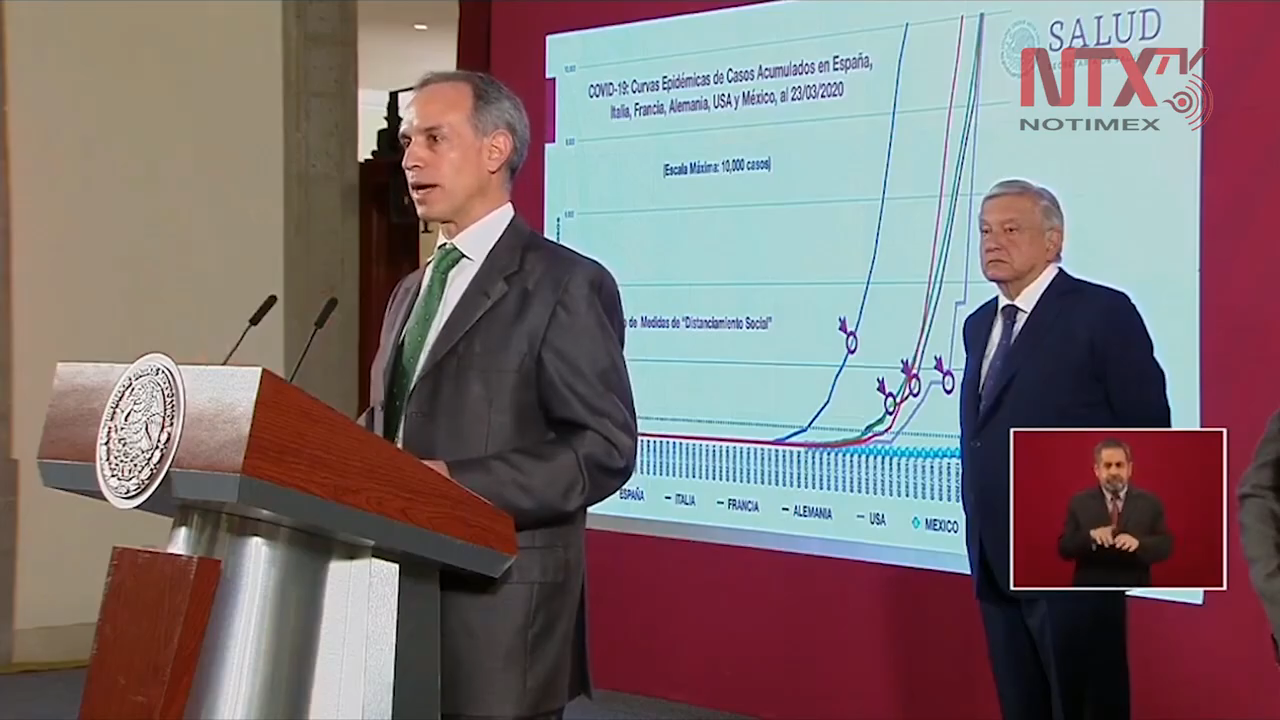
El gobierno de AMLO se vio en la necesidad de hacer frente a la Pandemia de COVID-19. En la fotografía, el presidente con el subsecretario de salud, Hugo López Gatell.

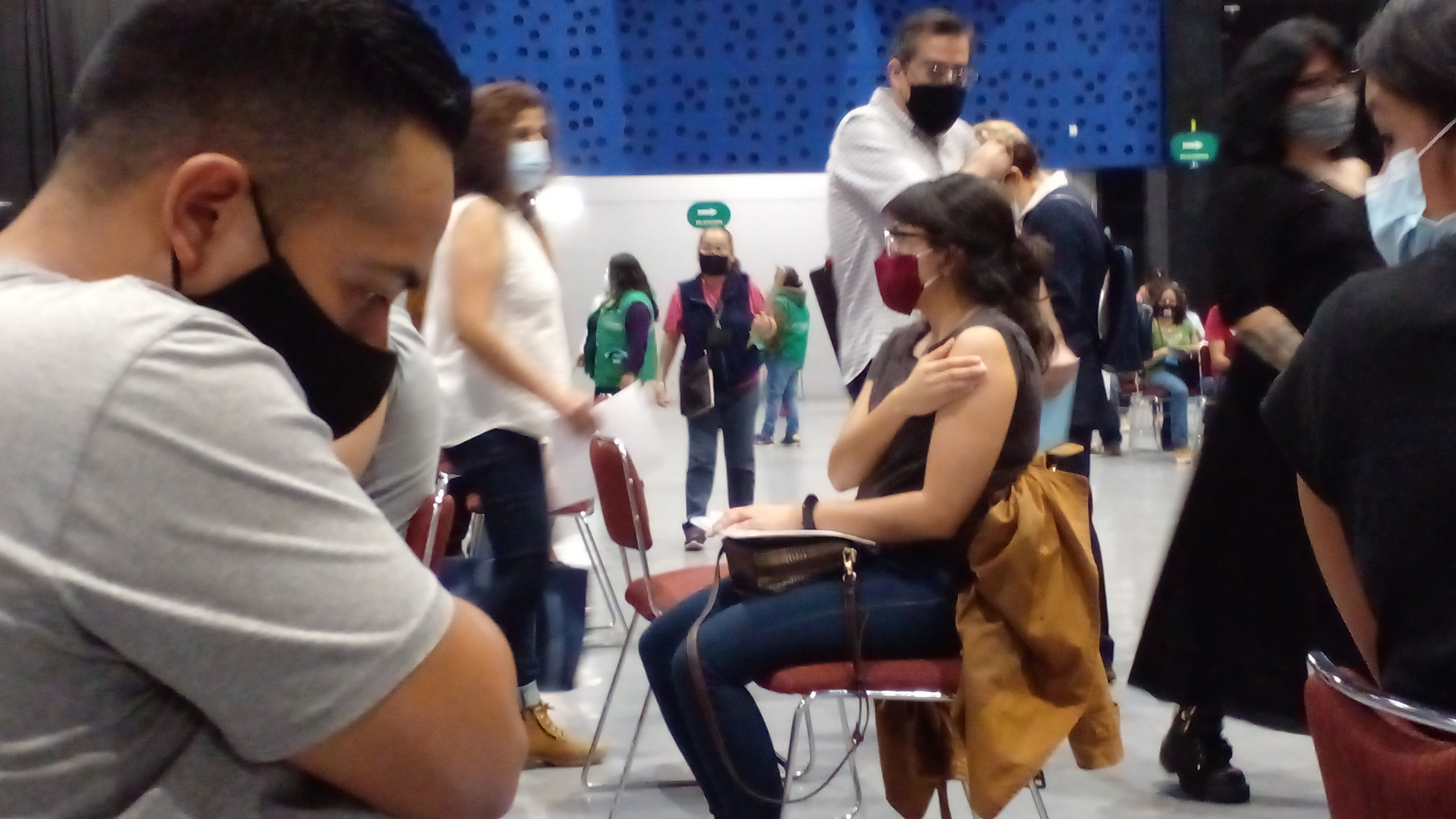
Ante el aumento de casos de COVID-19, inicia la campaña de vacunación contra la enfermedad en 2021.

El 28 de febrero de 2020 se anunció el primer caso de covid-19 en México, el primer fallecido por esta enfermedad se registró el 18 de marzo; las primeras medidas de contención se anunciaron ese mismo día, incluyendo la declaratoria de cuarentena. El 30 de marzo se decretó la emergencia sanitaria, misma que terminó el 9 de mayo de 2023. En este periodo se registraron un total de 7 587 643 contagiados, muriendo un total de 333 913 personas en el país.
La pandemia de covid-19 en México se convirtió en un acontecimiento histórico trascedente que se desenvolvió en medio de fenómenos estructurales que quedaron expuestos y coyunturas de todo tipo. En el tema estrictamente de la salud pública se destacan que:
- La enfermedad exhibió el estado de las condiciones generales de salud en la población, dada la singularidad de la enfermedad, es decir, agravar los casos de personas con enfermedades crónico degenerativas como diabetes, hipertensión y obesidad; el gobierno reforzó los programas de salud preventiva y decretó el etiquetado de productos alimenticios con exceso de grasa, azúcar y otros aditamentos nocivos para la salud.
- La debilidad en los sistemas de respuesta y atención a emergencias sanitarias en todos los niveles de gobierno, heredada desde la pandemia de 2009. Hubo cuestionamientos a la autoridad por una aparente pasividad para implementar medidas más drásticas de contención, aunque el gobierno refería que estas serían poco efectivas dadas las condiciones económicas de la mayoría de la población, es decir, era poco viable un parón absoluto, por lo que se incentivaron métodos de convivencia social (sana distancia, higiene personal, identificación de riesgos, ventilación de espacios, uso de cubrebocas, semáforos de alerta para la movilidad social) en todos los sectores como estrategia de prevención y contención.
- La falta de capacidad en los sistemas de salud para atender directamente el padecimiento. En principio el gobierno implementó un programa de reconversión hospitalaria para cubrir la necesidad de camas y respiradores.[276]

El 23 de diciembre de 2020 se inició la vacunación masiva contra el covid-19, en un esquema seccionado por grupos prioritarios, iniciando por personas de la tercera edad, trabajadores esenciales del sector salud y educativo. Al final de la emergencia sanitaria el gobierno calculaba que entre vacunación y contagio el 95% de los mexicanos ya contaba con inmunidad, aplicándose alrededor de 228 millones de dosis.

#### Vivienda
La política de vivienda de López Obrador se desarrolla en medio de un fenómeno global de aumento constante en el costo de estas; la gentrificación, la especulación en el mercado inmobiliario, las estrategias de urbanización centralizadoras, los constantes cambios de uso de suelo, el aumento de los precios de las materias primas, entre otras, se presentaban como causas de esta situación. Ante ello el gobierno implementó diversas estrategias, entre las que se incluyen: la reformulación de las facultades de la SEDATU para priorizar el concepto de  vivienda integral en la planeación del crecimiento urbano, es decir la funcionalidad de esta (espacio y comodidad) y su ubicación (acceso a los servicios básicos de electricidad, agua potable, alcantarillado, alumbrado público, centros de abastecimiento y seguridad pública), así como su interconexión con los centros educativos, de salud y laborales con transporte público eficiente; la flexibilización de las medidas para el otorgamiento de créditos a través del Infonavit y el Fovissste; el acceso a créditos para rehabilitación, remodelación o reparación a través de la Conavi. Los créditos para adquirir propiedad, hasta 2022, beneficiaron a dos millones de trabajadores, en tanto los de rehabilitación a 317 000 familias de escasos recursos. De manera paralela se rehabilitaron 60 602 casas en 243 municipios en el marco del Programa Nacional de Reconstrucción a causa de los sismos de 2017.

#### Empleos y política laboral
La plataforma de López Obrador en relación con la clase trabajadora, giró en torno a ocho propuestas: la formación profesional y capacitación para el trabajo; aumento del salario mínimo; facilitar negociación colectiva; recuperar la inspección de trabajo; plataforma digital para el empleo; certificación de trabajo justo; inserción digna de los migrantes mexicanos, y programa de certificación de competencias y habilidades para el trabajo.
Durante los primeros cuatro años años de su gobierno logró avances sustanciales en el marco legal, luego de alcanzar una serie de reformas constitucionales que establecieron un Nuevo Modelo Laboral, cuyas principales características son: la sustitución de las Juntas de conciliación y arbitraje por los Centros Federales de Conciliación y Registro Laboral, un nuevo órgano que no solo intervendrá en las controversias obrero-patronales, sino que se hará cargo del registro de sindicatos, el seguimiento de las prácticas democráticas en estos, la revisión de los contratos colectivos de trabajo y los reglamentos internos en los centros laborales para mantenerlos apegados a los derechos de los trabajadores; se elevó a rango constitucional el modelo de democracia directa en los sindicatos, dando facultad al trabajador para elegir el sindicato de su preferencia, y a los afiliados la posibilidad de decidir mediante voto, no solo la elección, sino la permanencia de sus autoridades sindicales, así como la validación, mediante asambleas y voto directo, de los contratos colectivos de trabajo; se transfirió al Poder Judicial la facultad de dirigir y operar los tribunales de justicia laboral, últimas instancias en los conflictos obrero-patronales. En 2023 se reguló formalmente el trabajo remoto luego de la experiencia durante la pandemia, esta medida incluyó el pago por parte del patrón de los insumos como electricidad y señal de internet; se estableció la prohibición de laborar de pie en el sector servicios, este paquete de normatividades laborales dejó pendiente la propuesta de disminución de la jornada laboral a 40 horas semanales.
Sin embargo, las cinco medidas gubernamentales que más incidieron directamente en la clase trabajadora fueron: La eliminación del modelo de subcontratación, que permitió la regularización en los contratos de tres millones de trabajadores, que con esto incrementaron su salario promedio en un 27% y accedieron a las prestaciones de utilidades, aguinaldo y fondo de retiro. La ampliación del porcentaje de participación obrera en el pago de utilidades, que pasó de 2.8 a 7.7 por ciento. El aumento del periodo mínimo de vacaciones, que pasó de seis a doce días en el primer año de contrato. Y el incremento sostenido al salario mínimo en porcentaje y valor adquisitivo no visto en décadas, ya que ha aumentado 176% hasta 2024, pasando de 88.36 MXN en 2018 a 248.93 MXN en 2024. Estas cifras representan el mayor avance del salario entre los países de la OCDE.
En cuanto a la generación de empleos y la tasa de desempleo, hasta marzo de 2024, el gobierno de López Obrador generó condiciones para un acumulado de 1 831 419 empleos creados y sostener una tasa de desocupación de 2.7%, la cuarta menor entre los países de la OCDE. A finales de 2023 el IMSS reportó una cifra récord de afiliados, situándose en 21 millones.

## Política económica

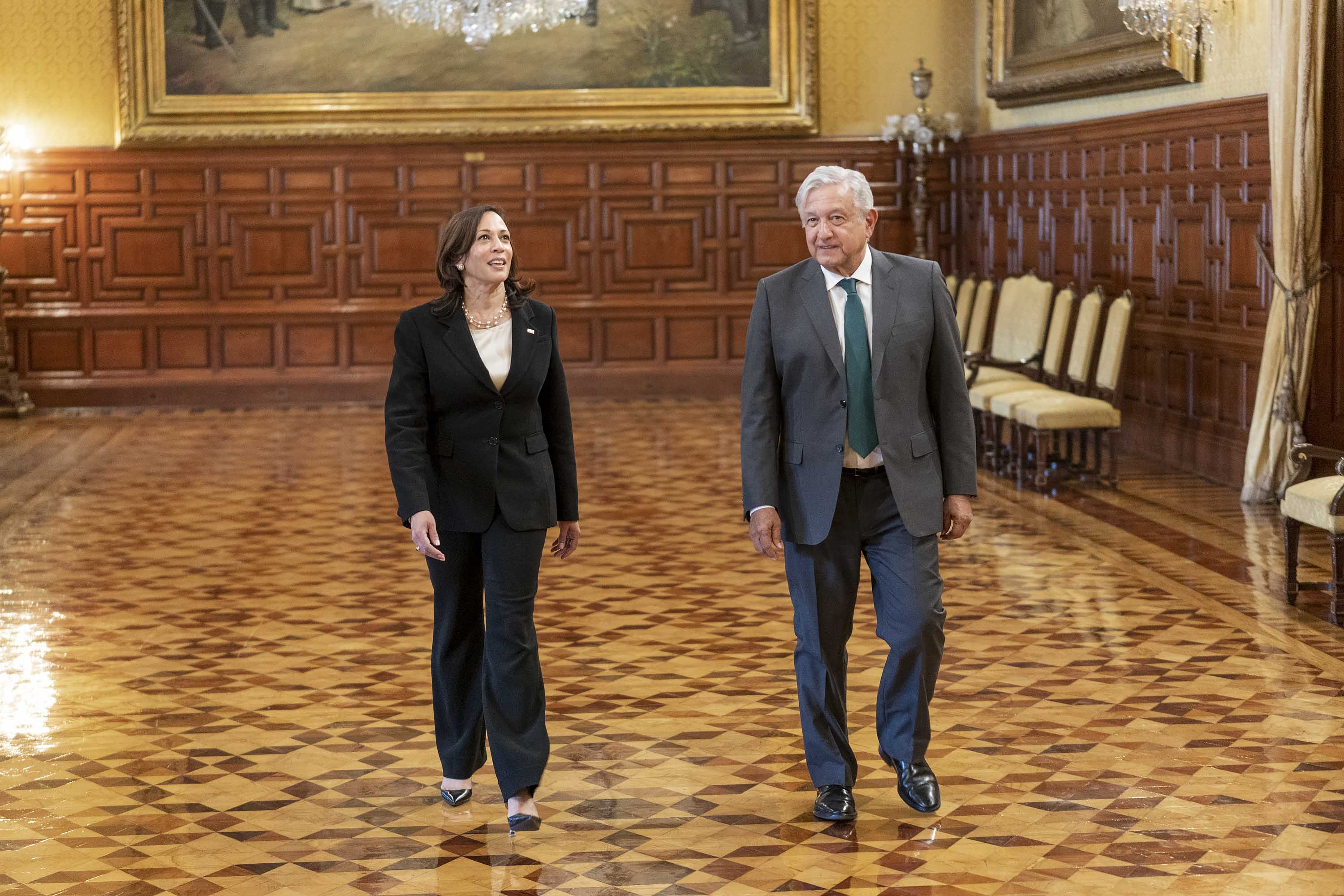
López Obrador y la vicepresidenta de los Estados Unidos Kamala Harris en junio de 2021.

Las políticas económicas de López Obrador se desenvolvieron en medio de serias coyunturas internas y externas, así como problemas estructurales heredados de la anterior administración, todo ello condicionando la efectividad de sus planes y programas de desarrollo económico. Por un lado la tensión internacional provocada por la Guerra comercial entre China y Estados Unidos, las políticas arancelarias de Donald Trump y la debilidad económica internacional que tenía en riesgo de recesión a varias economías del mundo. En tanto en el escenario nacional, el desmesurado crecimiento de la deuda pública en el gobierno anterior, el rezago económico causado por la corrupción y la violencia de los sexenios pasados, y las confrontaciones de actores económicos con el presidente ocasionaron que el primer año de su gobierno quedara marcado por el crecimiento económico nulo.
Por temor a alienar a los mercados financieros y a la patronal, López Obrador prometió llevar a cabo una política económica moderada, no modificar la política fiscal del país, mantener la autonomía del Banco Central y respetar los compromisos asumidos frente a empresas y bancos.
Con el fin de restablecer un Estado fuerte, López Obrador lanzó un plan de reactivación económica de las dos grandes empresas públicas: la Comisión Federal de Electricidad (CFE) y Petróleos Mexicanos (Pemex). En particular, el plan tiene por objeto lograr la autosuficiencia energética y poner fin a las políticas de privatización de las empresas públicas.
Sin embargo se mantuvieron estables el resto de los principales indicadores macroeconómicos como la tasa de desempleo, los superávits en el gasto público y la balanza comercial, el consumo, la inflación y el tipo de cambio; además de cerrar el año con un plan de inversión pública–privada para reactivar la economía; también resultó significativo el sostener las disciplina fiscal y haber profundizado la política de austeridad que permitió ahorro en el gasto público y aumentar la recaudación; así como el mayor aumento proporcional al salario en más de cuatro décadas y la firma definitiva del tratado comercial con Estados Unidos y Canadá.
En el 2020, nuevamente, la estrategia económica se vio condicionada o limitada por las coyunturas internacionales, esta vez con mayor severidad, pues en el contexto de la pandemia de COVID-19 y luego del colapso del mercado de valores, se desataron la peor crisis económica de los últimos 100 años y una de las peores crisis financieras, provocando una súbita caída del producto interno bruto del país, que en términos trimestrales alcanzó el -17% en el segundo periodo, aunque con una recuperación del 12.1% en el siguiente, inesperada situación que mejoró la expectativa de la caída del PIB anual, pasando la previsión más pesimista de -9.8% a -8.9%.
No obstante, de la misma forma que el año anterior, lograron mantenerse estables diversas cifras macroeconómicas como la inflación y el tipo de cambio. También se presentó una significativa recuperación de los empleos perdidos al inicio de la pandemia y un mayor alcance de la recaudación fiscal gracias a la profesionalización del SAT; además de mantener sin crecimiento real (más allá de la inflación) la deuda pública y una disminución sustancial en el precio de los combustibles.
La crisis económica derivada de la pandemia de covid-19 siguió condicionando el desarrollo económico de México (al igual que el resto del mundo) en los años 2021 y 2022. Sin embargo también se manifestó un desempeño menor en comparación con países de economías similares (aunque superior al de varias naciones desarrolladas), por ello los crecimientos del PIB de 4.1 en 2021 y 3.1 en 2022 se consideraron por diversas fuentes como insuficientes frente al retroceso de 8.9% de 2020. Nuevamente factores externos entraron en juego como la crisis de la cadena de suministro global, como consecuencia de las medidas anti-covid en los países desarrollados y las potencias emergentes; la crisis alimentaria mundial, iniciada por la guerra en Ucrania, pero alimentada también por factores del cambio climático en países productores de alimentos; y la crisis inflacionaria internacional.
Ante esta serie de sucesos el gobierno de López Obrador puso en práctica a lo largo de este lapso en la pandemia diversas medidas. Primero el 5 de octubre de 2020 se presentó un plan de inversión público-privada en infraestructura por 297 344 millones de pesos, distribuidos en 39 proyectos por toda la república; después la eliminación de aranceles al acero en el marco del T-MEC en 2020; firma de un acuerdo en 2023 con la inversión privada y todas las cadenas productivas para contener la inflación.
Factores diversos, algunos ajenos al gobierno, beneficiaron el desempeño de la economía mexicana, tales como el aumento récord de las remesas, el incremento récord de la inversión extranjera, así como de las reservas internacionales, el fortalecimiento del tipo de cambio frente al dólar, cuyo efecto coloquialmente fue llamado como “súper peso” y el auge del fenómeno conocido como “nearshoring” en México (en el contexto de la guerra comercial Estados Unidos-China), que ha aumentado el traslado de inversiones de Asia al país hispanoamericano. De igual modo en este lapso post pandémico se han mantenido estableces diversas cifras macroeconómicas.
El año 2023 significó la consolidación de la recuperación económica post pandemia, reflejo de ello fueron las estimaciones del Fondo Monetario Internacional para finales de ese año, al ubicar al país en el 12.º puesto entre las economías más grandes del mundo, calculando al cierre de ese periodo que el PIB mexicano alcanzaría los 1.81 billones de dólares. Las previsiones se confirmaron, al tiempo que se registró un crecimiento anual de 3.2 del PIB; también, de acuerdo al Banco Mundial, México ya había recuperado el terreno perdido por en la pandemia en términos de empleo y volumen del PIB. Además de concluir el año como el noveno exportador mundial. Esto, de acuerdo a diversas fuentes, se complementa con un contexto vigente de fortaleza en el empleo, el gasto público social, garantías políticas de inversión, los ingresos por remesas y la recolocación de inversiones de Asia a México.

#### Indicadores macroeconómicos en el sexenio
| Indicador                                                   | 2019          | 2020          | 2021          | 2022          | 2023          | 2024          |
| ----------------------------------------------------------- | ------------- | ------------- | ------------- | ------------- | ------------- | ------------- |
| PIB (en billones de dólares)                                | 1.305         | 1.121         | 1.313         | 1.466         | 1.810         | 1.853         |
| Crecimiento del PIB (%)                                     | -0.4          | -8.4          | 6.0           | 3.7           | 3.4           | 1.4           |
| Tipo de cambio (pesos por dólar, al inicio y cierre de año) | 20.34 - 18.87 | 18.86 - 19.93 | 19.90 - 20.51 | 20.46 - 19.36 | 19.47 - 16.89 | 16.91 - 19.66 |
| Inflación (porcentaje al final del año)                     | 2.8           | 3.2           | 7.4           | 7.8           | 4.7           | 4.2           |
| Desempleo (promedio anual)                                  | 3.5           | 4.4           | 4.1           | 3.3           | 2.8           | 2.7           |
| Coeficiente Gini (promedio bianual)                         | 0.450         | 0.450         | 0.431         | 0.431         | 0.420         | 0.420         |

#### Desarrollo agropecuario y autosuficiencia alimentaria
La política del gobierno de López Obrador en el sector económico primario, es decir el agropecuario, se diseñó con base en tres objetivos fundamentales. Primero, el aumento de la productividad para reactivar el campo, y así garantizar la soberanía alimentaria; segundo, la sustentabilidad como prioridad estratégica para evitar el agotamiento del suelo, subsuelo y recursos acuíferos; y tercero, una línea inclusiva en el manejo del sector, contemplando los distintos tipos de explotación económica, considerando que por regiones las hay para exportación, para mercado interno y para autoconsumo.
El primer eje resultó el de mayor exposición para las acciones del gobierno, considerando que la autosuficiencia alimentaria era un respaldo básico en su concepto de soberanía nacional. El gobierno se propuso desde un momento incentivar el incremento en la producción de cuatro granos básicos: maíz, frijol, arroz y trigo, considerándolos clave para el campo mexicano, para ello se entregaron 300 000 toneladas de fertilizantes al año, esperando beneficiar a dos millones de pequeños y medianos productores; se otorgó asesoría y capacitación en el manejo de técnicas de cultivo en el marco del nuevo programa Producción para el bienestar, que sustituyó al PROCAMPO, a la vez que con este se entregan seis mil pesos mensuales de apoyo para la compra de insumos para siembra, recolección y transporte de mercancías a los beneficiarios; para esto el gobierno comenzó a desvincular a las organizaciones populares que actuaban de intermediarias, y de acuerdo a la autoridad cometían actos de corrupción con los recursos.
El objetivo de la autosuficiencia alimentaria encontró freno debido a la crisis alimentaria mundial y la crisis inflacionaria internacional, a pesar de que el programa de precios de garantía logró sostener el costo de los cuatro granos prioritarios, se halló insuficiente a la demanda, en gran medida porque el programa estaba destinado a pequeños y medianos productores, y no a los grandes proveedores de la industria alimenticia. Aunque la producción de los cuatro granos básicos ha aumentado, aun no logran el objetivo de disminuir sustancialmente la importación de alimentos, no obstante el rezago está presente de mayor manera en el sector ganadero.
También se implementaron medidas para desincentivar el abandono de las zonas rurales y por ende de las actividades agrícolas. Esto a través de la priorización de estas áreas en la entrega de los apoyos del programa Bienestar, combatir la enajenación de tierras arables para la industria y la urbanización, y apoyar a las comunidades que mantienen sistemas de propiedad comunal.
El programa Sembrando Vida, uno de los más promovidos por el gobierno obradorista, se convirtió en el proyecto de reforestación más importante del mundo, ya que ha logrado, hasta 2023, reforestar con árboles frutales y maderables 1 411 894.687 hectáreas en 23 entidades del país y beneficiando a 449 686 campesinos, ejidatarios y comuneros.

#### Política fiscal
La política fiscal del gobierno de López Obrador se ha caracterizado por seguir una política de austeridad, que se ha traducido en menores incrementos del gasto que en otros sexenios, así como el no endeudarse de más y centrar la política tributaria en el combate a la evasión fiscal en vez de implementar una reforma fiscal integral.
En relación con los impuestos, el presidente López Obrador ha venido cumpliendo un compromiso de campaña de no subir los impuestos evitando así contraer la economía y en la frontera norte ha bajado los impuestos para lograr atraer y mantener la inversión extranjera proveniente principalmente de Estados Unidos promoviendo la expansión de la economía.
En lo que va del sexenio, y cumpliendo su promesa de campaña, la administración de López Obrador ha optado por no implementar una reforma fiscal y, en su lugar, se han entregado, año con año, misceláneas fiscales con modificaciones a la estructura tributaria, las cuales han otorgado al Servicio de Administración Tributaria (SAT) las herramientas para impulsar una mayor fiscalización, sobre todo en el rubro de grandes contribuyentes.

## Política de seguridad y justicia

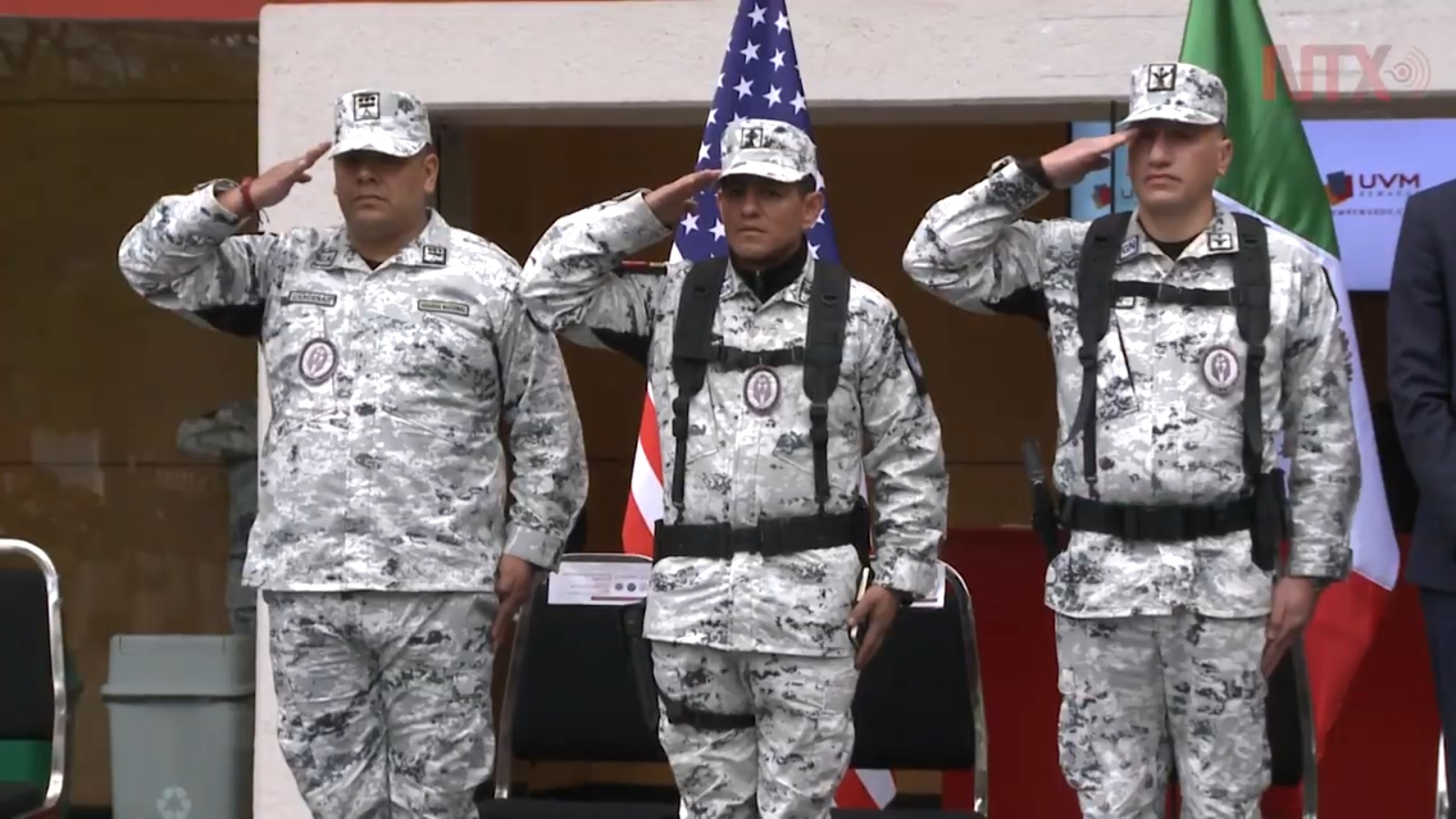
Elementos de la guardia nacional.

En el contexto de la guerra contra el narcotráfico, iniciada por el presidente Felipe Calderón en 2006, la plataforma de gobierno de López Obrador ya había propuesto desde la elección anterior de 2012, una estrategia que combatiera la criminalidad y el fenómeno de la violencia sin el enfoque belicista del entonces gobierno vigente de Calderón; el enfoque alternativo propuesto consistía en combatir las causas sociales del delito y los niveles de corrupción e impunidad que permitían la continuación del ciclo de violencia. Sin embargo este último se acrecentó en el sexenio de Enrique Peña Nieto, por lo que se modificó la propuesta, ahora incluyendo la creación de un cuerpo de seguridad civil con formación militar para sustituir a la Policía Federal, cuya retórica sería la de pacificación del país y no la de guerra contra el crimen organizado, pero sin dejar de lado la orientación social del planteamiento original. De esta manera, y luego de diversas polémicas por su formación militar, el 26 de marzo de 2019 fue fundada la Guardia Nacional, que desplegaría inicialmente a 45 000 elementos provenientes de las tres ramas de las Fuerzas Armadas y su antecesora la Policía Federal.
No obstante, la diversificación y fragmentación de los grupos delincuenciales, sucesos acelerados en la anterior administración, supusieron en el primer año un golpe no previsto para la nueva estrategia, especialmente en un contexto de permeada corrupción en las instituciones locales, además de un escenario de dificultades económicas donde los proyectos sociales aún no podían incidir de inmediato en la correlación de desigualdad y crimen. Por todo ello su primer año, en una cuestión consecuente de los últimos años de su antecesor, se convirtió en el más violento de las últimas décadas. Teniendo como principales coyunturas el combate al robo de combustible y los enfrentamientos en Culiacán a causa de la fallida captura del criminal Ovidio Guzmán López.
Sin embargo, en el aspecto del combate a la corrupción y la impunidad, se mostraron avances consecuentes a las políticas de austeridad, la modificación del marco legal mencionado con anterioridad, la autonomía constitucional de la Fiscalía General de la República y la intensa actividad de la Unidad de Inteligencia Financiera; todo esto permitió la detención y el inicio de investigaciones o juicios por corrupción a personajes como la exsecretaria de Desarrollo Social en el gobierno anterior Rosario Robles, el ex director general de PEMEX Emilio Lozoya Austin y el ministro de la Suprema Corte Eduardo Medina Mora; a ello se suma la incautación o bloqueo de bienes valuados en miles de millones de pesos vinculados a actos de delincuencia organizada o corrupción.
Otro aspecto significativo fue la creación de una comisión de la verdad para reexaminar uno de los casos sin resolver más notorios del país: la desaparición forzada y presunto asesinato de 43 estudiantes normalistas de la escuela rural Isidro Burgos de Ayotzinapa, que fueron secuestrados en septiembre de 2014 en la ciudad de Iguala, Guerrero, después de ser atacados por narcotraficantes y policías. El organismo estaría encabezado por los padres de las víctimas. El 1 de julio de 2020, el fiscal general de la república Alejandro Gertz Manero anunció que "se acabó la verdad histórica", en alusión a la versión del gobierno del entonces presidente Enrique Peña Nieto. También anunció que se solicitó a un juez la captura de 46 exfuncionarios, incluido el jefe de la investigación de la PGR Tomás Zerón. Previamente el 29 de junio fue detenido José Ángel Casarrubias Salgado, alias el Mochomo, uno de los líderes del grupo criminal Guerreros Unidos y quien según la FGR ordenó la desaparición de los 43 estudiantes. El 7 de julio fueron encontrados los restos de uno de los estudiantes, estos se hallaban en la barranca de Cocula, a 800 metros de distancia del basurero donde según la versión anterior habían sido incinerados.
En el año 2020 se presentaron ligeros avances en cuanto a seguridad pública, específicamente en delitos del fuero común (robo de vehículos, secuestro y extorsión), pero no así en los delitos de alto impacto, especialmente la extrema violencia que aun padecían múltiples zonas del país, aunque de manera más uniforme y concentrada ya en sitios específicos.
El periodo post pandémico del gobierno de López Obrador en materia de seguridad significó una paradójica inversión de las tendencias delictivas, pues mientras que antes y durante la etapa crítica de la pandemia, disminuyeron los delitos comunes y se mantuvieron al alza los delitos de alto impacto, pasado lo más complicado de la pandemia los delitos comunes acrecentaron y, por primera vez desde el inicio de la guerra contra el narcotráfico, se produjo un significativo descenso de los homicidios dolosos y el secuestro. Todo esto en medio de las aún vigentes críticas al estado por seguir usando a las fuerzas armadas en tareas de seguridad pública y luego de la fallida reforma para instaurar la prisión preventiva oficiosa.
El sexenio terminó con la cifra de 199 619 homicidios dolosos y 51 000 personas desaparecidas, convirtiéndose en el sexenio más violento de la historia reciente de México.

#### Combate al robo de combustible

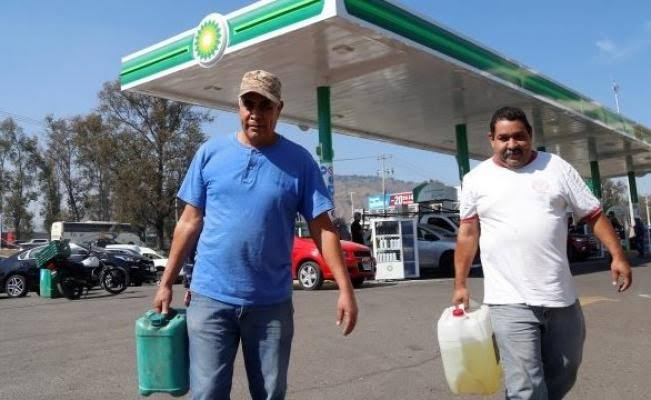
Dos hombres comprando gasolina en galones como consecuencia del desbasto por el plan contra el huachicol.

Como parte del plan anticorrupción, Obrador aseguró que buscaría reducir y eliminar el robo de combustible de las tuberías propiedad de Pemex, la compañía petrolera estatal. Este delito ha sido denominado popularmente como "huachicol". En consecuencia, parte de la estrategia fue desviar el flujo de combustible de las tuberías, detectar fugas cuando ocurrieron y transportar el combustible en camiones. Estas medidas condujeron a problemas logísticos y escasez de combustible en algunos estados, sin embargo Obrador alegó que se había reducido el robo de gasolina como nunca en las últimas décadas.
El 18 de enero de 2019, un grupo de pobladores del Tlahuelilpan en el estado de Hidalgo, perforó un oleoducto para extraer ilegalmente gasolina. El ejército se mantuvo al cerco de la zona, pero ante la cantidad de personas conglomeradas y debido a la decisión de Obrador de no reprimir a la ciudadanía, se quedó expectante y no procedió al arresto de nadie. A las 19:10 horas, la fuga explotó dejando un saldo de 120 muertos. La opinión pública quedó dividida ante quienes argumentaron que la gente murió por no seguir las indicaciones del ejército y proceder al robo de gasolina; y por quienes criticaron al mismo ejército por no hacer uso de la fuerza para evacuar la zona.
El presidente Obrador declaró que todas las posibilidades estaban siendo consideradas para la investigación y no descartó la participación de los principales grupos criminales que operan en Hidalgo.

#### Caso Ovidio Guzmán
El gobierno se  ha comprometido en varias ocasiones a restablecer la paz en el país y a acabar con la violencia. El Plan Nacional de Desarrollo (PND) 2019 – 2024 enviado al Congreso de México expone la estrategia del gobierno federal y la define como  “un cambio del paradigma” de seguridad para alcanzar la paz.
Desde el 2 de abril de 2019, en la corte federal de Columbia, Estados Unidos, existía una orden de captura contra Guzmán López, según informó el secretario de la Defensa Luis Crescencio Sandoval González. El 13 de septiembre el gobierno de ese país solicitó a México que detuviera al hijo de "El Chapo". La operación empezó a planearse desde entonces y hasta el 4 de octubre. Semanas después, cuando un juez emite una orden de captura para extraditar a "El Ratón", la Guardia Nacional envía un equipo a Culiacán, apoyado por elementos del Ejército.
El plan era detener el 17 de octubre a Ovidio Guzmán en su casa del fraccionamiento Tres Ríos. Ese día a las 14:30 horas inicia la operación en Culiacán y se rodea el inmueble, estando el objetivo de la captura de Ovidio Guzmán, dentro en compañía de su familia. Minutos posteriores, Ovidio sale al estacionamiento del inmueble (sin salir del domicilio) y es cuando se procede a su arresto. Pasada la media hora, el cartel de Sinaloa emprende un asedio en la ciudad de Culiacán, quemando vehículos, bloqueando avenidas principales, así como entradas y salidas de la ciudad,  entre todo el conflicto, empieza el ataque hacia el Ejército que se encontraba en el lugar.
Los hombres armados del cártel amenazaron con una matanza de civiles, incluido un ataque a un complejo de apartamentos que albergaba a los familiares del personal militar local. Horas después, Guzmán López fue liberado.
Finalmente el 5 de enero de 2023, luego de una serie de combates en el poblado de Jesús María, Sinaloa entre elementos de las fuerzas federales y sicarios del cártel, se capturó a Ovidio Guzmán; a pesar de la respuesta violenta del grupo delincuencial ante la detención, en esta ocasión se contuvo significativamente para evitar un nuevo amedrentamiento. El 15 de septiembre Ovidio Guzmán fue extraditado a Estados Unidos.

## Infraestructura
Durante su primer año de gobierno se puso en marcha el Programa Nacional de Reconstrucción para apoyar a las comunidades afectadas por los sismos de 2017, que gestionó recursos económicos a través de distintas dependencias para rehabilitar viviendas, escuelas, centros de salud, pequeños y medianos negocios, patrimonio histórico-cultural, infraestructura local y enseres domésticos, así como ampliar los estudios de riesgo y planificación para las zonas que aún permanecían sin evaluar. Para 2023 este programa ya alcanzaba un avance de 98.86% en 3332 obras. También se inició la construcción de caminos y carreteras comunitarias en Oaxaca. Al final del mismo 2019 se presentó un Plan Nacional de Infraestructura con inversión pública-privada, que incluye 147 proyectos especialmente en el área de las comunicaciones y los transportes.
Sin embargo los temas de infraestructura que estuvieron más presentes durante su primer año, fue la cancelación del Aeropuerto de Texcoco, el inicio de obras del Aeropuerto Internacional Felipe Ángeles en la Base Aérea Militar n.º 1 Santa Lucía, y la consulta popular para el Tren Maya.
La estrategia de la SEDATU para el desarrollo de infraestructura en zonas urbanas y rurales, tomó como eje principal la recuperación de espacios públicos bajo una visión de funcionalidad social, es decir, obras que inciden en el bienestar social de las poblaciones intervenidas. Las obras del ente público han priorizado la infraestructura básica como agua, luz, drenaje, pavimentación, equipamientos, vivienda y la generación de empleo. Se invirtieron 38 mil millones de pesos en mejoramiento urbano en 153 municipios en 27 entidades del país, donde se construyeron 151 unidades deportivas; 293 parques, malecones, espacios artísticos y culturales; 44 mercados; 162 escuelas; 22 centros de salud; 216 calles y redes de agua potable beneficiando a 9.5 millones de personas. Una de las singularidades de estos proyectos ha sido la participación directa de miembros de las comunidades, incluso empleando técnicas artesanales para la construcción; el desempeño de la secretaría encabezada por Román Meyer Falcón ha sido acreedor a reconocimientos en algunas de sus obras.

#### Corredor Interoceánico del Istmo de Tehuantepec

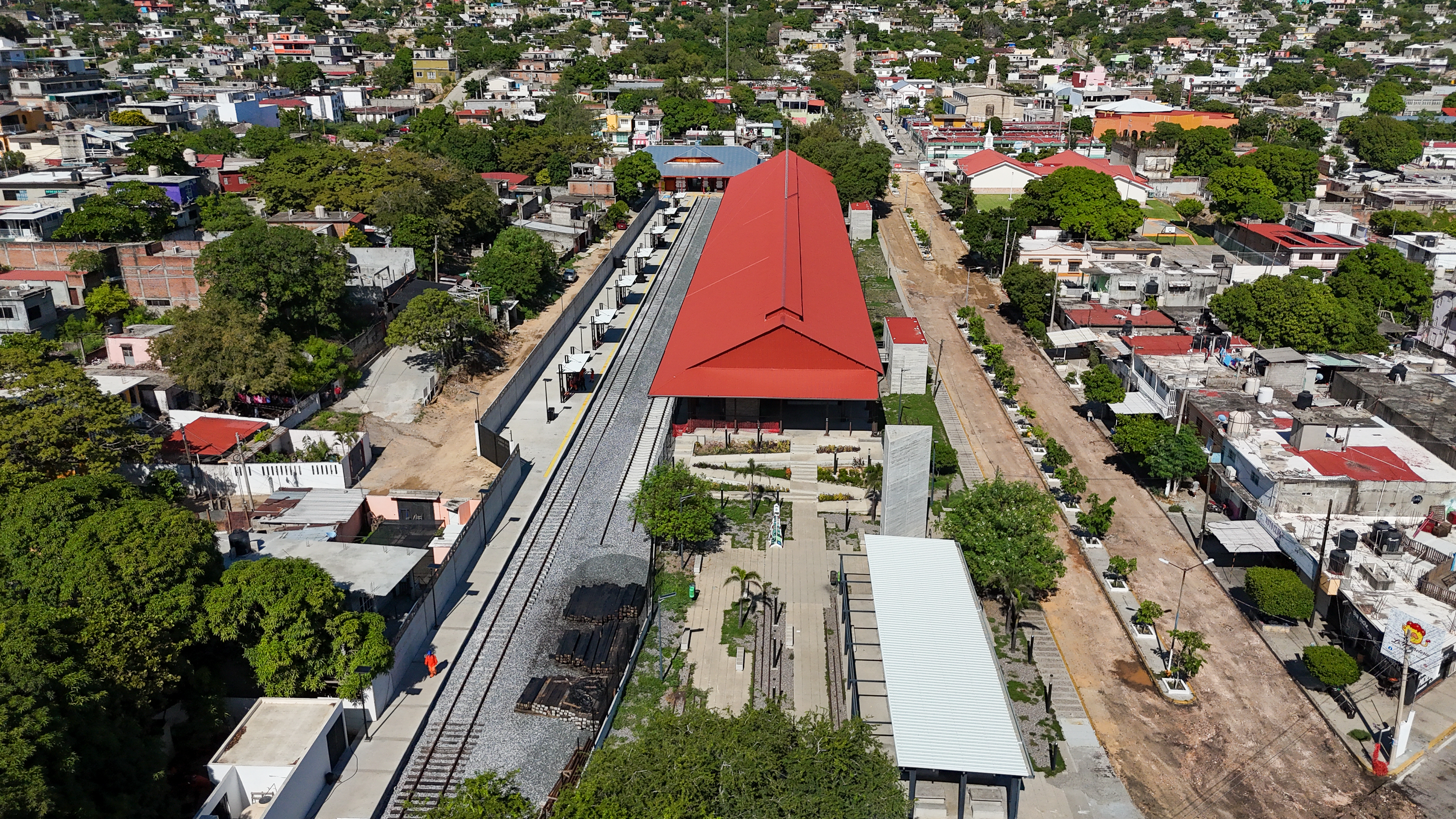
Estación de Salina Cruz del Tren del Istmo.

Este proyecto busca convertirse en una plataforma logística global enfocada en la manufacturación y el traslado de mercancías entre el océano Pacífico y el océano Atlántico a través del Istmo de Tehuantepec, dinamizando así el desarrollo económico, productivo y cultural en la región mediante una visión integral, sustentable, sostenible e incluyente.
En cuanto a sus características, el CIIT  (por sus siglas) abarcará una franja de 303 kilómetros y facilitará la movilidad de 1.4 millones de contenedores al año. Conectará la zona más estrecha de México entre el océano Pacífico y el Atlántico. Se fortalecerán tres aeropuertos: Minatitlán, Ixtepec y Huatulco; el Tren Transístmico, y los puertos de Coatzacoalcos y Salina Cruz. Además, se basa en la generación de una alternativa en el traslado de mercancías en las rutas de comercio mundial mediante una plataforma logística, por medio del uso de infraestructura ferroviaria, portuaria, aeroportuaria y vial.
Este corredor podría superar el flujo comercial que se concentra actualmente en el Canal de Panamá. Además, permitirá la conexión comercial entre Asia, Estados Unidos y Europa, y convertirá a México en una plataforma logística a nivel mundial. Se espera que impulse el comercio con países de Asia, principalmente China. También se busca generar un atractivo para que empresas inviertan en los diez parques industriales que se desarrollarán en la región por donde estará el corredor. Esto para desarrollar las comunidades cercanas al corredor.
El 22 de diciembre de 2023 se inauguró la primera etapa del Tren del Istmo, la piedra angular en el proyecto del Corredor Interoceánico del Istmo de Tehuantepec.

#### Comunicaciones y transportes
El gobierno de López Obrador implementó un programa de reparación, ampliación y construcción de nuevas carreteras, puentes y caminos rurales, especialmente en áreas marginadas o de difícil acceso en el país. Se rehabilitaron 40 516 kilómetros de carretera, especialmente de vía libre y 522 de nuevas carreteras; se construyeron 2441 kilómetros de caminos rurales artesanales en Oaxaca y Guerrero, y otros más de obra federal en otros once estados;  se construyeron también veintiún puentes vehiculares en sierras o zonas pluviales de siete estados.
Desde el inició de su denominado Proyecto Alternativo de Nación, López Obrador había planteado el retorno de los trenes de pasajeros, una vía de transporte y comunicación presente en el país desde tiempos del Porfiriato y que cayera en desuso desde la privatización de estos en el gobierno de Ernesto Zedillo. El plan de su gobierno consistiría en el empleo de la vías ya existentes y su ampliación para concretar once líneas: Tren del Pacífico, con una extensión de 4700 kilómetros (de Chiapas a Baja California); El Chepe (673 kilómetros, de Sinaloa a Chihuahua); Tren Occidental (2250 kilómetros, de Guerrero a Chihuahua); Tren Oriental (2000 kilómetros, de Guerrero a Coahuila y Nuevo León); Tren Transversal (1200 kilómetros, de Sinaloa a Tamaulipas); Tren del Golfo (1650 kilómetros, de Tabasco a Tamaulipas); Tren del Bajío (1500 kilómetros, de Veracruz a Jalisco cubriendo el occidente del país); Tren del Centro (1300 kilómetros, de Veracruz a Jalisco, cubriendo el centro del país); Tren del Istmo de Tehuantepec (300 kilómetros); Tren de Oaxaca (750 kilómetros) y como inició del proyecto, el Tren Maya de 1800 kilómetros. El plan proyectado para el año 2050, da inicio en este gobierno con obras de adecuación o modernización de las vías ya existentes, especialmente en las zonas suburbanas.
En aras de garantizar el acceso gratuito a internet (parte de la plataforma electoral obradorista) la Comisión Federal de Electricidad creó una división encargada de construir la infraestructura de fibra óptica necesaria para sustentar dicho plan. Se instalaron 10 979 antenas para dar acceso a la red a escuelas, parques, centros de salud y demás sitios públicos.
El 26 de diciembre de 2023 se realizó el primer vuelo comercial de la renovada aerolínea paraestatal (precisamente entre el AIFA y el aeropuerto de Tulum) «Mexicana de Aviación», empresa privatizada en la década de 1990 y que desapareciera en 2010, fue readquirida por el gobierno federal el 6 de enero de 2023.

##### Aeropuerto Internacional Felipe Ángeles

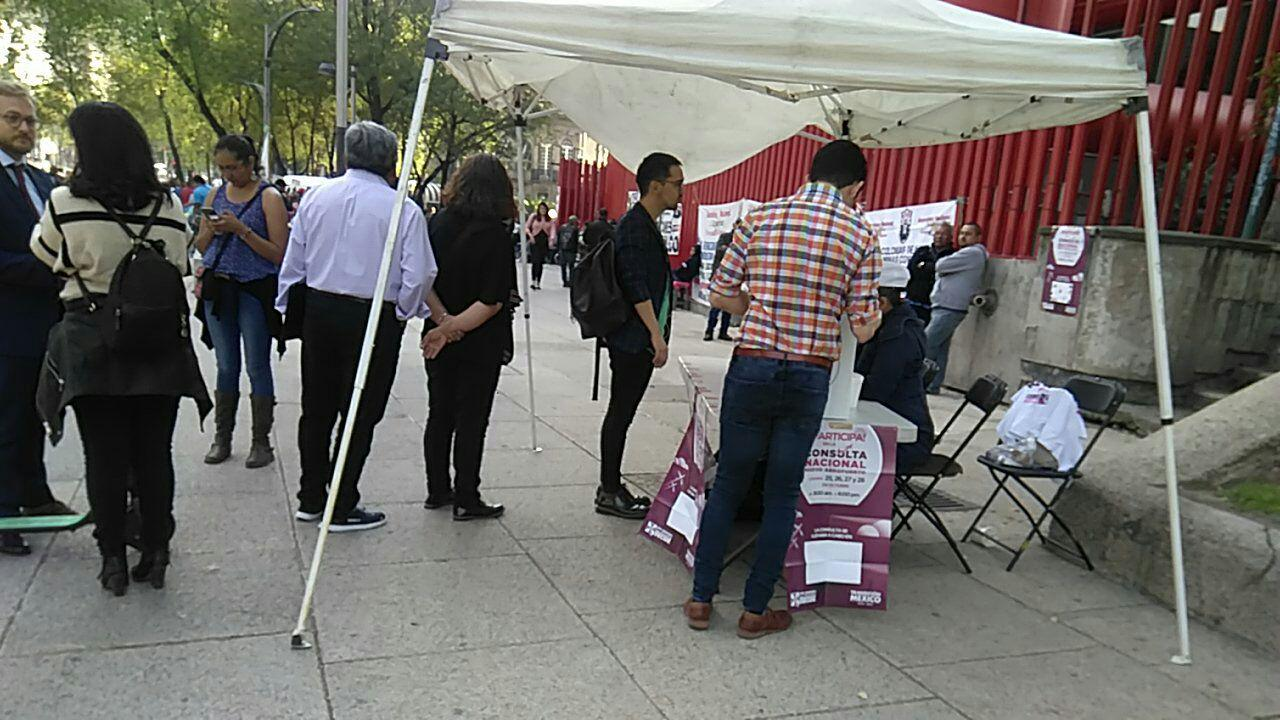
Consulta nacional sobre el NAICM.

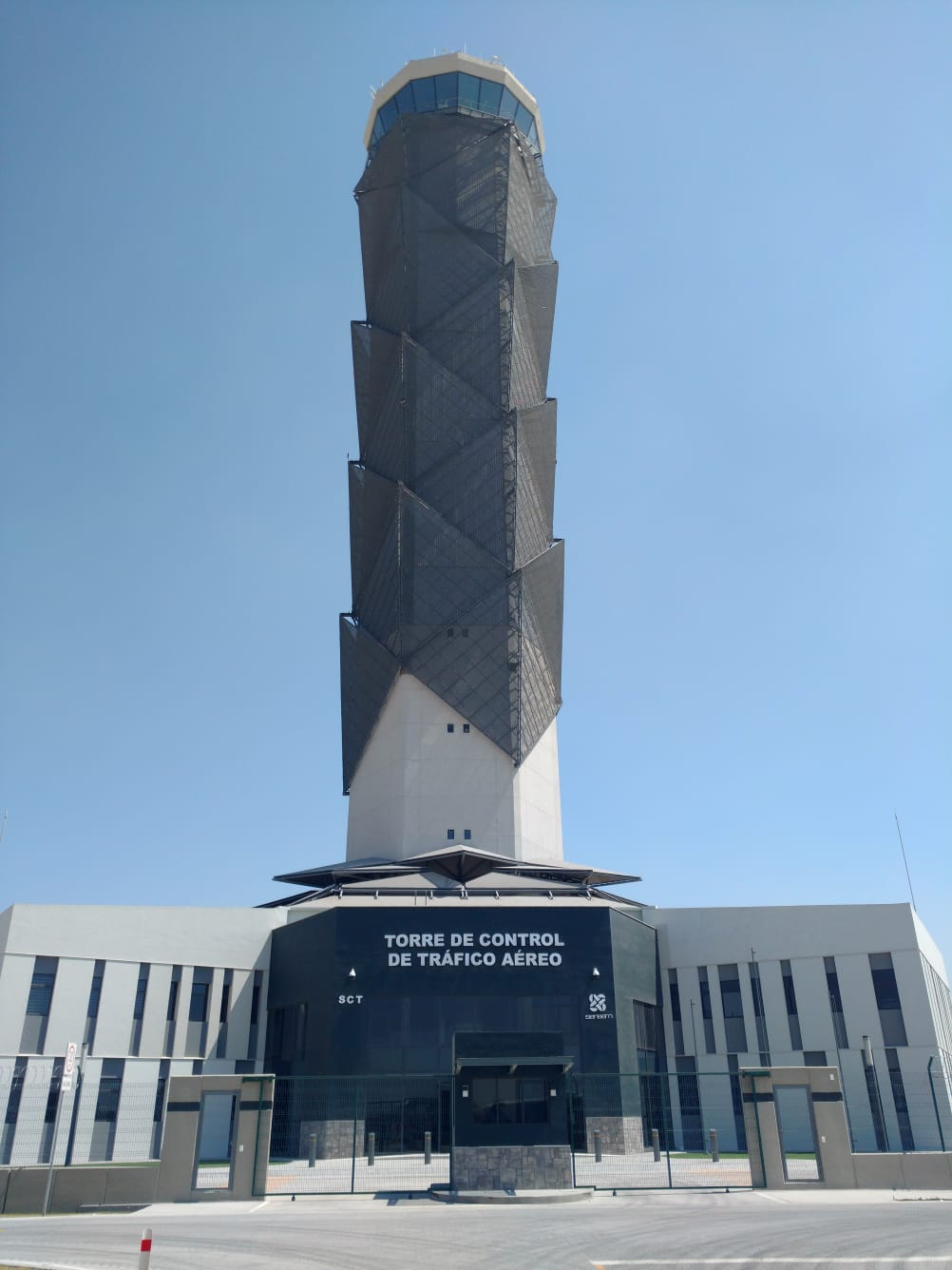
Torre de control del AIFA.

Antes de asumir el nuevo gobierno, del 22 de octubre al 25 de octubre de 2018, se celebró una consulta popular sobre si debía cancelarse o no el Nuevo Aeropuerto Internacional de la Ciudad de México (el cual se encontraba en construcción), citando que el proyecto estaba plagado de corrupción, inversiones ilícitas y representaba un desperdicio de dinero de los contribuyentes. Alrededor del 70% de los participantes votaron en contra de la continuidad del proyecto. Al igual que en campaña, López Obrador insistió en la Base Aérea Santa Lucía en su lugar.
El 3 de enero de 2019, el secretario de comunicaciones y transportes Javier Jiménez Espriú, anunció la suspensión definitiva de las obras del aeropuerto, formalizando así la cancelación oficial del NAICM, abriendo camino a la construcción del Aeropuerto Internacional de Santa Lucía que estará a cargo de la Secretaría de la Defensa Nacional.
La construcción del Aeropuerto Internacional Felipe Ángeles (AIFA) inició el 17 de octubre de 2019. El presidente Andrés Manuel López Obrador anunció un año antes que la construcción quedaría a cargo de la Secretaría de la Defensa Nacional. El nuevo aeropuerto aeropuerto comercial serviría a la zona metropolitana del valle de México. Fue inaugurado el 21 de marzo de 2022 por el presidente, y nombrado así en honor al héroe de la Revolución Mexicana. Se construyó en lo que antes era la Base Aérea Militar N.º 1 de Santa Lucía en Zumpango, Estado de México.
En cuanto a sus características, el AIFA cuenta con una superficie total de 2487 hectáreas. Posee tres pistas de aterrizaje, una torre de control de tráfico aéreo de 88 metros de altura con 14 posiciones para controladores y 4 supervisores, siendo la torre con más capacidad operativa en el país. Además, tiene un espacio de 8046 metros dedicados exclusivamente para las líneas de equipaje y un estacionamiento con capacidad para 4500 vehículos.
Este aeropuerto busca aliviar la saturación del Aeropuerto Internacional Benito Juárez. Además, gracias a su ubicación geográfica estratégica, permitirá conectar a Europa, Asia y África con todo el Continente Americano, estableciéndose como el más importante de la región. También cuenta con sistemas de seguridad biométricos, protección contra sabotajes, terrorismo y fenómenos naturales como huracanes, inundaciones, hasta erupciones volcánicas. Con más de 273 000 metros cuadrados de construcción, el AIFA tendrá la capacidad para atender a 2.4 millones de usuarios con 60 operaciones diarias.

##### Tren Maya

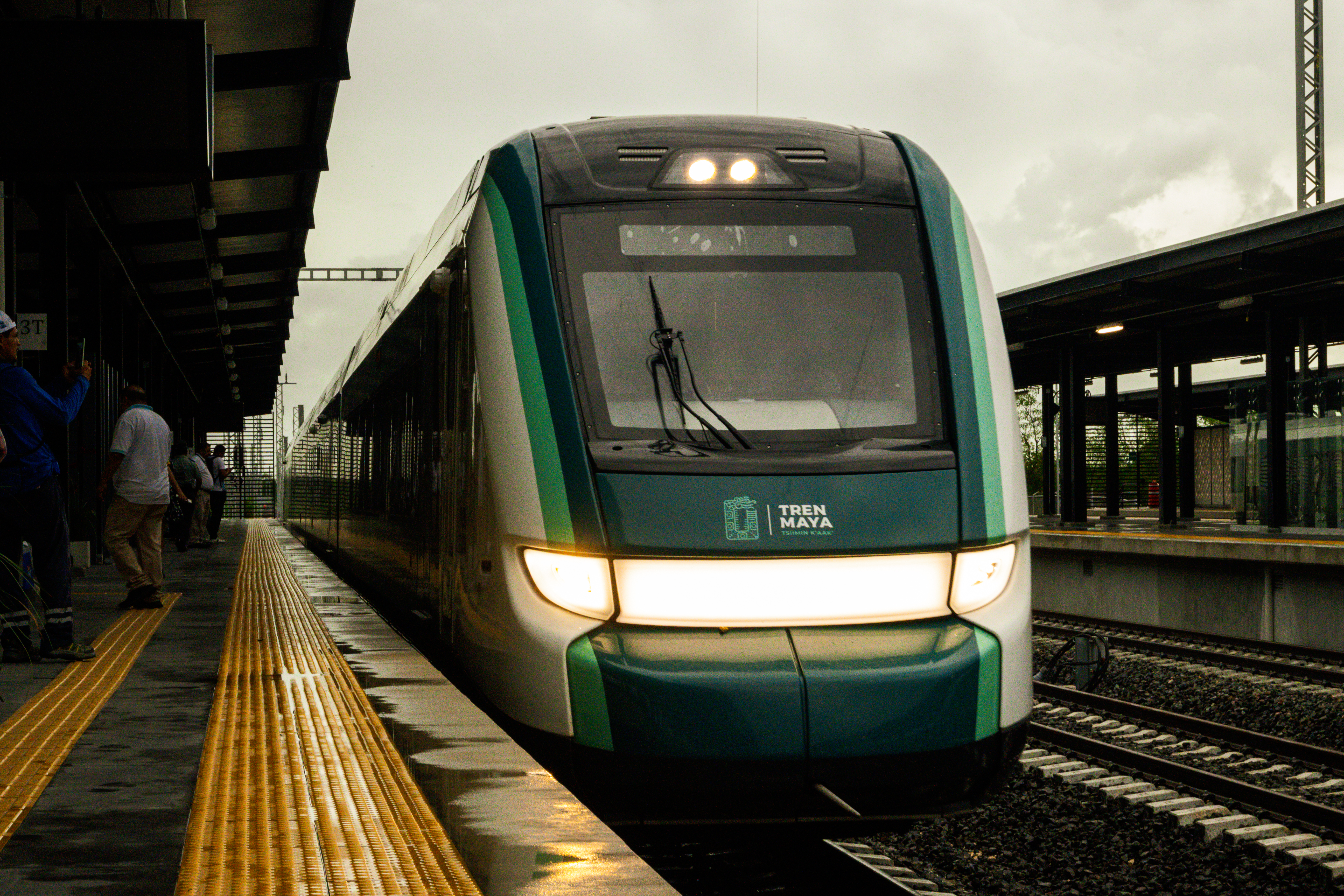
Tren Maya.

El Tren Maya es un proyecto de transporte ferroviario de larga distancia que conectará la península de Yucatán. Es operado por la paraestatal Olmeca-Maya-Mexica. Prestará tres tipos de servicios: tren de pasajeros, tren turístico y tren de carga. La ruta comienza en Palenque, Chiapas y viaja al noreste hacia Cancún en Quintana Roo a través de dos rutas que rodean la península. La línea ferroviaria tiene como objetivo conectar destinos turísticos en el Caribe con sitios menos conocidos tierra adentro, incluidos sitios mayas históricos de los que deriva su nombre.
En cuanto a sus características, el Tren Maya contempla 1544 kilómetros, y se estima que inicie operaciones en diciembre de 2023. Se construirán aproximadamente 1525 km de vías férreas que atravesarán los estados de Tabasco, Chiapas, Campeche, Yucatán y Quintana Roo. Cada vagón del Tren Maya estará equipado con pantallas de video, acceso a internet, servicio de cafetería, sanitarios, aire acondicionado, ventanas panorámicas, asientos individuales (de 300 a 500 por tren) y accesibilidad para personas con discapacidad.
Este proyecto fortalecerá el ordenamiento territorial de la región y potencializará la industria turística. Generará derrama económica e incrementará la conectividad en la península de Yucatán, permitiendo mover carga y pasajeros de una manera eficiente. Además, facilitará la interconectividad con aeropuertos nacionales, transportará trabajadores y mercancías a lo largo de la Riviera Maya, y comunicará las microrregiones del estado con las seis ciudades que tendrán una estación del tren.
Como parte de la infraestructura complementaria al Tren Maya, en junio de 2022 se inició la construcción del Aeropuerto Felipe Carrillo Puerto en Tulum, Quintana Roo, mismo que fue inaugurado el 1 de diciembre de 2023. Se trata del aeropuerto más grande la península de Yucatán, con capacidad de atender a 5.5 millones de pasajeros.
El 15 de diciembre de 2023 con la apertura del tramo Campeche-Cancún, y el 31 del mismo mes con la inauguración del trayecto Cancún-Palenque, se concluyeron las dos primeras etapas del Tren Maya, en conjunto, con los 1200 kilómetros del Ferrocarril del Istmo de Tehuantepec y los 1554 del Tren Maya, la administración de López Obrador heredará 2754 kilómetros de vías férreas para pasajeros, recuperando esta modalidad de transporte que se canceló en el gobierno de Ernesto Zedillo.

#### Energética e hídrica
El gobierno de López Obrador concluyó el parque de energía solar más grande de Latinoamérica, ubicado en Puerto Peñasco, Sonora; renovó las turbinas de 16 hidroeléctricas; inició la construcción de la presa de Santa María en El Rosario, Sinaloa, misma que se inauguró el 18 de diciembre de 2023; Concluyó la construcción de los acueductos El Zapotillo (para llevar agua potable a los estados de Jalisco y Guanajuato), El Purgatorio (para llevar agua potable a la zona metropolitana de Toluca) y Milpillas (para llevar agua potable a la zona metropolitana de Zacatecas). Además, se puso en marcha la primera etapa del acueducto El Cuchillo II, para llevar agua a la zona metropolitana de Monterrey. Esta obra se declaró de seguridad nacional en 2022 ante la crisis hídrica que sufría la región.
La principal línea de acción promovida en su proyecto político para la infraestructura estaba relacionada con la paraestatal PEMEX; la rehabilitación de las seis refinerías existentes y la construcción de dos más. Primero se invirtieron 62 mil millones de pesos para el primer objetivo, la renovación de las refinerías vigentes; se construyó la Refinería Olmeca con valor de 11 mil millones de dólares; y en lugar de construir una segunda se adquirió la Refinería Deer Park en Texas. Finalmente, al proyecto renovador se le agregará la construcción de dos plantas coquizadoras.

##### Refinería Olmeca
Ubicada en el puerto de Dos Bocas, Tabasco, su construcción inició el 1 de agosto de 2019 y se inauguró el 1 de julio de 2022. Esta refinería es parte del Sistema Nacional de Refinación (SNR) de Petróleos Mexicanos (PEMEX).
En cuanto a sus características, la Refinería Olmeca se construyó en un terreno de 586 hectáreas y consta de 93 tanques de almacenamiento, 24 esferas y 17 plantas de proceso, que incluyen talleres, cuartos de control, torres de enfriamiento, servicios auxiliares, una sección de plantas de tratamiento de agua y áreas verdes3. Está planificado que Dos Bocas pueda refinar 340 000 barriles diarios de petróleo, lo que significa una quinta parte de lo extraído por Pemex. Además procesará 170 000 barriles de gasolina y 120 000 barriles de diésel diario, así como turbosina y asfaltos.
La nueva refinería ayudará a aumentar el proceso de crudo en el país y a elaborar más combustibles. Aunque no alcanzará para cubrir la demanda, la construcción de la refinería colaborará en la disminución de las importaciones de combustible. De acuerdo con la Secretaría de Energía, el proyecto fue generador de 200 000 empleos directos e indirectos. Además, la refinería no solo se dedicará a producir gasolinas, también se harán productos como gas LP, propileno que será utilizado en la industria petroquímica, butilenos y otros productos como coque y azufre.

## Políticas públicas de desarrollo humano

#### Ciencia y tecnología
El gobierno abordó las políticas públicas de ciencia y tecnología con dos enfoques similares a los de las políticas sociales, es decir, iniciar procesos de combate a la corrupción de instituciones y fideicomisos públicos señalados por opacidad o malos manejos, y reformar el marco legal para instaurar una visión social a los planes, programas y proyectos del CONACYT.
En el primer aspecto se actuó de manera similar a los programas sociales predecesores, retirando recursos a organismos y grupos externos que hacían uso de dinero público sin requerir apoyo real del gobierno, o algunos casos aplicándolo en áreas ajenas a la ciencia; también se implementó la entrega directa de recursos y becas para investigación a los beneficiarios.
En el segundo aspecto se emitió una nueva ley de ciencia y tecnología, y una orgánica para la reformulación del ente público encargado del área. Con la reforma surgió el Consejo Nacional de Humanidades, Ciencias y Tecnologías (CONAHCYT), que como lo indica su nombre, amplió el campo de acción a las ciencias humanísticas; en tanto que la nueva ley, dejó atrás el enfoque exclusivo de la política de estado dirigido a la actividad económica, para diversificarlo con una visión de beneficio social e integral, ya que contaría con una junta de gobierno integrada por la mayoría de las secretarías de estado, para el diseño de sus actividades, priorizando aquellas problemáticas sociales en las que el uso de la investigación científica y la innovación tecnológica pudiera aportar a la solución. A pesar de la desaparición de fideicomisos, hasta 2023, se entregaron 128 950 becas de posgrado o para investigadores.
Los proyectos científicos ejecutados directamente por el gobierno más destacados, a través del CONAHCYT, fueron en el marco de la pandemia de covid-19. El primero fue el diseño y producción de respiradores mecánicos para la atención de pacientes críticos; el otro fue la elaboración de una vacuna propia para la enfermedad, la llamada vacuna Patria, que permitió la reactivación de la paraestatal mexicana Birmex, encargada del desarrollo de vacunas y medicamentos, la cual había sido desmantelada poco antes de la pandemia de 2009.

#### Deporte
La plataforma política de López Obrador respecto al deporte y la cultura física en el país giró en torno a tres propuestas: Primero, masificar la práctica de las actividades deportivas, tanto a nivel lúdico como competitivo, esto como parte de la estrategia integral de política social, haciendo que el deporte incida en las soluciones a problemas nacionales como el estado de salud de la población, reconstrucción del tejido social, combate a las adicciones, inhibición de las conductas antisociales e incluso de la saturación vial de las urbes (promover el uso de la bicicleta como medio de transporte). Segundo, combatir la corrupción en el seno del deporte federado de alto rendimiento para asegurar los recursos y la planeación del ciclo olímpico (Juegos Centroamericanos y del Caribe-Juegos Panamericanos-Campeonatos Mundiales-Juegos Olímpicos), haciendo partícipe al deportista directamente, en coordinación con la Conade y las federaciones deportivas, así como con la participación de la iniciativa privada. Y tercero, generar las condiciones y estrategias para incentivar procesos de formación en el deporte base, es decir, priorizar el deporte infantil y juvenil en el contexto de las escuelas, las comunidades, los municipios y la Olimpiada Nacional para la detección de talentos; además de trabajar en la capacitación de entrenadores, profesores de educación física y formadores.
En 2021 se anunció la creación de los Bachilleratos Tecnológicos de Educación y Promoción Deportiva, que contarían con cuatro carreras: Entrenamiento integral de box, Entrenamiento integral de atletismo, Entrenamiento integral de béisbol y Fisioterapia deportiva, en un inicio con la apertura de siete planteles en las entidades de Ciudad de México, Sonora, Campeche, Veracruz, Estado de México y Tlaxcala.
La intervención directa del gobierno federal permitió la renovación de los contratos con la FIA y la NFL para sostener el Gran Premio de México y el juego anual en el Estadio Azteca respectivamente. En tanto garantizó el apoyo, en cuanto a las responsabilidades gubernamentales (infraestructura vial, seguridad pública, aeropuertos, etcétera), para la organización de la Copa Mundial de Fútbol de 2026, que si bien ya no corresponderá a su mandato, se prevé tener los detalles logísticos de la sede, listos para 2024.
Hasta 2024, su gobierno entregó apoyos diversos a los atletas destacados en eventos internacionales, sobresaliendo los 222 millones de pesos a los participantes de los Juegos Panamericanos de Lima 2019, los 111 millones a los deportistas sobresalientes de los Juegos Olímpicos de Tokio 2020, los apoyos personalizados a los medallistas en los Juegos Centroamericanos y del Caribe San Salvador 2023, los 500 millones de pesos en premios y estímulos a los deportistas de los Juegos Panamericanos Santiago 2023 y los 78 millones a medallistas, ganadores de Diploma Olímpico y participantes en general de los Juegos Olímpicos de París 2024.
La administración obradorista decidió destinar los recursos del Instituto para Devolver al Pueblo lo Robado a los deportistas de alto rendimiento. Al igual que con otras políticas públicas, fueron desaparecidos los fondos y fideicomisos especiales por acusaciones de opacidad y corrupción, haciendo entrega directa de 500 millones de pesos a 950 deportistas y entrenadores. Las autoridades han respaldado esta medida con el desconocimiento y/o suspensión que hacen las federaciones internacionales de los entes locales, como ocurrió con la federación mexicana de natación suspendida por la FINA.

#### Cultura
La iniciativa en el proyecto de López Obrador para la cultura constaba de seis elementos básicos: Primero, masificar el estudio y divulgación de la cultura nacional, así como la expresión y apreciación artística, reduciendo la desigualdad en cuanto al acceso de esta área de grupos vulnerables. Segundo, desarrollar y ampliar una estrategia integral de formación artística y cultural en todos los niveles educativos, en las instituciones del sector, y en los espacios comunitarios o privados. Tercero, hacer de la divulgación cultural y el ejercicio profesional de las artes, pieza de la política social para incentivar soluciones a problemáticas generales como la reconstrucción del tejido social, el combate a las adicciones, la inhibición de las conductas antisociales y el abatimiento del rezago educativo. Cuarto, hacer énfasis en la protección de patrimonio cultural, tanto material como intangible, histórico y contemporáneo del país, a través del estudio, divulgación y promoción del mismo. Quinto, aprovechar el potencial económico de la industria cultural con la profesionalización del sector. Y sexto, enriquecer la diversidad cultural, priorizando grupos creativos con rezago o en vulnerabilidad.
Como parte de la política integral de austeridad y combate a la corrupción (tal como había ocurrido con las áreas de ciencia y deporte), las primeras acciones del gobierno obradorista fueron en dirección a la eliminación de fondos y fideicomisos opacos o no indispensables para apoyar proyectos de divulgación cultural y creación artística. De igual manera a las dos áreas anteriores, se procedió a la entrega directa de apoyos.
Una las propuestas implementadas en materia de difusión cultural y creación artística fue el Programa Nacional de Cultura Comunitaria para promover el ejercicio de los derechos culturales de personas, grupos y comunidades en contextos y condiciones de vulnerabilidad social. El programa tiene cuatro ejes de acción: Misiones por la Diversidad Cultural, Territorios de Paz, Semilleros Creativos, y Comunidades Creativas y Transformación Social:
- Misiones por la Diversidad Cultural ha realizado 651 jornadas culturales hasta 2023 en 33 municipios de tres estados, con la participación de más de 4300 artistas y más de 4800 talleristas.
- Territorios de Paz ha trabajado con más de 1000 personas privadas de su libertad en 11 centros penitenciarios del país, así como con más de 3000 personas migrantes en albergues y estaciones migratorias.
- Semilleros Creativos ha beneficiado a más de 17 000 niñas, niños y jóvenes a través de 300 semilleros permanentes en artes visuales, artes escénicas, audiovisual, fotografía, música y radio comunitaria.
- Comunidades Creativas y Transformación Social ha apoyado a más de 100 colectivos culturales comunitarios con recursos económicos y acompañamiento técnico para el desarrollo de proyectos artísticos y culturales que contribuyan a la transformación social.

La secretaría de cultura implementó dos programas relevantes en respuesta a problemas coyunturales del patrimonio cultural; uno para repatriar piezas arqueológicas mexicanas extraídas del país y otro para ejercer el derecho de autor en los diseños textiles. Se inauguraron los Parques Ecológico-Culturales de Chapultepec y Texcoco. El Fondo de Cultura Económica distribuyó gratuitamente 2 100 000 libros de 21 títulos. Se creó la Coordinación Nacional de Memoria Histórica y Cultural encargada de la divulgación de obras y eventos conmemorativos a hitos históricos relevantes como los 700 años de la fundación de Tenochtitlan, 500 de la caída del Imperio Mexica y 200 de la Consumación de la Independencia; así como la creación de un acervo digital de 200 000 documentos y obras culturales e históricas. El Programa Nacional de Reconstrucción (estrategia frente a los daños de los sismos de 2017) aceleró y concluyó la mayor parte de las intervenciones a edificios afectados del patrimonio histórico y cultural, acumulando hasta 2023 un total de 2386 inmuebles intervenidos de 3269 dañados, sobresaliendo la mayor intervención desde 1990 a la Catedral Metropolitana de la Ciudad de México.

## Medio ambiente
En materia ambiental el gobierno de López Obrador hizo extensivas políticas públicas de otras áreas para integrarlas a esta, siendo principalmente el lanzamiento del programa Sembrando Vida, que busca restaurar el tejido social y el medio ambiente mediante la siembra de árboles frutales y maderables en comunidades rurales (detallado líneas arriba); y los programas de infraestructura dual que operen al servicio de la difusión cultural como los "Parques Ecológicos de Chapultepec y Texcoco", y aquellos que respondan a la recuperación de espacios públicos como los ecoparques y malecones desarrollados por la SEDATU (también vistos líneas arriba). 
Mientras que su propuesta general gira en torno al desarrollo sustentable de las zonas rurales, teniendo a comuneros y habitantes como principales protectores del equilibrio natural; desarrollo de un sistema de alerta temprana para eventos climáticos extremos, en el contexto del cambio climático; dirigir las políticas públicas hacia la concientización, minoración y adaptación a la crisis climática; y transición a energías renovables.
Sin embargo como proyectos estrictamente ecológicos están: la creación de la "Comisión Nacional de Áreas Naturales Protegidas" (CONANP), que se encarga de conservar y manejar el patrimonio natural de México. La CONANP amplió la superficie protegida en el país, fortaleció la participación social y ha impulsado proyectos de desarrollo sustentable en las áreas naturales; 
destaca en sus acciones la declaratoria de tres nuevas áreas naturales protegidas: 
- Parque del Jaguar, en Tulum, Quintana Roo;
- Parque Nacional Nopoló, en Loreto, Baja California Sur; y
- la reserva de la biosfera Sierra San Miguelito, en San Luis Potosí.

Esta cifra fue aumentando a lo largo del sexenio, hasta alcanzar a principios de 2024, un total de 43 nuevas áreas naturales protegidas, la mayor cifra de la historia en el país.
La firma del Acuerdo de Escazú, que es el primer tratado ambiental de América Latina y el Caribe, y el único en el mundo que contiene disposiciones específicas sobre defensores de derechos humanos en asuntos ambientales; el acuerdo busca garantizar el acceso a la información, la participación pública y la justicia en materia ambiental. 
La promoción de las energías renovables y la transición energética, mediante la instalación de paneles solares, aerogeneradores y plantas hidroeléctricas en diversas regiones del país; el gobierno ha buscado reducir la dependencia de los combustibles fósiles y las emisiones de gases de efecto invernadero, así como generar empleos verdes y ahorros económicos para los usuarios.

## Política de las Fuerzas Armadas
La plataforma electoral original de López Obrador no incluía la activa participación de las fuerzas armadas en las tareas de seguridad pública, sin embargo la descripción del propio mandatario sobre la descomposición de los cuerpos civiles de seguridad de los tres niveles, lo hizo recular para volver a estas un eje fundamental del plan de seguridad y justicia. Además de estas tareas (ampliadas en la sección correspondiente), el gobierno obradorista llevó a cabo una serie de medidas para ampliar la participación de las fuerzas armadas en distintos sectores de la vida pública, bajo la línea política que describía a los institutos armados como entes de confiabilidad y capacidad más consolidados para diversas tareas en el proyecto de gobierno.
Las llamadas Obras prioritarias, es decir los proyectos de infraestructura más relevantes de la administración, quedaron bajo responsabilidad de las fuerzas armadas, esencialmente la planeación y construcción a través de los equipos de ingenieros militares, la administración de estas e incluso la captación de algunos de sus ingresos generados. Destacan la construcción del Aeropuerto Internacional Felipe Ángeles, construido en la principal base de la Fuerza Aérea; la edificación de las sucursales del banco de estado Bienestar; la operación de la paraestatal Grupo Aeroportuario, Ferroviario y de Servicios Auxiliares Olmeca-Maya-Mexica, responsable del Tren Maya y varios aeropuertos (incluido el AIFA); la administración de la empresa pública que desarrolla el Corredor Interoceánico, y la nueva aerolínea pública Mexicana de Aviación. Como medida de combate a la corrupción, al ejército y la marina les fueron asignadas en esta administración las cincuenta aduanas del país.
Sin embargo la expansión de la participación de las fuerzas armadas en este gobierno, no se ha reflejado en una amplificación de la capacidad armamentística y ni siquiera en un incremento sustancial del presupuesto de defensa en comparación con las fuerzas armadas de otras partes del mundo. El gasto militar mexicano sigue representando menos del uno por ciento (exactamente 0.6%) en relación con el PIB, menos de la cuarta parte del promedio mundial de 2.2%; al tiempo que esta administración, a diferencia de las dos anteriores, no ha adquirido armamento pesado o vehículos de combate para ninguna de las tres ramas de las fuerzas armadas. No obstante, se ha invertido en el desarrollo de la industria militar local y en la compra externa, para renovar unidades de armamento ligero, artillería, vehículos terrestres, navales o aéreos de transporte, reconocimiento, salvamento y asistencia, fortaleciendo la capacidad de respuesta del llamado Plan DN-III-E. Las incorporaciones en este sexenio de vehículos de combate, como la POLA ARM Reformador de la Armada en 2020, forman parte del proyecto de renovación planeado a largo plazo por los dos gobiernos anteriores; programa que probablemente es el que reflejó un incremento en el poderío militar de acuerdo a métricas internacionales.
En términos organizativos, la Secretaría de la Defensa Nacional implementó su primer cambio estructural en décadas, pues las reformas legales de este sexenio (además de las modificaciones en torno a la Guardia Nacional) crearon la figura de Comandante del Ejército, y la de Estado Mayor Conjunto de la Defensa Nacional que unifica los estados mayores del ejército y la fuerza aérea para una mejor coordinación; en tanto la figura de Comandante del Ejército responde al proyecto de delegar facultades operativas del secretario de la defensa para que su papel administrativo crezca.